# 07 zgłoś się
07 zgłoś się – polski serial kryminalny wyprodukowany przez Telewizję Polską i emitowany przez TVP1 w pięciu seriach od 25 listopada 1976 do 25 maja 1989. Głównym reżyserem, a także współautorem scenariusza tego serialu był Krzysztof Szmagier. W głównej roli – porucznika Sławomira Borewicza – wystąpił Bronisław Cieślak. Serial i jego główny bohater cieszyli się w Polsce dużą popularnością. Muzycznym motywem przewodnim serialu jest utwór Alicji Majewskiej „Przed nocą i mgłą”, a właściwie wykonywana przez Włodzimierza Korcza sekcja na saksofonie z tego utworu. Pełna wersja piosenki pojawiła się w serialu tylko w odcinku „Strzał na dancingu”.

## Produkcja
Przy decyzji wskazującej osobę odgrywającą główną rolę porucznika Sławomira Borewicza reżyser Krzysztof Szmagier miał do dyspozycji aktorów zawodowych, aczkolwiek wybrał wykonującego zawód dziennikarza, Bronisława Cieślaka (wcześniej zagrał on tylko w serialu pt. Znaki szczególne z 1976), uznając go za „prawdziwy typ aktorski” (czyli „ktoś, komu wierzy się, gdy mówi z ekranu”). Według relacji Cieślaka z 1979 nie poczynił on specjalnych przygotowań do wcielenia się w rolę oficera Milicji Obywatelskiej. Zgodnie z jego słowami zagrał tę rolę tak, jak sobie sam wyobrażał pracę śledczego, a jedyne co ćwiczył, to przez trzy dni poślizgi w kierowaniu Fiatem 132. Innych czynności, jak np. posługiwanie się służbową krótkofalówką, nauczył się już w trakcie trwania zdjęć do serialu. Zgodnie ze swoją wypowiedzią, Cieślak zdecydował się na przyjęcie roli w serialu pod warunkiem, że będzie on „twardy, męski”, uznając to za kanony reprezentowanego gatunku, co dotyczy także brutalności języka ukazanego w produkcji.
Zdjęcia rozpoczęto w styczniu 1976 w Sopocie (odcinek 1). Całość serialu składa się z kilku serii, produkowanych co kilka lat w dekadach lat 70. i 80. XX wieku. Pierwsze cztery odcinki wyprodukowano w 1976, kolejne pięć (5–9) w 1978, następnie ponownie pięć (10–14) w 1981, potem cztery (15–18) w 1984 oraz finalnie trzy (19–21) w 1987. W zapowiedzi prasowej czterech nowych odcinków serialu czwartej serii w 1984 podano tytuły odcinków, wśród których te o numerach 15–17 nazwano tytułami powszechnie znanymi, zaś czwarty określono jako: Tragicznie bzdurny pomysł.
W trakcie pracy nad serialem korzystano ze wszechstronnej pomocy ze strony Milicji Obywatelskiej. Wsparcie przejawiało się w konsultacji na etapie pisania scenariusza, a potem przy realizacji, a także w udostępnianiu radiowozów, helikopterów, broni palnej, kajdanek. Według relacji Krzysztofa Szmagiera Ministerstwo Spraw Wewnętrznych stawało po stronie twórcy w przypadkach próby cenzurowania scen z serialu.

## Charakterystyka

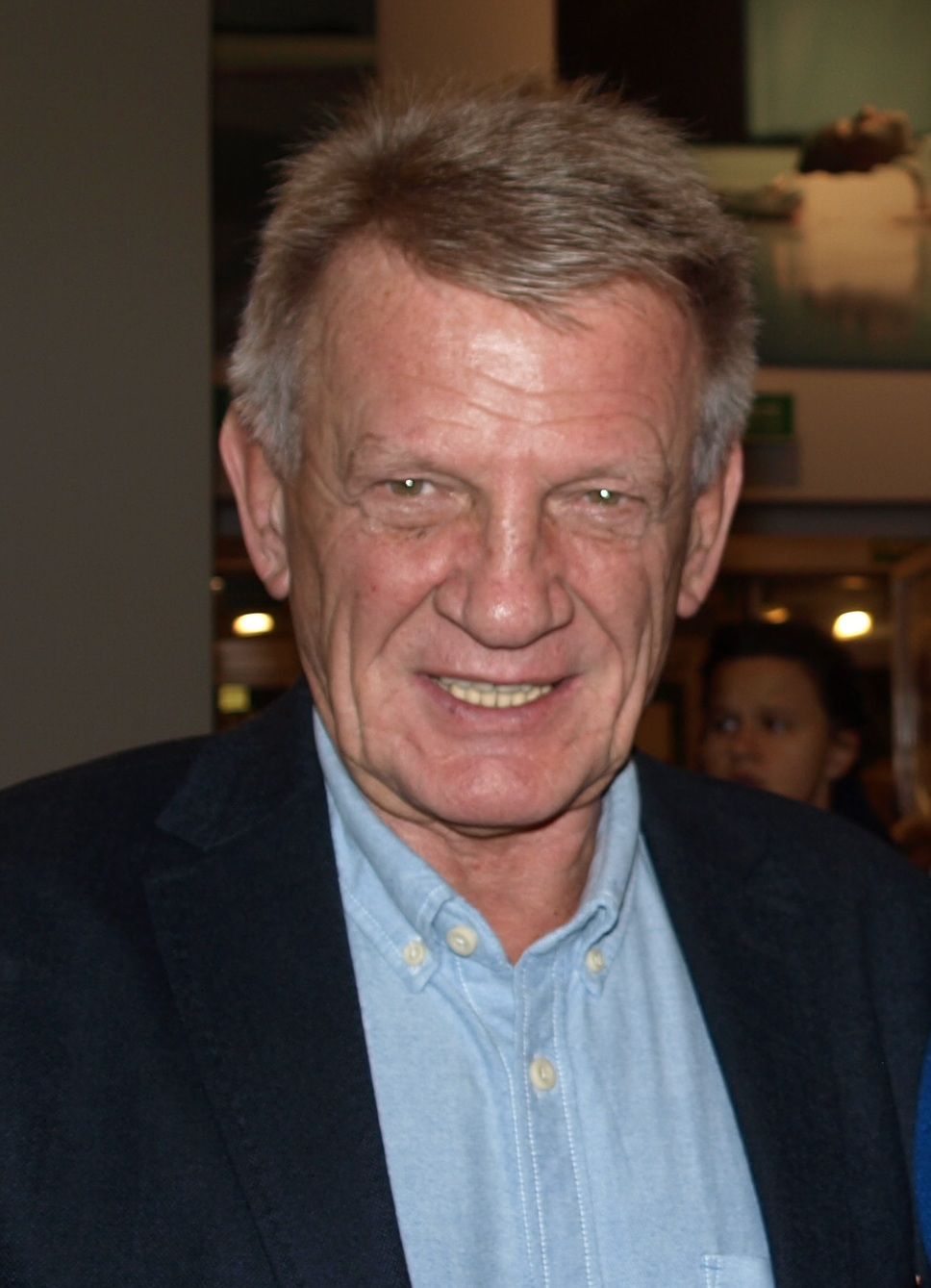
Bronisław Cieślak

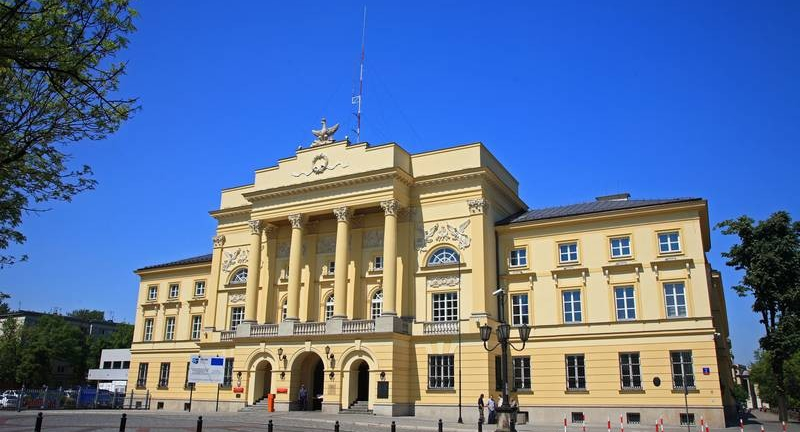
Pałac Mostowskich – siedziba Komendy Stołecznej Milicji, miejsce pracy bohaterów serialu

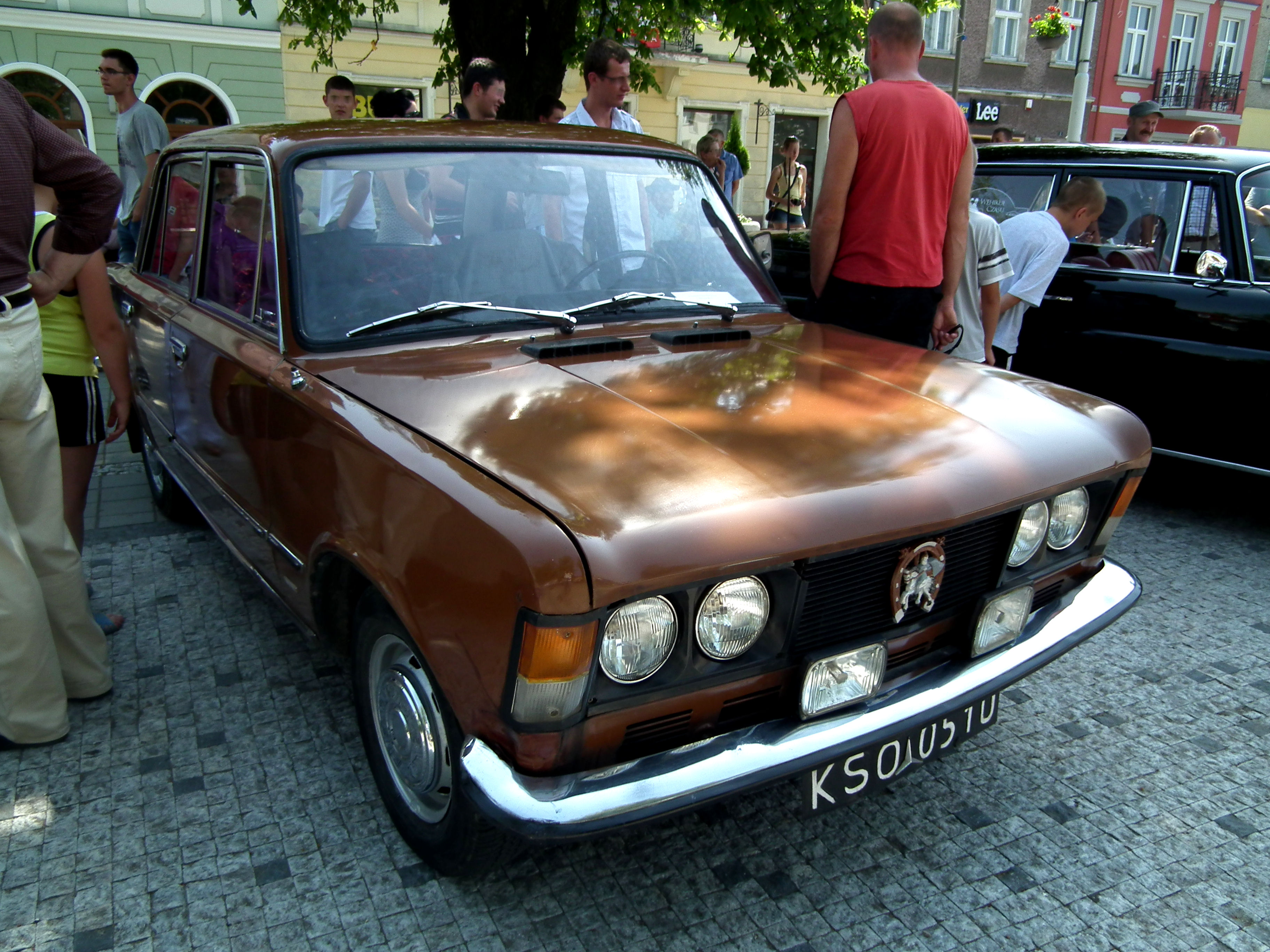
Polski Fiat 125p – podobny do egzemplarza początkowo występującego w serialu

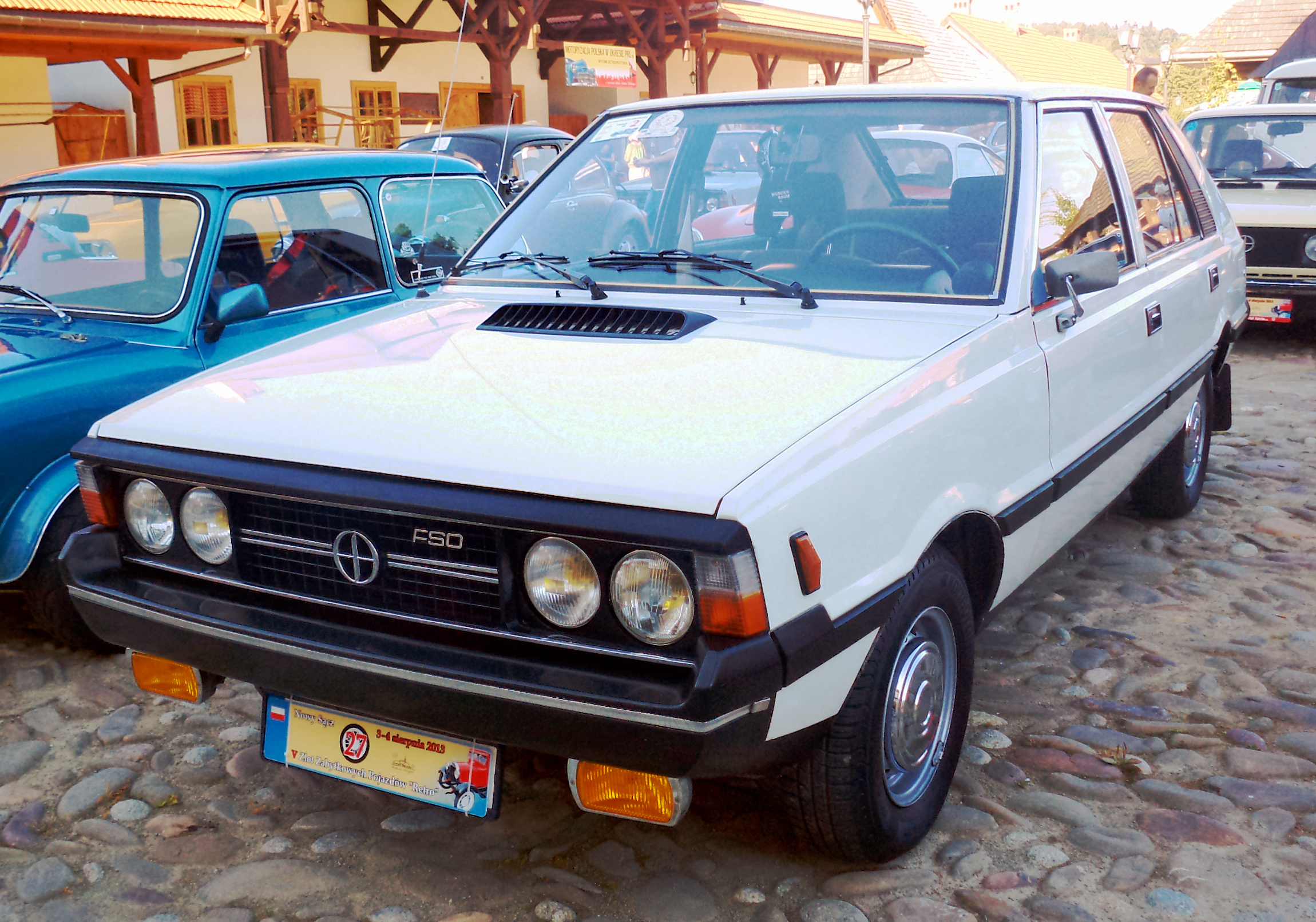
Biały Polonez – taki, jakim w serialu dysponował por. Borewicz

Fabuła serialu dotyczy działalności funkcjonariuszy Komendy Stołecznej Milicji Obywatelskiej (tj. późniejszego Stołecznego Urzędu Spraw Wewnętrznych i Komendy Stołecznej Policji). Głównym bohaterem jest porucznik Sławomir Borewicz, zaś każdy odcinek stanowi osobną sprawę, w której prowadzi on śledztwo. Tytułowe „07” pochodzi od kryptonimu Borewicza w komunikacji radiowej milicji.
Pomysł serialu zaczerpnięto z popularnej w PRL serii opowiadań kryminalnych Ewa wzywa 07, a tomiki z tej serii posłużyły za pierwowzory scenariuszy do wielu odcinków. Serial pierwotnie miał nazywać się "Przygody porucznika Wolskiego", ale ostatecznie tytuł cyklu zaczerpnięto od odzewu wywoławczego dyspozytorni MO. Imię „Ewa” z serii literackiej zostało użyte w tytule na cześć żony jednego z pomysłodawców serii, Zbigniewa Gabińskiego.

## Obsada aktorska

### Role główne
Jedyną postacią występującą we wszystkich 21 odcinkach serialu jest główny bohater, porucznik Sławomir Borewicz, w którego rolę wcielił się Bronisław Cieślak. Obok niego główne role zagrali aktorzy wcielający się w funkcjonariuszy milicji, dowodzący bądź współpracujący z Borewiczem. Byli to w szczególności Zdzisław Tobiasz jako major Wołczyk (odc. 1–6, 8, 10–17, 19–20) i Zdzisław Kozień jako porucznik Antoni Zubek (odc. 1–14). Tego ostatniego potem zastąpił Jerzy Rogalski jako porucznik Waldemar Jaszczuk (odc. 15–21). W rolę współpracowniczki Borewicza wcieliła się Ewa Kuzyk-Florczak jako sierżant Ewa Olszańska (odc. 5–13, 15–18), zaś po niej rolę kobiecego partnera w służbie kontynuowała Hanna Dunowska jako sierżant Anna Sikora (odc. 19–21). Ponadto kilkakrotnie pojawiła się Elżbieta Kijowska w roli prokurator Zofii Ołdakowskiej (w odc. 12–13, 17–18). W ostatnich odcinkach występował także profesjonalista w odgrywanej roli tj. Jerzy Dziewulski jako komandos Jurek – szef brygady antyterrorystycznej (odc. 18–21).

### Role epizodyczne
W serialu wystąpiła plejada polskich artystów. W każdym z odcinków pojawił się rozpoznawalny aktor bądź aktorka.
Charakterystyczny dla serialu był fakt, że aż kilkunastu aktorów wystąpiło w różnych odcinkach, wcielając się w role innych postaci. Największy udział pod tym względem miał Mariusz Gorczyński, który zagrał role tej samej postaci w odc. 2 i 13 oraz innych w odc. 15 i 20, a także wykonał partie dubbingu w odc. 1, 11, 13, 14, 16, 19, 20, 21. Innymi aktorami pojawiającymi się w kilku odcinkach byli: Aleksandra Leszczyńska (1, 3–4), Andrzej Szenajch (1, 10, 16, 21), Józef Korzeniowski (1, 8, 11, 15), Wiesław Drzewicz (13, 17, 21), Zygmunt Fok (5, 11, 14, 16), Ewa Szykulska (9, 13), Artur Barciś (11, 20), Piotr Fronczewski (14, 15, 19), Tatiana Sosna-Sarno (10, 18, 19), Hanna Stankówna (5–6, 16), Zbigniew Buczkowski (9, 13, 18, 20), Barbara Brylska (4, 21), Irena Kownas (7, 12, 16), Andrzej Niemirski (19, 20, 21), Ryszard Gajewski (10, 11–12), Czesław Mroczek (6, 12, 14), Andrzej Żółkiewski (rola milicjanta w odc. 17, 19, inna postać w odc. 14), Andrzej Szaciłło (15, 16, 19), Mariusz Leszczyński (16, 19, 20), Maria Probosz (17, 18, 20), Bolesław Idziak (9, 14), Aleksander Gawroński (13, 17, 19, 20), Aleksandra Koncewicz (7, 11), Helena Kowalczykowa (12, 18), Ewa Szewczyk (7, 11), Bożena Walter (12, 15), Roman Kosierkiewicz (jako milicjant w odc. 2–4, inne role w odc. 14, 16), Agata Rzeszewska (18, 19), Jerzy Molga (18, 19), Andrzej Chrzanowski (6, 16), Zdzisław Szymański (dubbing w odc. 1, role w odc. 7, 17), Zbigniew Korepta (9, 18), Marcin Rogoziński (15–17), Tomasz Grochoczyński (1 i 14), Monika Borys (20, 21), Laura Łącz (14, 21), Katarzyna Walter (11). Bogusław Augustyn jest aktorem, który wystąpił w trzech odcinkach i w czterech rolach (kolejarza i milicjanta w odc. 11 oraz milicjanta w odc. 14 i 21). W większości przypadków aktorzy ci odtwarzają postaci w tym samym emploi (np. Wiesław Drzewicz, Zbigniew Buczkowski czy Aleksander Gawroński w rolach meneli i pijaczków), ale w kilku przypadkach wybitni aktorzy tworzą zupełnie różne postaci (np. Ewa Szykulska jako uliczna prostytutka w odc. 9 i wytworna dyrektorka w odc. 13, Laura Łącz jako trywialna prostytutka w odc. 14 i „matka Polka” w odc. 21, Barbara Brylska jako zagubiona dziewczyna w odc. 4 i cyniczna kobieta w odc. 21, Piotr Fronczewski jako sutener w odc. 14 i ideowy policjant w odc. 19).

## Lista odcinków

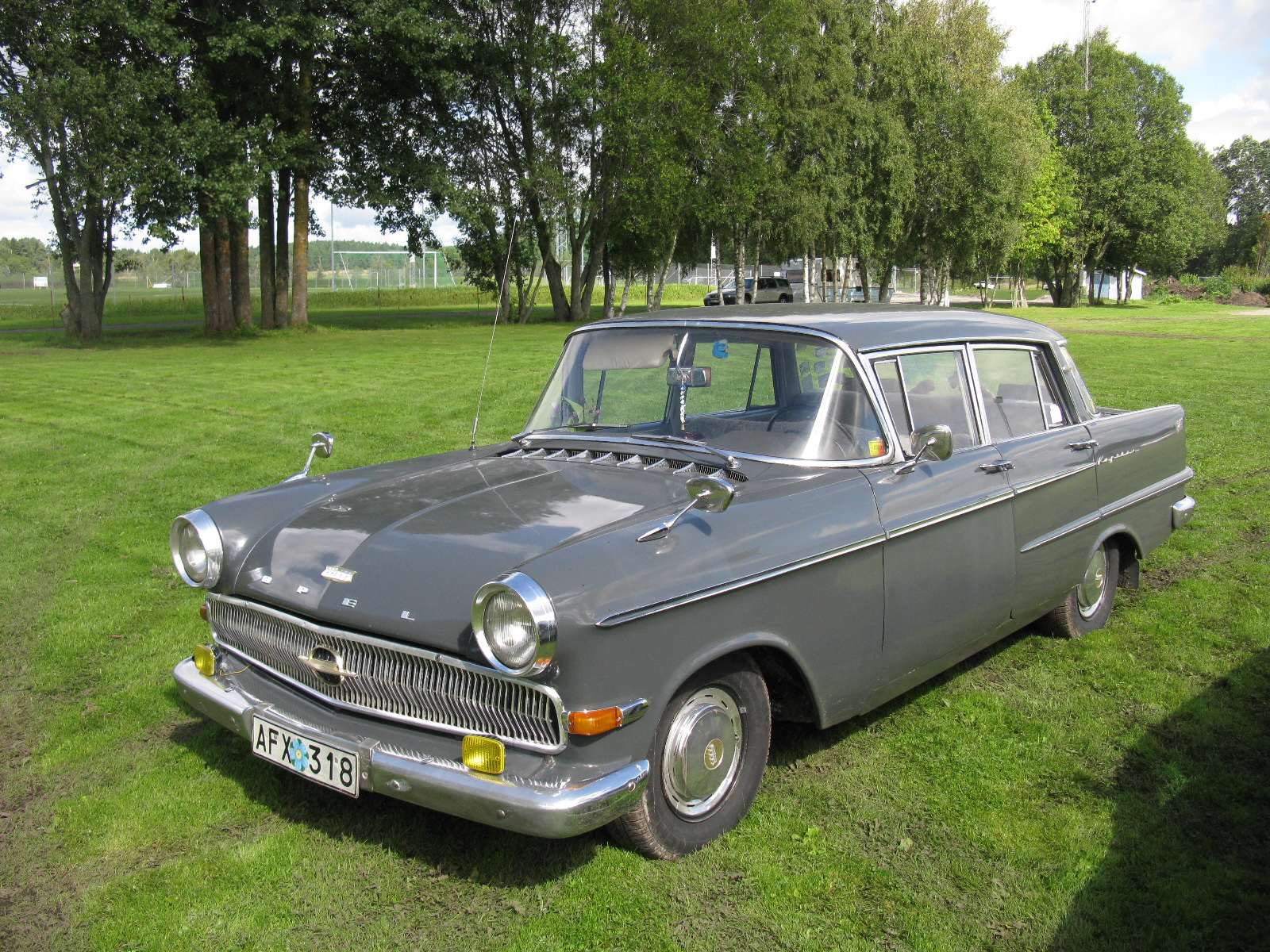
Model auta Opel Kapitän P2, jakim podróżował Borewicz

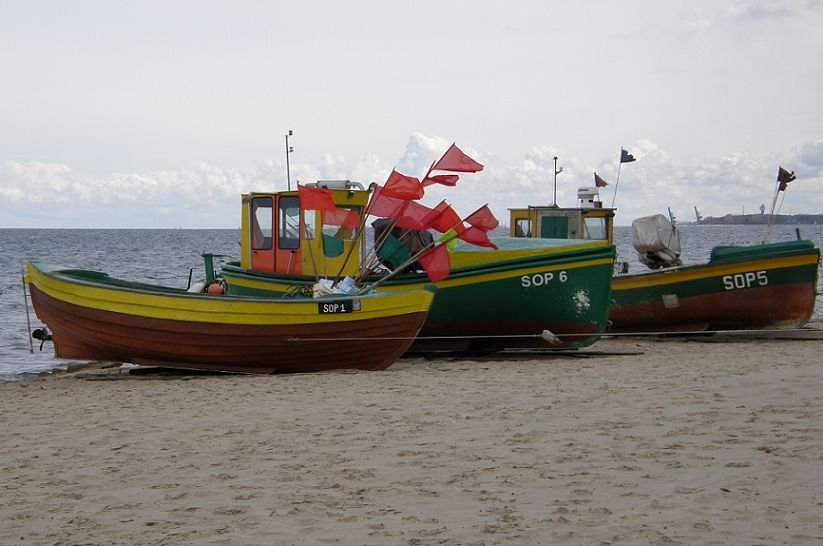
Przystań rybacka w Sopocie, gdzie Borewicz spotkał się z rybakiem Kluczniakiem

### 1.Major opóźnia akcję
- pierwowzór – powieść Major opóźnia akcję Marcina Dora (pseudonim Aleksandra Minkowskiego)
- reżyseria – Krzysztof Szmagier
- czas trwania – 53 minuty
- premiera – 25 listopada 1976
- obsada:
  - Bronisław Cieślak – porucznik Sławomir Borewicz
  - Zdzisław Kozień – porucznik Antoni Zubek
  - Zdzisław Tobiasz – major Wołczyk
  - Grażyna Wnuk – Marta Kalinowska
  - Andrzej Szenajch – urzędnik w pośredniaku
  - Edmund Fetting – „Inżynier”
  - Zdzisław Słowiński – Jan Kreczet, wspólnik „Inżyniera”, zleceniodawca Borewicza
  - Barbara Bargiełowska – Iza, wspólniczka „Inżyniera”
  - Witold Dębicki – steward, współpracownik „Inżyniera”, partner Izy
  - Adam Ferency – milicjant
  - Anita Dymszówna – Anna Tyszko, dłużniczka „Inżyniera”
  - Józef Korzeniowski – Lisoń, właściciel sklepu w Sopocie
  - Tomasz Grochoczyński – człowiek Kreczeta udający milicjanta
  - Lech Adamowski – człowiek Kreczeta udający milicjanta
  - Henryk Bista – „Czarny” Trepkiewicz, szef szajki na Wybrzeżu
  - Stanisław Igar – rybak Kluczniak, współpracownik „Czarnego”
  - Dorota Kawęcka – milicjantka Elka Iwanowska (także w odc. 3–4)
- obsada dubbingu:
  - Mariusz Gorczyński – człowiek Kreczeta udający milicjanta (rola Lecha Adamowskiego)
  - Jadwiga Jankowska-Cieślak – Marta Kalinowska (rola Grażyny Wnuk)
  - Zdzisław Szymański – rybak Kluczniak, współpracownik „Czarnego” (rola Stanisława Igara)

Porucznik Sławomir Borewicz, działając incognito, staje się „człowiekiem z przeszłością” – wychodzi z więzienia i zostaje współpracownikiem gangstera o pseudonimie „Inżynier”, prowadzącego nielegalne interesy (skup dewiz, przemyt ikon, złota i dzieł sztuki). Pracując dla niego zajmuje się „czarną robotą”: ściąganiem długów, wymuszeniami przemocą, trzymaniem w ryzach krnąbrnych gangsterów z Wybrzeża (m.in. w Sopocie). Milicja nie ma dowodów na działalność gangu. W końcu Borewicz osobiście poznaje swojego pracodawcę – „Inżyniera”, który awansuje go w hierarchii i zatrudnia go do odzyskiwania długów. Następnie Iza, wspólniczka „Inżyniera”, proponuje Borewiczowi zabójstwo jej dawnego wspólnika „Czarnego”. Kiedy porucznik wie już bardzo dużo o gangsterach, następuje ich aresztowanie. Okazuje się, że Borewicz zdołał wniknąć w półświatek tak głęboko, ponieważ nie był w Polsce rozpoznawalny z racji nieobecności w kraju (dotychczas przebywał na placówce MHZ w Anglii). Jego przełożony, major Wołczyk, gratuluje mu wykonania zadania i przedstawia go porucznikowi Antoniemu Zubkowi jako jego nowego współpracownika.

### 2.Wisior

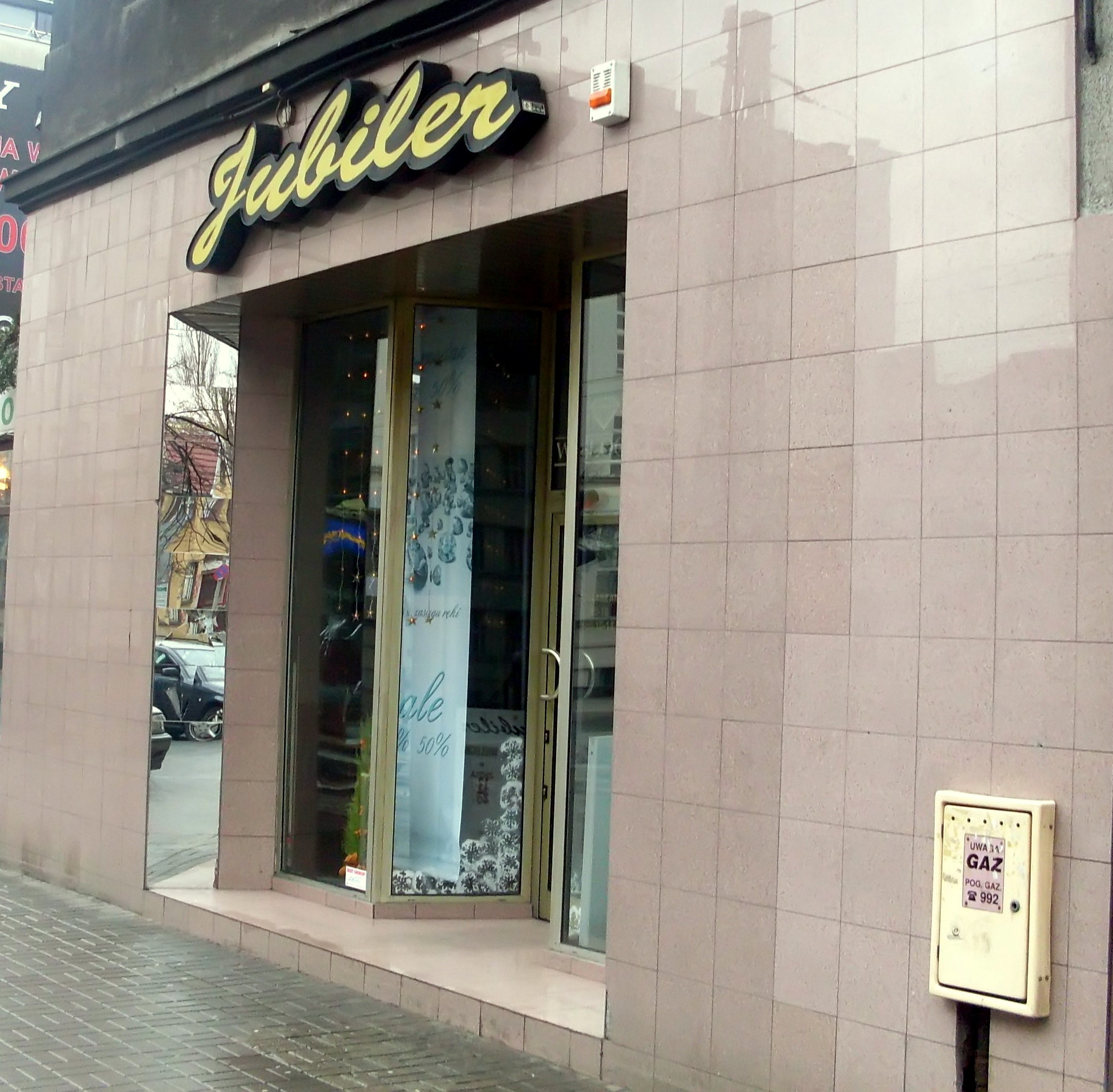
Sklep sieci „Jubiler”, z której dokonano rabunku

- pierwowzór – opowiadanie „Kartka z notesu” z serii Ewa wzywa 07 Heleny Sekuły (1972)
- reżyseria – Krzysztof Szmagier
- czas trwania – 49 minut
- premiera – 2 grudnia 1976
- obsada:
  - Bronisław Cieślak – porucznik Sławomir Borewicz
  - Zdzisław Kozień – porucznik Antoni Zubek
  - Zdzisław Tobiasz – major Wołczyk
  - Witold Kałuski – kierownik sklepu jubilerskiego
  - Józef Fryźlewicz – Oleszuk, uczestnik napadu na sklep jubilerski
  - Józef Nalberczak – Tymowski, kierownik kina, szef szajki
  - Ewa Dałkowska – prostytutka „Markiza”
  - Elżbieta Borkowska-Szukszta – Celina, narzeczona Michała
  - Emilia Radziejowska – Emilia, ekspertka w laboratorium kryminalistycznym
  - Krzysztof Majchrzak – Michał, narzeczony Celiny
  - Mariusz Gorczyński – kieszonkowiec Edward Gabor
  - Stanisława Kowalczyk – Magda Zulik, partnerka Gabora
  - Leon Pietraszkiewicz – złodziej Kazimierz Czudraś, odbywający wyrok w więzieniu w Sztumie
  - Zofia Merle – żona Kazimierza Czudrasia
  - Aleksandra Leszczyńska – dozorczyni  Leokadii Czudraś (w odc. 3 dozorczyni  Dudziaka vel Wolniaka w stróżówce)
  - Maria Chwalibóg – barmanka
  - Wacław Kowalski – taksówkarz Dołmontowicz
  - Teodor Gendera – „opryskliwy” milicjant
  - Roman Kosierkiewicz – milicjant

Podczas napadu na sklep jubilerski w Warszawie, wraz z innymi precjozami zostaje skradziony piękny wisior z drogocennym brylantem – 3 karaty, o wartości 800 000 zł (w akcji filmu występuje niekonsekwencja – napad ma miejsce na placu Konstytucji, a po chwili milicyjny radiowóz pędzi ulicą Marszałkowską w przeciwnym kierunku, a mianowicie placu Dzierżyńskiego – dziś Bankowego). Następnie, wskutek splotu różnych wypadków, wisior przechodzi z rąk do rąk, nie przynosząc jednak szczęścia jego kolejnym posiadaczom. Podczas ucieczki po napadzie ginie jeden z bandytów, a poturbowany zostaje osobnik, który ukradł wisior bandytom. Nieporozumienia wewnątrz bandy prowadzą do kolejnych morderstw. Ostatecznie milicja aresztuje jedynego pozostałego przy życiu sprawcę napadu. Udaje się również odzyskać brylantowy wisior, który został przypadkowo porzucony w taksówce.

### 3.Dziwny wypadek

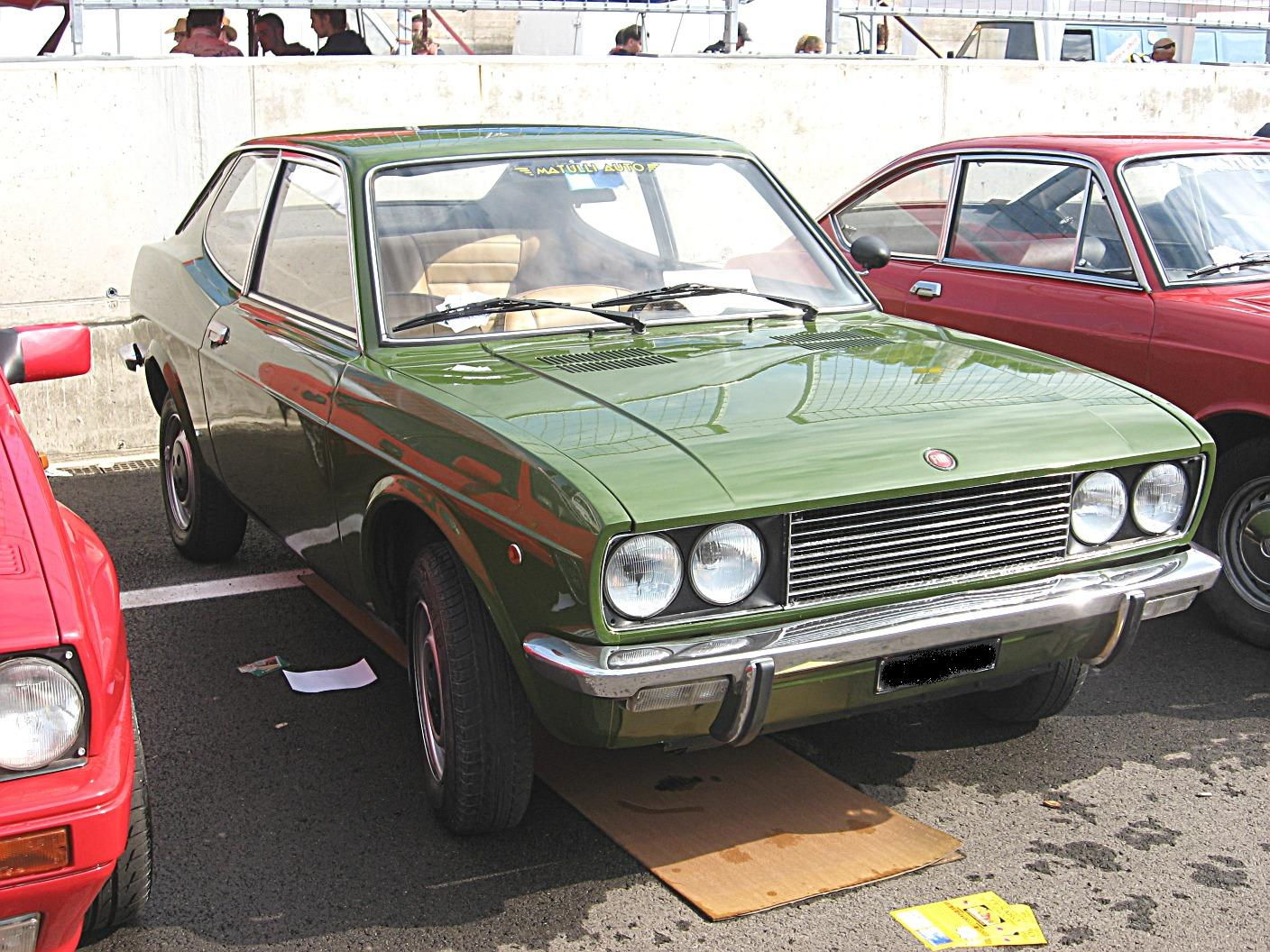
Model zielonego Fiata 128 Sport – skradziony i uciekający ulicami stolicy

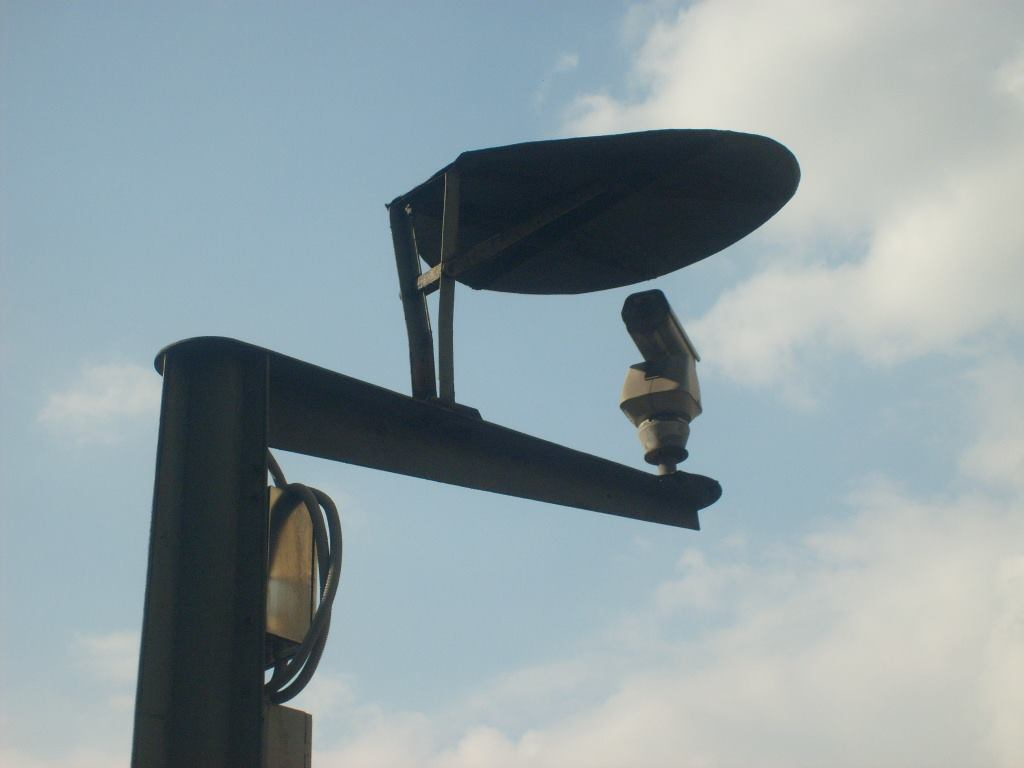
Kamera monitoringu w Warszawie, na maszcie pamiętającym czasy kręcenia serialu

- pierwowzór – powieść „Alibi” z serii Ewa wzywa 07 Ryszarda Zelwiańskiego
- reżyseria – Krzysztof Szmagier
- czas trwania – 47 minut
- premiera – 9 grudnia 1976
- obsada:
  - Bronisław Cieślak – porucznik Sławomir Borewicz
  - Zdzisław Kozień – porucznik Antoni Zubek
  - Zdzisław Tobiasz – major Wołczyk
  - Wanda Koczeska – Joanna Wolińska, kochanka Weredy
  - Jan Machulski – docent Jacek Wereda
  - Maciej Góraj – Waldemar Dudziak vel Krzysztof Wolniak, złodziej samochodów
  - Maria Czubasiewicz – Kazia
  - Aleksandra Leszczyńska – sąsiadka Dudziaka vel Wolniaka
  - Dorota Kawęcka – milicjantka Elka Iwanowska
  - Elżbieta Dmochowska – Wolniakowa
  - Sławomir Lindner – dziadek Jolki Helsztyńskiej, szef szajki złodziei samochodów
  - Danuta Blichiewicz – striptizerka
  - Dorota Hołoga – Jolka Helsztyńska
  - Tadeusz Bogucki – Terlecki, właściciel opla, na którego ciało natrafił na szosie Wereda
  - Roman Kosierkiewicz – milicjant
  - Marek Varisella – kierowca
  - Emilia Radziejowska – Emilia, ekspertka w policyjnym laboratorium
  - Zdzisław Szymborski – milicjant w centrum dowodzenia

Z niewyjaśnionych motywów w niedługim czasie w Warszawie zostaje skradzionych 11 samochodów osobowych. Wstępnie śledczy łączą kradzieże ze zgłoszeniami uszkodzeń innych aut w PZU. Następnie porucznicy Borewicz i Zubek otrzymują zgłoszenie wypadku samochodowego – kierujący VW Garbusem docent Wereda uważa, że potrącił śmiertelnie mężczyznę. Niedaleko miejsca rzekomego potrącenia stoi rozbity samochód marki Opel, a porucznik Zubek znajduje ukryte w zaroślach obok jezdni zwłoki młodej dziewczyny, 20-letniej Jolki Helsztyńskiej. W zeznaniach Weredy nic się nie zgadza. Idąc tropem przeszłości Helsztyńskiej, Borewicz odkrywa jej powiązania z gangiem złodziei samochodów. Kryminalista Dudziak posługujący się skradzionym dowodem na nazwisko Wolniak prowadzi warsztat, w którym przerabia skradzione auta. Jak się okazuje, Jolka celowo poderwała w barze mężczyznę, właściciela Opla, którego szajka chciała ukraść. Kobieta z mężczyzną odjeżdżają, a ukryty na tylnym siedzeniu Dudziak w ustronnym miejscu atakuje kierującego mężczyznę. Prowadząc brawurowo auto Dudziak powoduje wypadek, w wyniku którego ginie Jolka. Sprawca podrzuca pobitego posiadacza samochodu na jezdnię, by upozorować wypadek, a zwłoki Jolki ukrywa w krzakach. Zaplątanie w zeznaniach docenta Weredy wynikało z zamiaru zatajenia własnego związku z kochanką, a jego obecność przy zwłokach była przypadkowa i nie miał związku ze sprawą. Porucznik Borewicz w warsztacie rozbija szajkę, której szefem – jak się okazało – był dziadek Jolki.

### 4.300 tysięcy w nowych banknotach

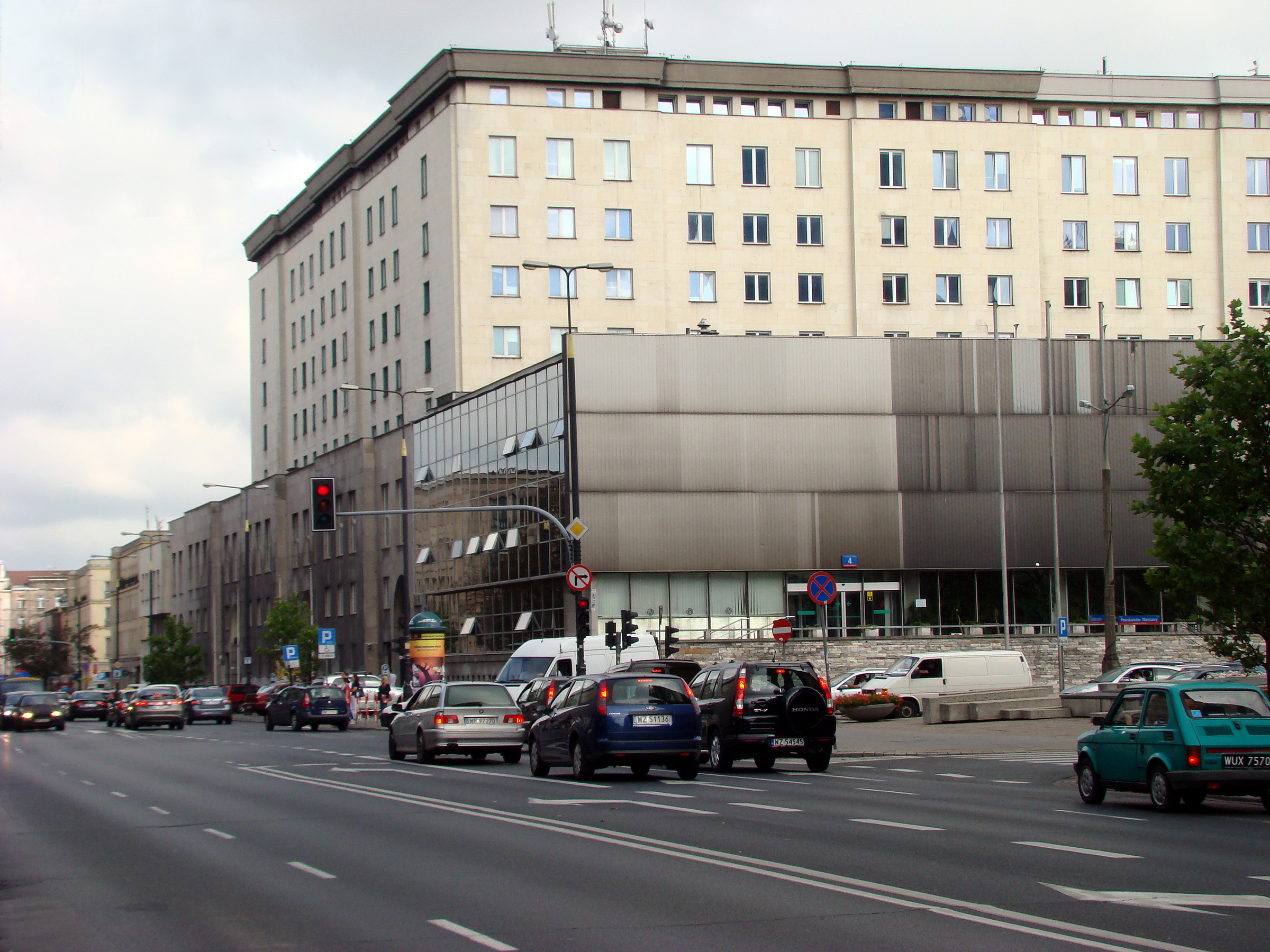
Siedziba NBP – miejsce podejmowania pieniędzy

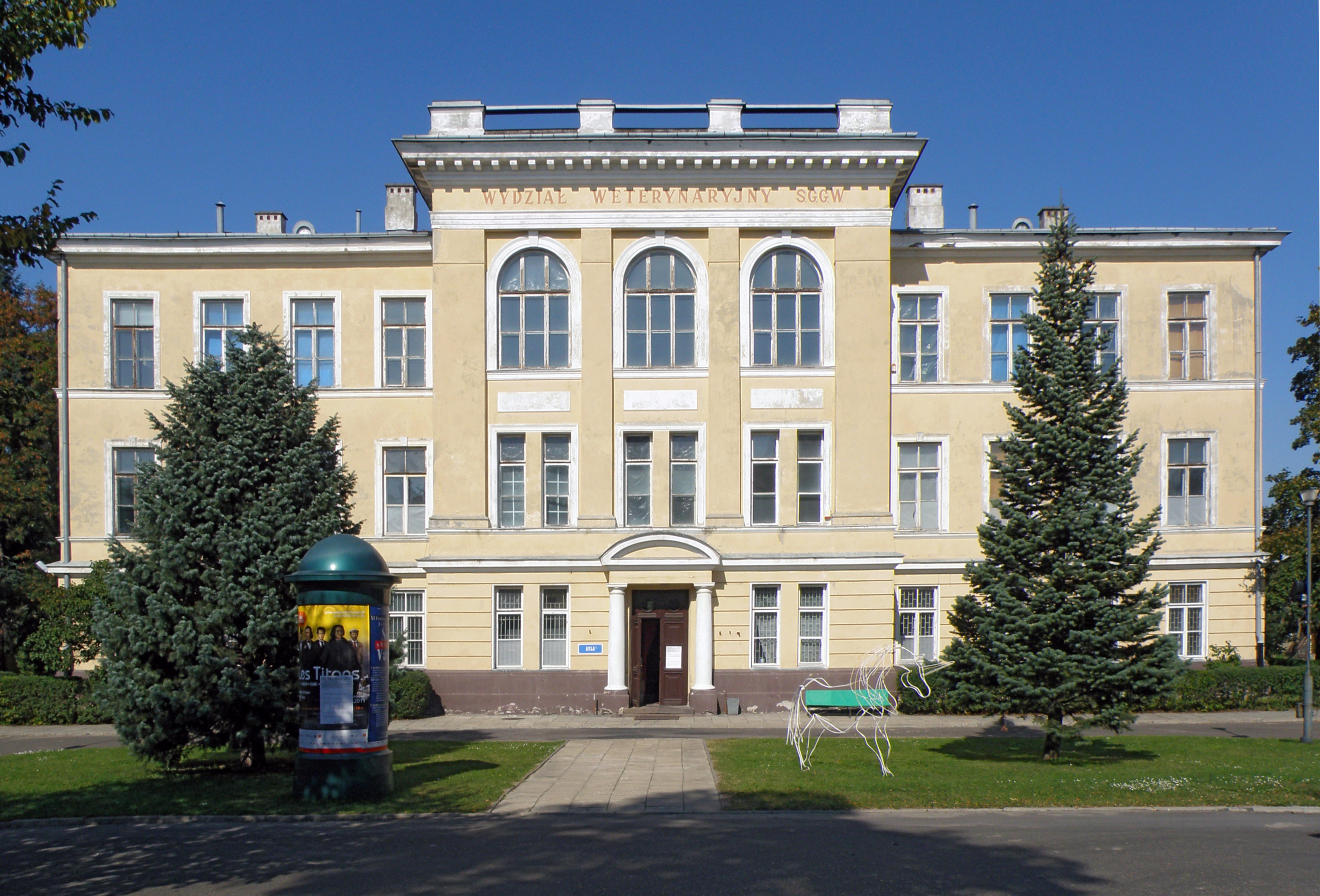
Siedziba kliniki weterynaryjnej w Warszawie, do której przewieziono rannego psa

- pierwowzór – powieść Baba Jaga gubi trop Jerzego Edigeya (pseudonim Jerzego Koryckiego)
- reżyseria – Krzysztof Szmagier
- czas trwania – 48 minut
- premiera – 16 grudnia 1976
- obsada:
  - Bronisław Cieślak – porucznik Sławomir Borewicz
  - Zdzisław Kozień – porucznik Antoni Zubek
  - Zdzisław Tobiasz – major Wołczyk
  - Barbara Brylska – Ewa, była urzędniczka PKO, partnerka Sucheckiego
  - Mieczysław Milecki – Suchecki
  - Halina Rasiakówna – Magda, córka Sucheckiego
  - Wojciech Wysocki – Krzysztof, syn Sucheckiego
  - Marek Lewandowski – Henryk, przyjaciel młodego Sucheckiego, były kochanek Ewy
  - Hanna Orsztynowicz – Mika, kasjerka PKO, przyjaciółka Ewy
  - Dorota Kawęcka – milicjantka Elka Iwanowska
  - Marek Obertyn – chłopak Miki
  - Wiktor Nanowski – komendant posterunku MO w miejscowości Sucheckiego
  - Zbigniew Czeski – reżyser
  - Zygmunt Apostoł – weterynarz pogotowia kliniki weterynaryjnej przy SGGW na Grochowie
  - Andrzej Krasicki – właściciel warsztatu samochodowego
  - Roman Kosierkiewicz – milicjant
  - Irena Laskowska – pracowniczka schroniska dla zwierząt
  - Zdzisław Szymborski – milicjant w centrum dowodzenia (także w odc. 3)
  - Grzegorz Wons – aktor w filmie oglądanym przez Sucheckiego

Anonimowy szantażysta żąda od reżysera Sucheckiego 200 tys. zł grożąc, w przypadku niezapłacenia, śmiercią kogoś z członków rodziny. Suchecki nie spełnia żądań przestępcy, więc ten nocą w ogrodzie pod domem uśmierca psa należącego do Sucheckiego. Suchecki zgłasza tę sprawę na milicję, a wówczas szantażysta podwyższa stawkę i żąda 300 tys. zł. Porucznik Borewicz wraz ze współpracownikami decydują się na podłożenie fałszywych pieniędzy wyciętych z gazety. Szantażysta nie podejmuje jednak okupu. Porucznik Borewicz typuje krąg podejrzanych: według niego szantażystą może być partnerka Sucheckiego, Ewa, jego córka Magda, syn Krzysztof, kasjerka PKO i jej chłopak oraz dawny narzeczony Ewy. Wobec nasilania się działań szantażysty, śledczy decydują się przekazać mu żądaną sumę. Złożony przy drodze okup podejmuje niespodziewanie wyszkolony do tego celu owczarek niemiecki, który następnie zostaje odnaleziony ranny. Po jego opatrzeniu Borewicz inscenizuje konfrontację psa z podejrzanymi osobami z kręgu domu Sucheckich, podczas której zwierzę przyjaźnie siada obok Ewy. Następnie dochodzi do wykrycia szantażysty. Okazuje się nim Henryk – były kochanek Ewy i przyjaciel domu Sucheckich. Uciekając rani milicjanta i oddala się milicyjnym pojazdem, jednak ostatecznie zostaje zatrzymany po pościgu w piętrowym parkingu.

### 5.24 godziny śledztwa

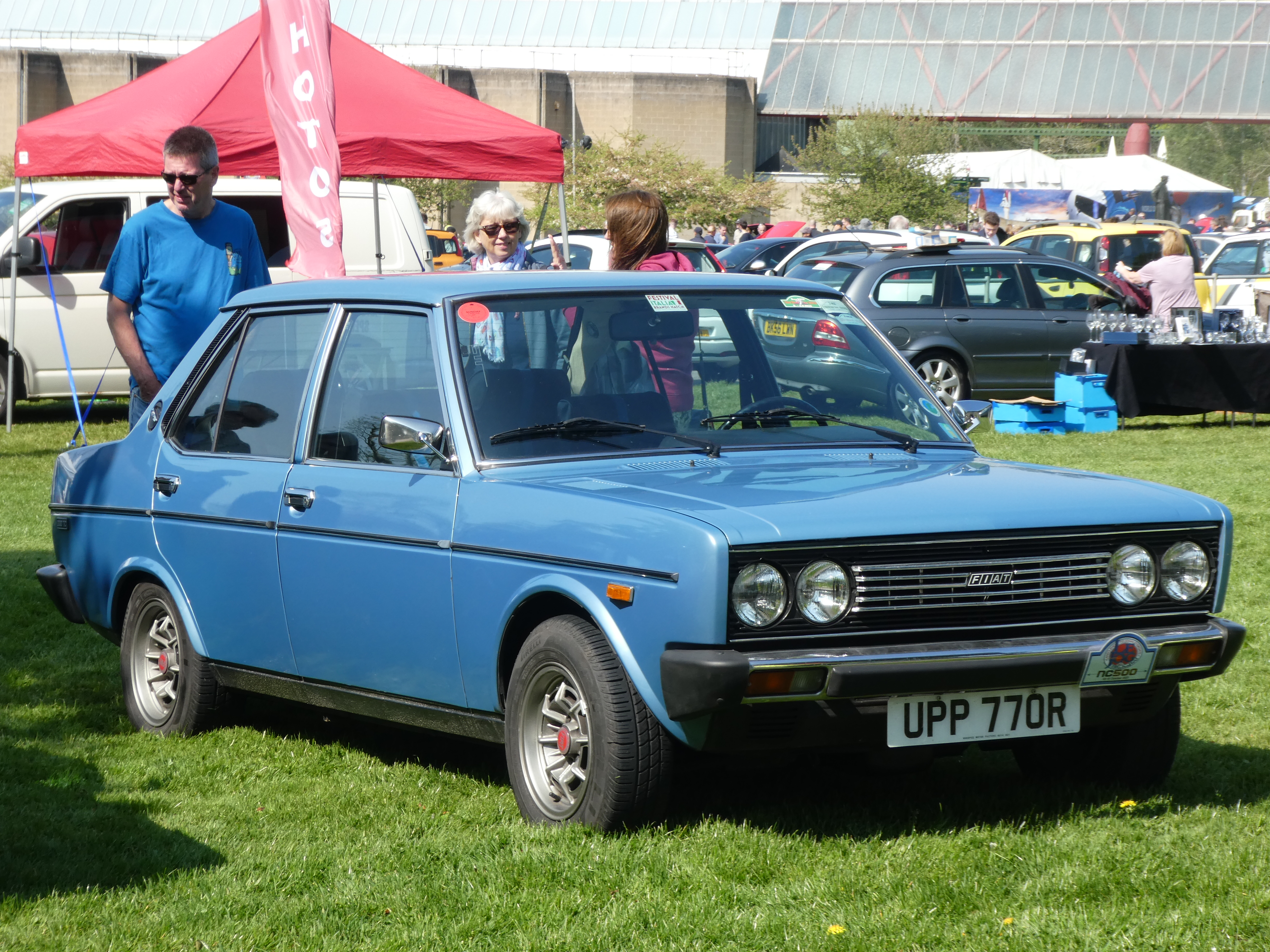
Fiat 131 – w serialu granatowym modelem tego pojazdu podróżował por. Borewicz z Joanną Chilińską-Kłyś

- pierwowzór – opowiadanie „Morderca także umiera” ze zbioru Zerwane maski – z notatnika oficera śledczego Jerzego Romualda Milicza (pseudonim Romualda Topiłko)[8]
- reżyseria – Krzysztof Szmagier
- czas trwania – 57 minut
- premiera – 8 września 1979
- obsada:
  - Bronisław Cieślak – porucznik Sławomir Borewicz
  - Zdzisław Kozień – porucznik Antoni Zubek
  - Zdzisław Tobiasz – major Wołczyk
  - Ewa Kuzyk-Florczak – sierżant Ewa Olszańska
  - Andrzej Szalawski – Łukasz Uliński, opiekun Fordona
  - Jan Piechociński – Adam Fordon, wychowanek Ulińskiego
  - Piotr Dejmek – Anatol Kapicki, morderca Jańczakówny
  - Hanna Stankówna – Joanna Chilińska-Kłyś, historyk sztuki, poznana przypadkiem przez Borewicza
  - Maria Kowalik – Katarzyna Jańczakówna
  - Magdalena Wołłejko – Jolanta Samowicz, koleżanka Jańczakówny
  - Zygmunt Fok – Waldemar „Edzio” Poczesny, właściciel szklarni
  - Bożena Małczyńska – matka Jolanty Samowicz
  - Maciej Szary – naczelnik więzienia
  - Jolanta Grusznic – gorliwa milicjantka, siostrzenica dyrektora Rylskiego
  - Ewa Błaszczyk – milicjantka Zosia
  - Tomasz Stockinger – Władek, pracownik warsztatów na Okęciu
  - Barbara Zgorzelewicz – Gienia, żona Poczesnego

Porucznik Borewicz wyjaśnia sprawę zagadkowego zabójstwa młodej dziewczyny, która została zamordowana wieczorem zimową porą w drodze powrotnej z pracy do domu. Pierwsze podejrzenie pada na jej przyjaciela, Adama Fordona, oraz na jego opiekuna, Łukasza Ulińskiego – byłego oficera, a obecnie instruktora jazdy konnej. Po żmudnym śledztwie okazuje się, że zabójcą jest zbiegły z więzienia Anatol Kapicki, który znał Fordona ze wspólnego pobytu w domu poprawczym i przybył do niego, żądając pomocy. Śledztwo zostaje skutecznie ukończone przez milicjantów w ciągu 24 godzin.

### 6.Złoty kielich z rubinami
- scenariusz – Stefan Klonowski
- reżyseria – Krzysztof Szmagier
- czas trwania – 58 minut
- premiera – 15 września 1979
- obsada:

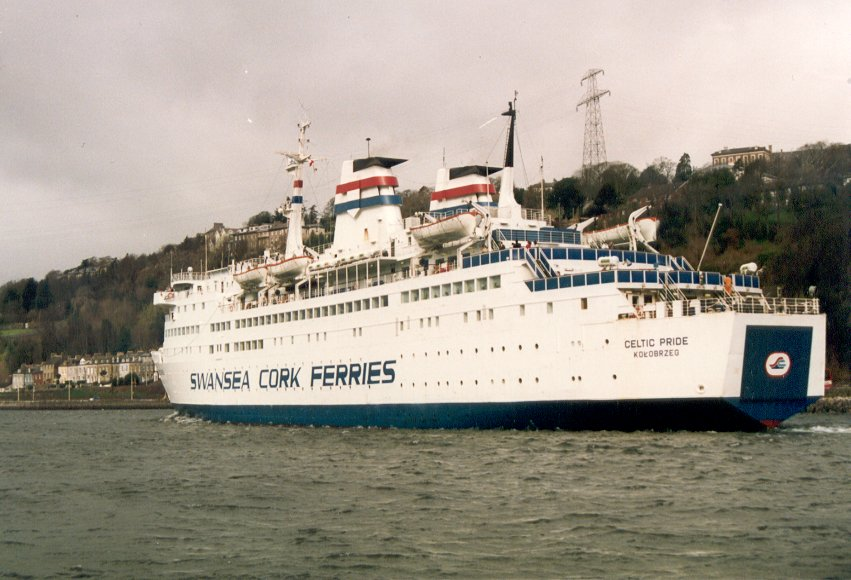
Prom MF Rogalin wykorzystany w filmie. W 1978 pływał pod nazwą „Aallotar”

  - Bronisław Cieślak – porucznik Sławomir Borewicz
  - Zdzisław Kozień – porucznik Antoni Zubek
  - Zdzisław Tobiasz – major Wołczyk
  - Ewa Kuzyk-Florczak – sierżant Ewa Olszańska
  - Halina Kwiatkowska – Amerykanka na przejściu granicznym
  - Józef Harasiewicz – Amerykanin na przejściu granicznym
  - Czesław Mroczek – kierowca ciężarówki na przejściu granicznym
  - Feliks Szajnert – celnik
  - Bolesław Kostrzyński – profesor Jan Władysław Maria Malicki, historyk sztuki, wcześniej pracujący w muzeum w Wielbarku
  - Joanna Bogacka – Halina Malicka, bratanica profesora Malickiego
  - Halina Czengery – żona profesora Malickiego
  - Halina Łabonarska – lekarka Irena, znajoma Borewicza
  - Andrzej Chrzanowski – milicjant prowadzący śledztwo w sprawie „udziału” Zubka w zabójstwie Malickiego
  - Anna Jaraczówna – dozorczyni w kamienicy, w której mieszkają Maliccy
  - Hanna Stankówna – Joanna Chilińska-Kłyś, historyk sztuki poznana przez Borewicza w odc. 5
  - Katarzyna Fronczewska – dziewczynka w parku zagadnięta przez Borewicza
  - Tadeusz Andrzejewski – recepcjonista w hotelu „Victoria”
  - Beata Lewandowska – sekretarka Latucha
  - Kazimierz Tarnas – kapitan promu „Aallotar”
  - Andrzej Salawa – Witold Latuch, wspólnik Haliny Malickiej

Co pewien czas organa MO informowane są o wywożonych nielegalnie z Polski cennych dziełach sztuki i sprzedaży ich za granicą (m.in. w Amsterdamie). W związku z tym na przejściu granicznym z Czechosłowacją w Chyżnem śledczy dokonują osobiście kontroli osób jadących docelowo do Budapesztu, dokąd możliwy jest przerzut. Porucznik Borewicz otrzymuje polecenie wyjaśnienia kradzieży renesansowego kielicha mszalnego (wykonanego ze złota, emalii, rubinów) ze skarbca muzeum w Wielbarku. Istnieje podejrzenie, że również będzie wywieziony za granicę. Po żmudnym śledztwie, utrudnionym przez rzucenie podejrzenia o udział w przestępstwie na porucznika Zubka, udaje się ująć sprawczynię – Halinę Malicką, bratanicę profesora Malickiego – i odzyskać drogocenny kielich. Do schwytania dochodzi dopiero po nieudanej akcji na płynącym Bałtykiem promie pasażerskim „Aallotar” (był to mylny trop sprawczyni dla odwrócenia uwagi) – na warszawskim lotnisku Okęcie.

### 7.Brudna sprawa

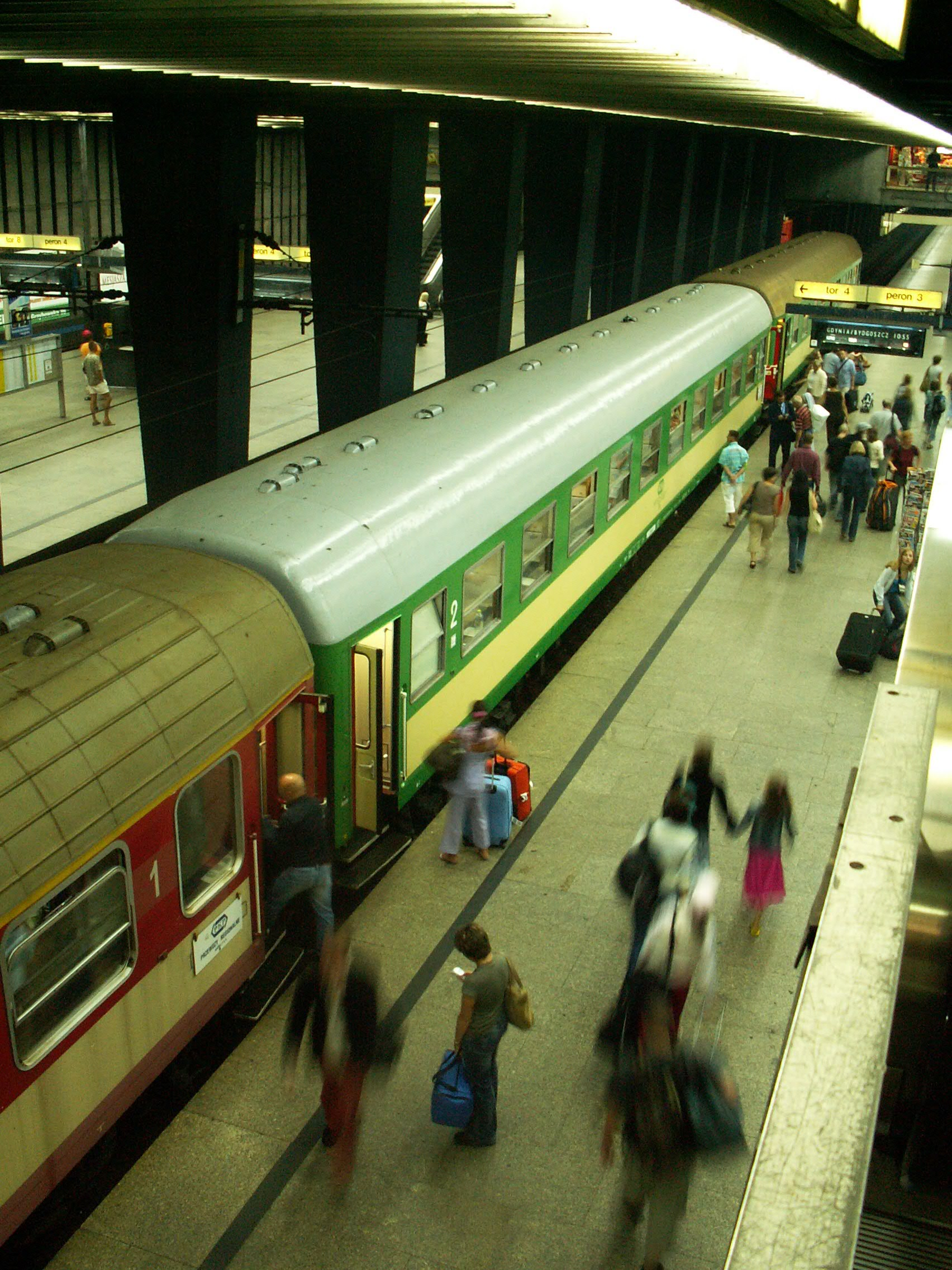
Peron na dworcu Warszawa Centralna – miejsce akcji

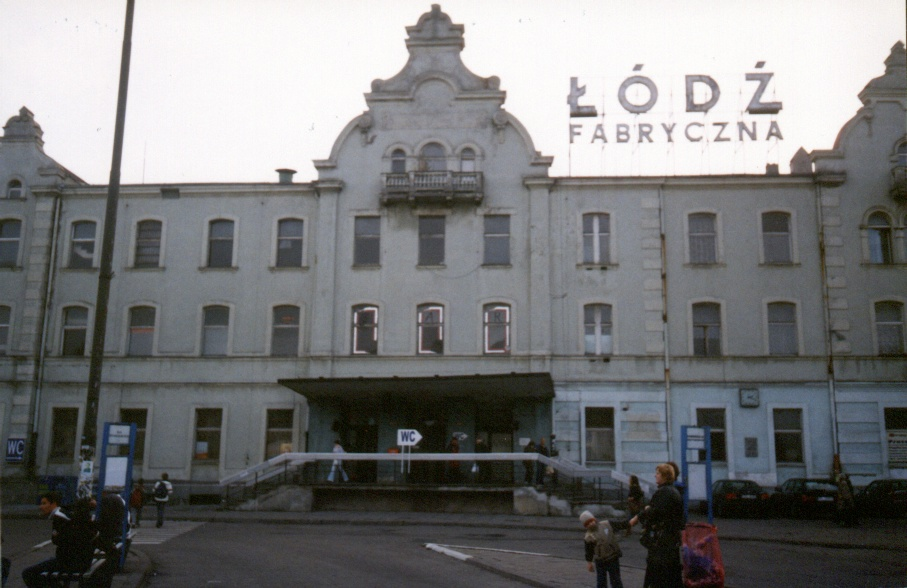
Dworzec Łódź Fabryczna

- pierwowzór – opowiadanie Barbary Markiewicz-Jodko
- reżyseria – Krzysztof Szmagier
- czas trwania – 59 minut
- premiera – 22 września 1979
- obsada:
  - Bronisław Cieślak – porucznik Sławomir Borewicz
  - Zdzisław Kozień – porucznik Antoni Zubek
  - Ewa Kuzyk-Florczak – sierżant Ewa Olszańska
  - Monika Niemczyk – prostytutka Ewa Grabik „Skarbona”
  - Ewa Szewczyk – prostytutka Iza „Mirafiori”
  - Elżbieta Nowacka – prostytutka Zula „Bomba”
  - Krzysztof Kumor – Masłowicz
  - Jerzy Gaweł – Edward Sałaciński, morderca Ewy Grabik
  - Halina Kuźniakówna – matka Sałacińskiego
  - Alicja Majewska – piosenkarka w lokalu
  - Roch Siemianowski – patolog dr Florczak
  - Jerzy Wasiuczyński – Zenon Janicki, sąsiad Ewy Grabik
  - Irena Kownas – położna w szpitalu w Łodzi
  - Wiesława Gutowska – wychowawczyni w domu dziecka, do którego Ewa Grabik oddała córkę
  - Aleksandra Koncewicz – dyrektorka domu dziecka, w którym w dzieciństwie przebywała Ewa Grabik
  - Zofia Walkiewicz – kochanka Sałacińskiego
  - Irena Oberska – głuchoniema staruszka w miejscowości Makówiec obok Mińska Mazowieckiego
  - Zdzisław Szymański – chłop w Makówcu
  - Andrzej Kopiczyński – występuje w roli samego siebie, aktora wysiadającego z pociągu na dworcu Łódź Fabryczna
  - Stanisław Mikulski – występuje w roli samego siebie, aktora wysiadającego z pociągu na dworcu Łódź Fabryczna
  - Włodzimierz Boruński – występuje w roli samego siebie, aktora wysiadającego z pociągu na dworcu Łódź Fabryczna
  - Ewa Wiśniewska – występuje w roli samej siebie, aktorki wysiadającej z pociągu na dworcu Łódź Fabryczna
  - Jolanta Lothe – występuje w roli samej siebie, aktorki wysiadającej z pociągu na dworcu Łódź Fabryczna
  - Krzysztof Kowalewski – występuje w roli samego siebie, aktora wysiadającego z pociągu na dworcu Łódź Fabryczna
  - Zofia Czerwińska – występuje w roli samej siebie, aktorki wysiadającej z pociągu na dworcu Łódź Fabryczna

5 grudnia 1976 w zagadkowy sposób zostaje zamordowana młoda dziewczyna, 25-letnia Ewa Grabik pseud. „Skarbona”, prostytutka z półświatka. Nazajutrz, w mikołajki, jej zwłoki odkrywa sąsiad Zenon Janicki. Podejrzenie pada na jej byłego narzeczonego Masłowicza, którego kolejne oświadczyny zostały odrzucone przez Ewę, gdyż uznała go za niezbyt majętnego. Masłowicz odwiedził ją w ostatni wieczór, a następnie wyproszony śledził ją przez cały wieczór przed morderstwem. Prawdziwym zabójcą okazał się syn sąsiadki, którego z ofiarą łączyły ciemne interesy. Wcześniej, w wyniku jego zaniedbania utopiło się dziecko sąsiada Janickiego, zaś oboje z Ewą zataili to i wychowywali córkę Ewy jako dziecko sąsiada. Kiedy Ewa Grabik zaczęła go szantażować, grożąc wyjawieniem sprawy – Sałaciński zgładził ją.

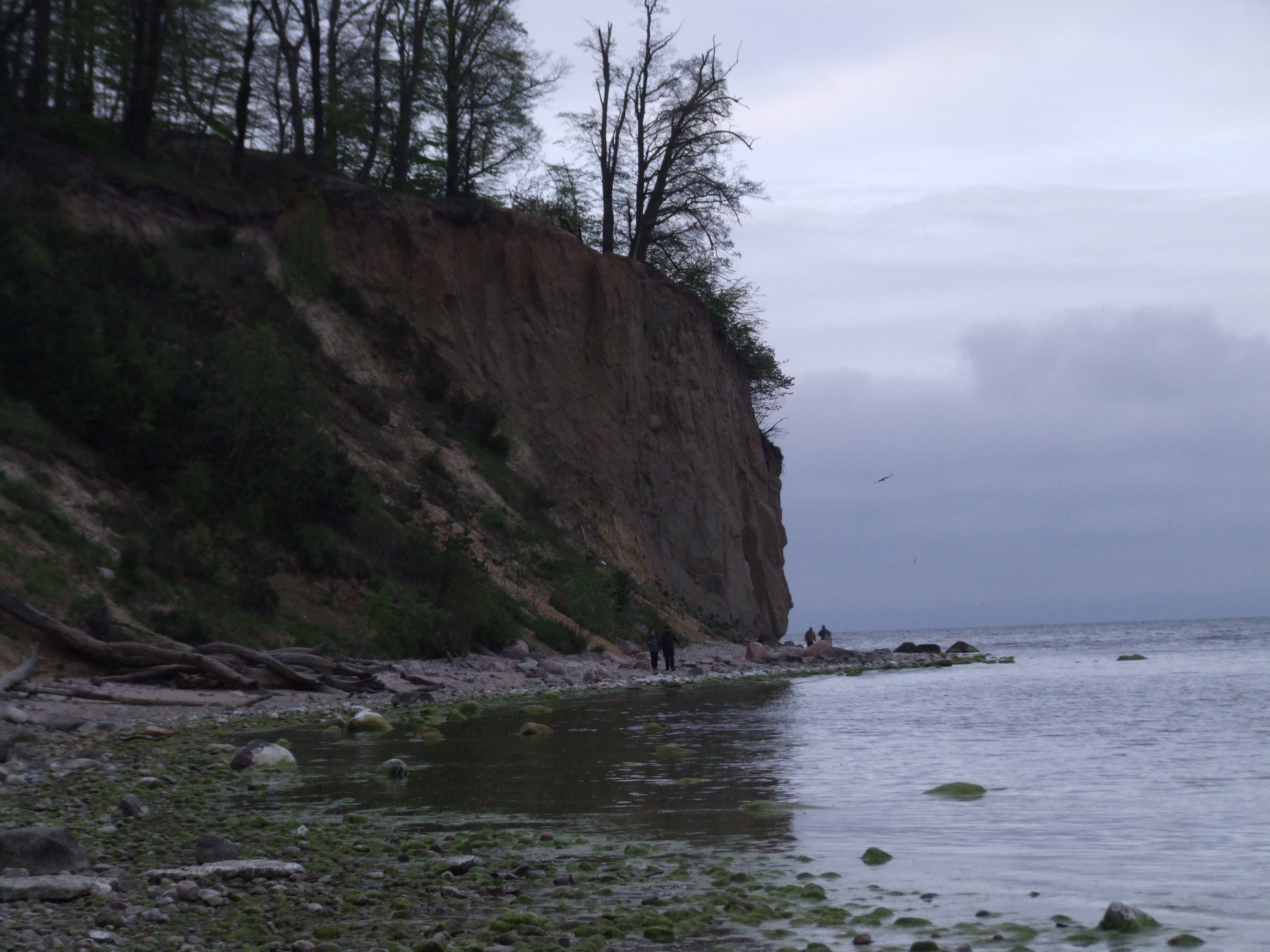
Klif Orłowski – miejsce znalezienia zwłok kobiety

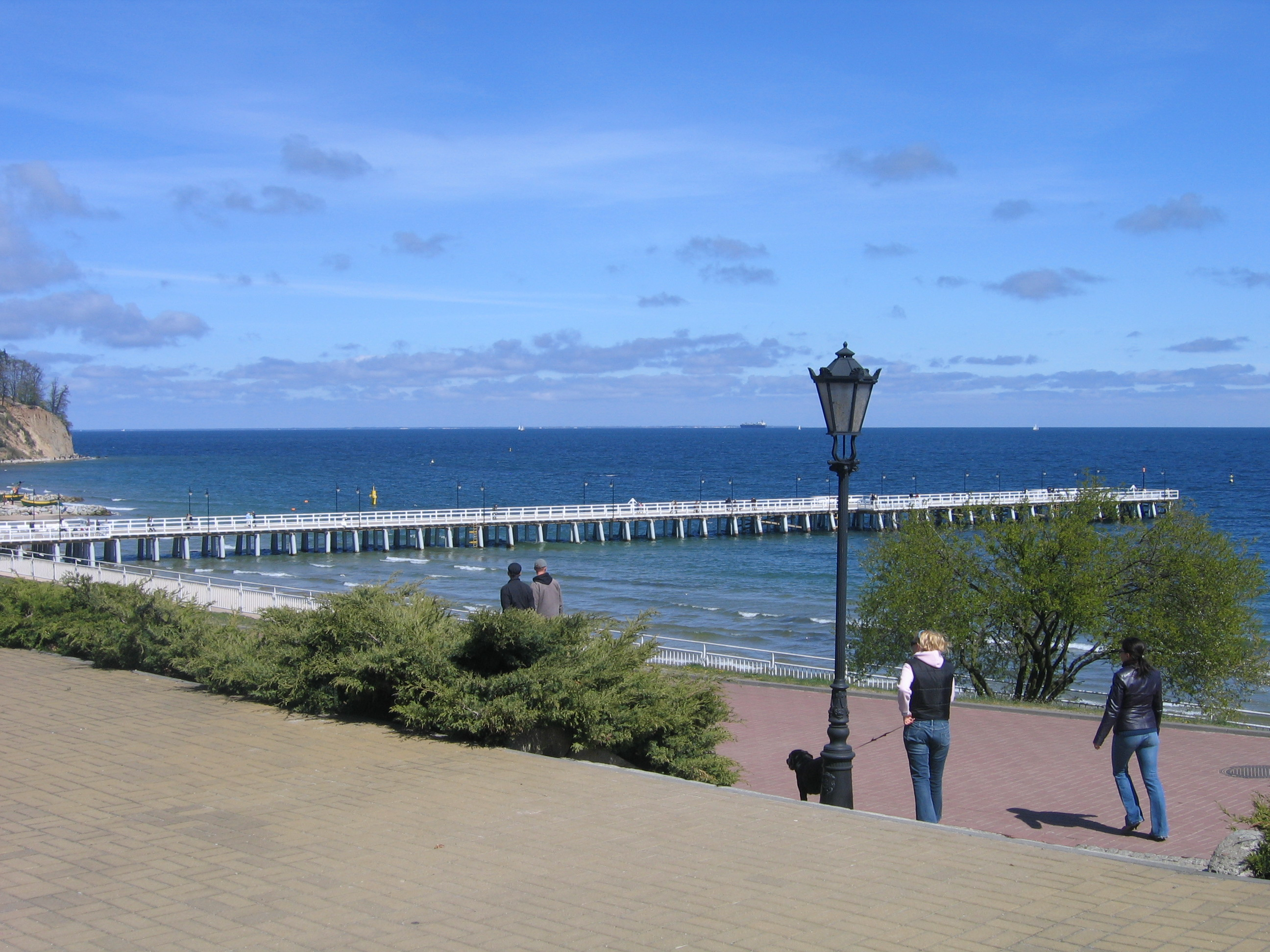
Molo w Gdyni Orłowie (miejsce rozmowy Borewicza). W tle klif

### 8.Dlaczego pan zabił moją mamę?
- pierwowzór – opowiadanie „Dlaczego pan zabił moją mamę?” z serii Ewa wzywa 07 Adama Hauerta (pseudonim Jerzego Iwaszkiewicza)
- reżyseria – Krzysztof Szmagier
- czas trwania – 54 minuty
- premiera – 29 września 1979
- obsada:
  - Bronisław Cieślak – porucznik Sławomir Borewicz
  - Zdzisław Kozień – porucznik Antoni Zubek
  - Zdzisław Tobiasz – major Wołczyk
  - Ewa Kuzyk-Florczak – sierżant Ewa Olszańska
  - Hanna Balińska-Korsztyn – Joanna Kostrzewska, aktorka, udająca żonę Ferettiego Amelię
  - Ania Awiłowska – Dorotka Kostrzewska, córka Joanny Kostrzewskiej
  - Barbara Zgorzelewicz – nauczycielka Dorotki Kostrzewskiej.
  - Zenon Bester – Henryk Jakubiak znajomy Joanny Kostrzewskiej
  - Janina Jankowska – matka Joanny Kostrzewskiej
  - Sylwia Głuszek(inne języki) – Barbara Kałucka, tancerka zamieszkująca hotel
  - Ryszard Ostałowski – dzielnicowy rozmawiający z Borewiczem o Joannie Kostrzewskiej
  - Andrzej Blumenfeld – oficer dyżurny w Gdańsku
  - Józef Korzeniowski – barman w „Kaskadzie”
  - Ewa Kozłowska-Knothe – prostytutka zaczepiająca w „Kaskadzie”
  - Andrzej Grąziewicz – Tino Feretti, włoski iluzjonista
  - Marek Varisella – plutonowy Jóźwiak, milicyjny kierowca
- obsada dubbingu:
  - Zofia Czerwińska – Barbara Kałucka
- wykorzystano fragment powieści Romaina Rollanda pt. Colas Breugnon (1919)

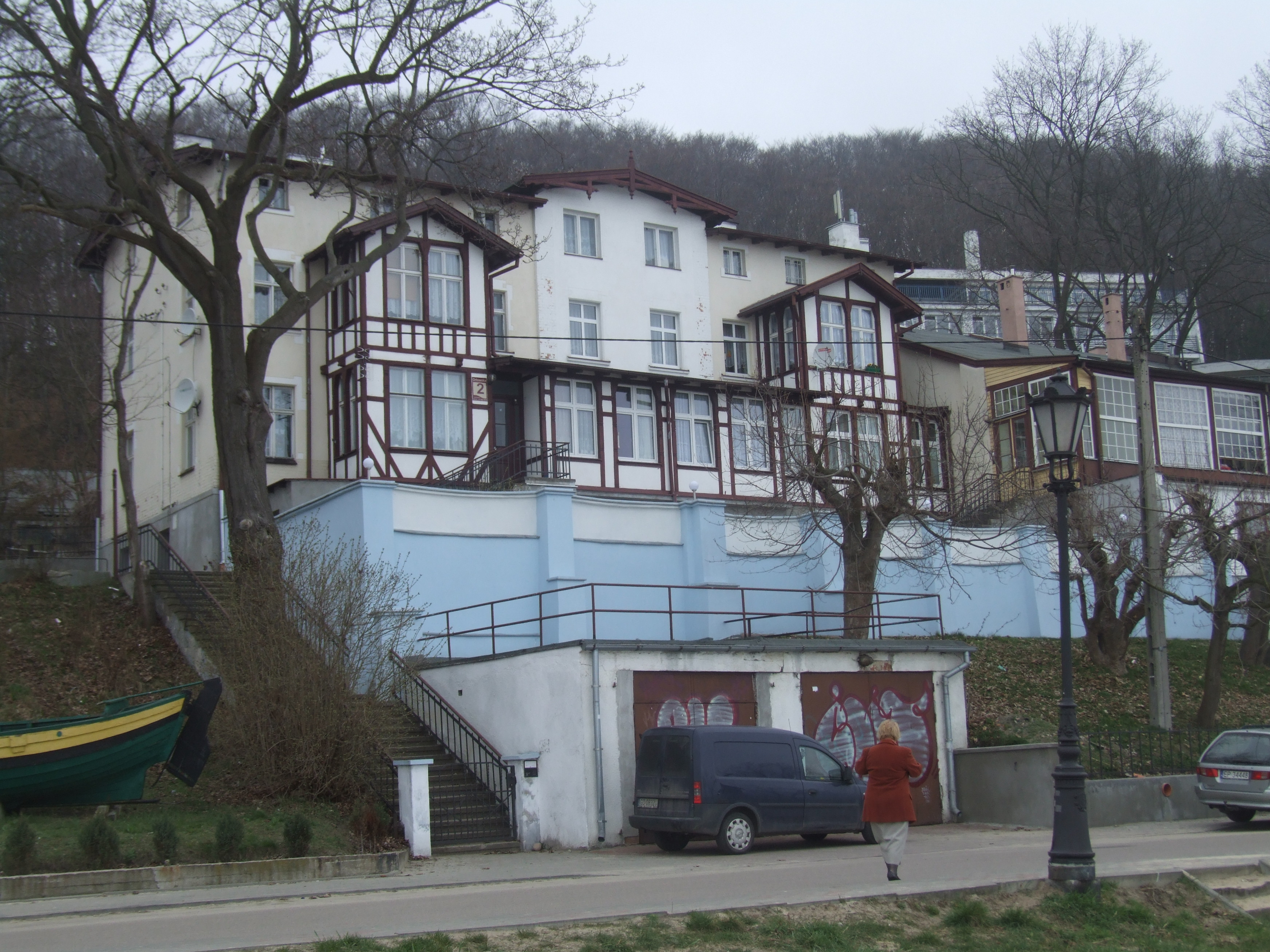
Dom przy ul. Orłowskiej w Gdyni, w którym mieszkały Kostrzewskie

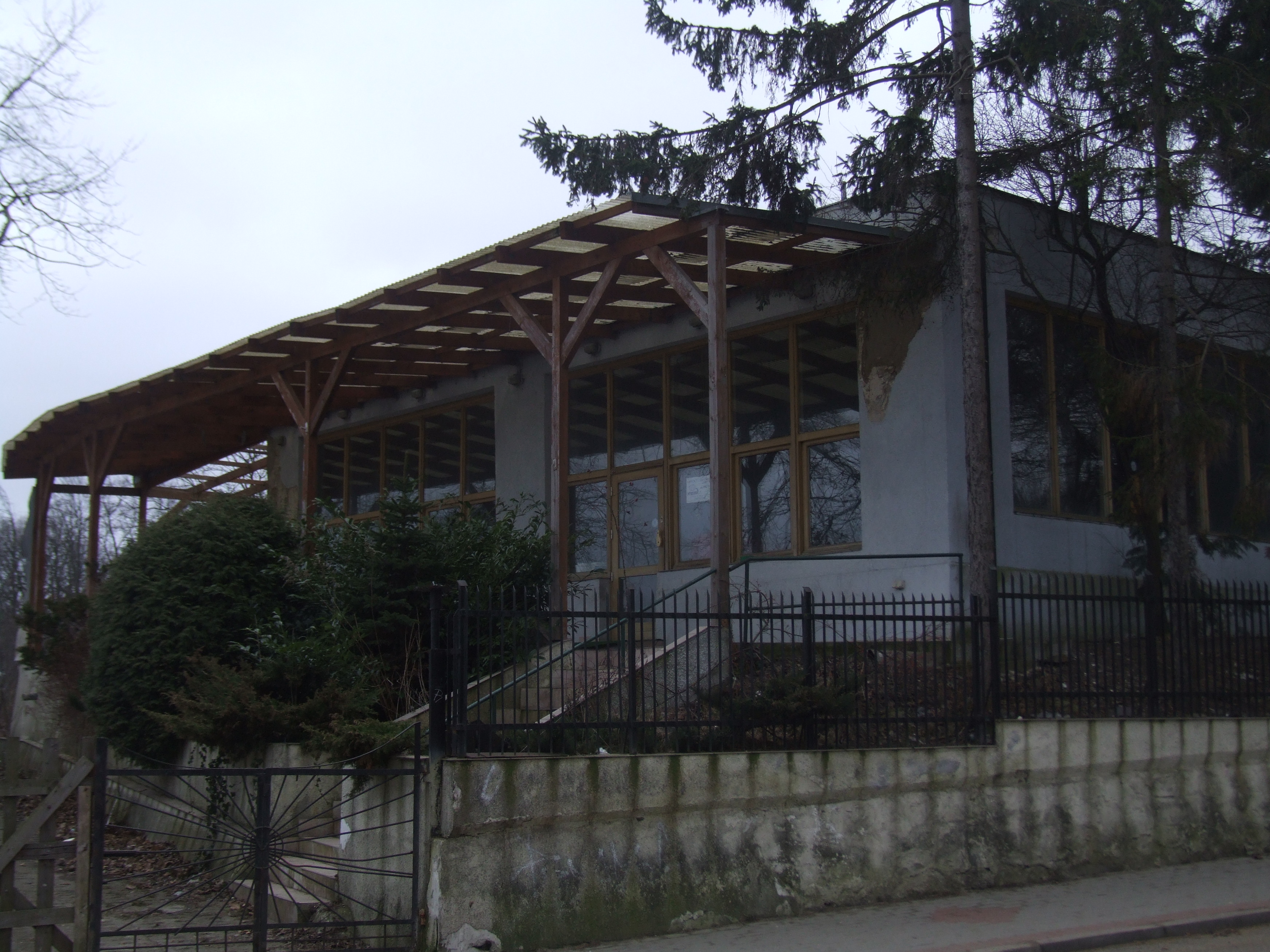
Budynek nieistniejącej restauracji „Maxim” (w odcinku pod nazwą „Kaskada”) gdyńskiej dzielnicy Orłowo

16 maja 1978 na nadmorskiej plaży w Orłowie, nad brzegiem poniżej klifu zostają znalezione zwłoki nieznanej kobiety, której tożsamości, mimo parotygodniowych poszukiwań, nie udaje się ustalić. Tymczasem do kilku dużych hoteli nadchodzą listy pisane dziecięcą ręką, z pytaniem „Dlaczego pan zabił moją mamę?” (jeden z nich, który otrzymała przypadkowo tancerka Barbara Kałucka, nadany jest w Gdyni i zaadresowany: „Największy hotel w Gdańsku”). Dzięki pomocy nauczycieli szkoły podstawowej i porównaniu charakteru pisma, okazuje się, że pisała je Dorotka Kostrzewska. Matka Joanny Kostrzewskiej (matki dziewczynki) utrzymuje, że jej córka przed dwoma miesiącami wyjechała do Łodzi, zaś ona sama wychowuje wnuczkę. Podczas rozmowy z Borewiczem dziecko nie wie dokładnie, co się stało – tylko tyle, że mama spieszyła się, zabrała wszystkie swoje rzeczy i wyjechała, przed wyjazdem płakała, a nią samą zajęła się babcia. Podejrzenie Borewicza budzi fakt, iż babcia dziewczynki nie jest przejęta utratą rodzonej córki. Śledczym udaje się ustalić zawarcie przez Kostrzewską znajomości z przebywającym w Polsce włoskim iluzjonistą Ferettim. Idąc tym tropem, Borewicz ostatecznie rozpoznaje w kobiecie towarzyszącej Włochowi Joannę Kostrzewską, zwracając przypadkowo uwagę na fakt, że utyka ona na inną nogę niż poprzednio. Okazuje się, że Feretti wcześniej nieumyślnie spowodował śmierć swej żony, zaś Kostrzewska miała z nim wyjechać korzystając z dokumentów ofiary.

### 9.Rozkład jazdy

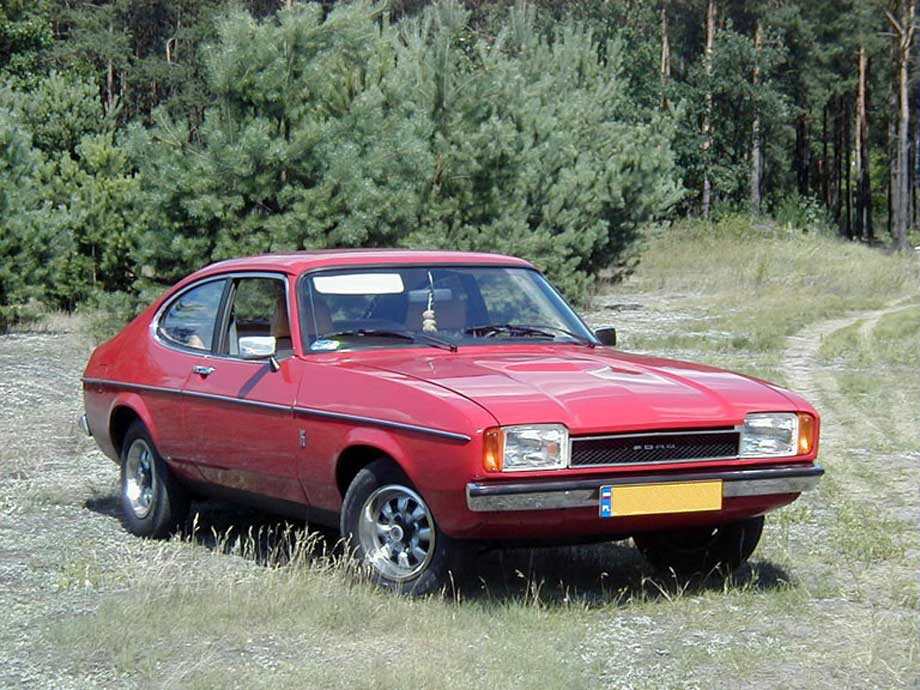
Model auta Ford Capri w barwie czerwonej, jakim uciekał Julian Dworczyk

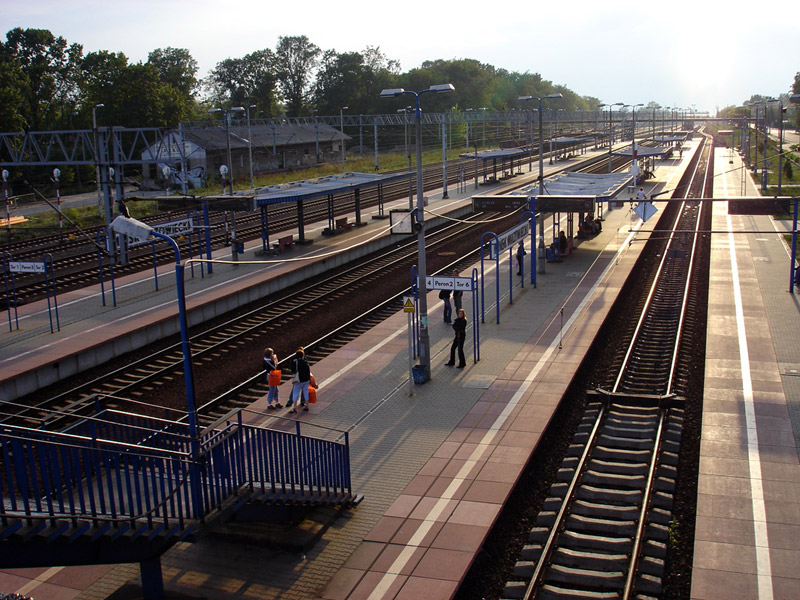
Dworzec w Mińsku Mazowieckim, na którym wsiada do pociągu Sulima vel Miedzianowski

- pierwowzór – opowiadanie Świetliste ostrze Andrzeja K. Bogusławskiego
- reżyseria – Andrzej Jerzy Piotrowski
- czas trwania – 72 minuty
- premiera – 6 października 1979
- obsada:
  - Bronisław Cieślak – porucznik Sławomir Borewicz
  - Zdzisław Kozień – porucznik Antoni Zubek
  - Ewa Kuzyk-Florczak – sierżant Ewa Olszańska
  - Maria Marciniak – piosenkarka Barbara Drecka (pierwotnie Barbara Kolko)
  - Andrzej Malec – Julian Dworczyk, podejrzany o zamordowanie Barbary Dreckiej
  - Jerzy Złotnicki – mężczyzna pijący w lokalu z Dworczykiem
  - Zbigniew Kryński – recepcjonista w hotelu „Turystycznym”
  - Krystyna Wolańska – sprzątaczka w hotelu w Płocku
  - Jerzy Janeczek – porucznik Guriasz prowadzący z Borewiczem śledztwo w sprawie śmierci Barbary Dreckiej
  - Bolesław Idziak – przełożony porucznika Guriasza
  - Waldemar Walisiak – oficer milicji wypowiadający się w sprawie noża, którym zabito Barbarę Drecką
  - Zbigniew Czeski – pianista, były partner Dreckiej z duetu „Zielone Skarpetki”
  - Jacek Domański – oficer „czerwonych beretów”, były dowódca Dworczyka
  - Zdzisław Rychter – informator milicji pod mieszkaniem Wojteczka udający niepełnosprawnego
  - Jerzy Karaszkiewicz – Wojteczek „Szklane Oczko”
  - Zbigniew Buczkowski – kolega Wojteczka „Szklane Oczko”
  - Ewa Szykulska – prostytutka Ewa Rogulska, koleżanka Barbary Dreckiej
  - Zbigniew Korepta – porucznik prowadzący z Borewiczem śledztwo w sprawie morderstwa w Karsznicach; w napisach podano nazwisko: Koperta
  - Wiesława Niemyska – kobieta w Łodzi, z którą rozmawia Borewicz o zamordowanym Janie Skórnickim
  - Tadeusz Włudarski – patolog oceniający obrażenia Rogulskiej
  - Stanisław Sparażyński – kolejarz w Karsznicach
  - Jerzy Bielenia – dyrektor cyrku
  - Ryszard Bromowicz – magazynier Majewski, były artysta cyrkowy
  - Magdalena Celówna – Zofia Sulima
  - Wojciech Standełło – Jan Sulima vel Zygmunt Miedzianowski
  - Jerzy Moes – porucznik na miejscu śmierci Ewy Rogulskiej
  - Marek Kępiński – milicjant w byłym domu Sulimy
  - Stanisław Gawlik – właściciel domu wcześniej należącego do Sulimy
  - Wojciech Zagórski – opiekun cmentarza wskazujący grób Sulimy
  - Bruno O’Ya – ochroniarz Gryzbonia vel Karolaka
  - Czesław Bogdański – Jan Gryzboń vel Karolak
  - Juliusz Lisowski – konduktor w pociągu kontrolujący bilet Sulimy

W Płocku trwa koncert w restauracji hotelu „Turystycznego”. 26-letnia piosenkarka z Torunia, Barbara Drecka, kończy utwór i wybiega z sali, a za nią idzie Julian Dworczyk (ur. 1952). Zaraz po tym sprzątaczka odkrywa w pokoju hotelowym ciało zamordowanej Dreckiej oraz stojącego nad nią z nożem Dworczyka, który natychmiast ucieka, po czym kradnie samochód klienta stacji benzynowej. Jak się okazuje, Dworczyk uważał się za narzeczonego piosenkarki, jeździł za nią i awanturował się. Po jego zatrzymaniu, porucznik Guriasz jest pewien, że to on dokonał morderstwa. Do Płocka przybywa Borewicz, który – jak się okazuje – poznał już Dworczyka w Warszawie, jako że ten miał już konflikt z prawem. Wyniki sekcji Dreckiej wskazują, że nóż, którym ją zabito, nie został wbity w ciało, lecz rzucony z odległości ok. 3 m. Śledczy docierają do osób znających Drecką i Dworczyka – m.in. Wojteczka „Szklane Oczko” oraz Ewy Rogulskiej, których wypytują. W międzyczasie na stacji Zduńska Wola Karsznice takim samym nożem, jak w przypadku Dreckiej, został zamordowany pracownik kolei, 39-letni Jan Skórnicki. Wynika z tego, że drugiego zabójstwa nie mógł dokonać Dworczyk przebywający już wówczas w areszcie. Następnie zamordowana zostaje Ewa Rogulska – również rzuconym nożem. Milicjanci nie dostrzegają motywu tych morderstw. Szukając punktu zaczepienia, Borewicz wypytuje w cyrku o ludzi posiadających szczególne umiejętności mistrzowskich rzutów nożem w samo serce. Dzięki temu trafia na Jana Sulimę. Po bardzo trudnym i żmudnym śledztwie, analizie kartotek z przeszłości okazuje się, że dwie ofiary łączyło coś wspólnego: Drecka (dawniej Kolko) i Skórnicki w 1969 spowodowali nieumyślnie śmierć ciężarnej Zofii Sulimy, żony cyrkowego „mistrza nożowniczego”. Dla żartów w przebraniu naszli ją w domu, a wywołany strach spowodował jej śmierć. Był jednak jeszcze trzeci towarzysz dwójki. Porucznik Borewicz sądzi więc, że „kat” przyjdzie do swej trzeciej ofiary. Przypuszczenie okazuje się słuszne, gdyż Sulima usiłuje zamordować ostatniego sprawcę śmierci swojej małżonki. Podczas tej próby zostaje aresztowany.

### 10.Grobowiec rodziny von Rausch

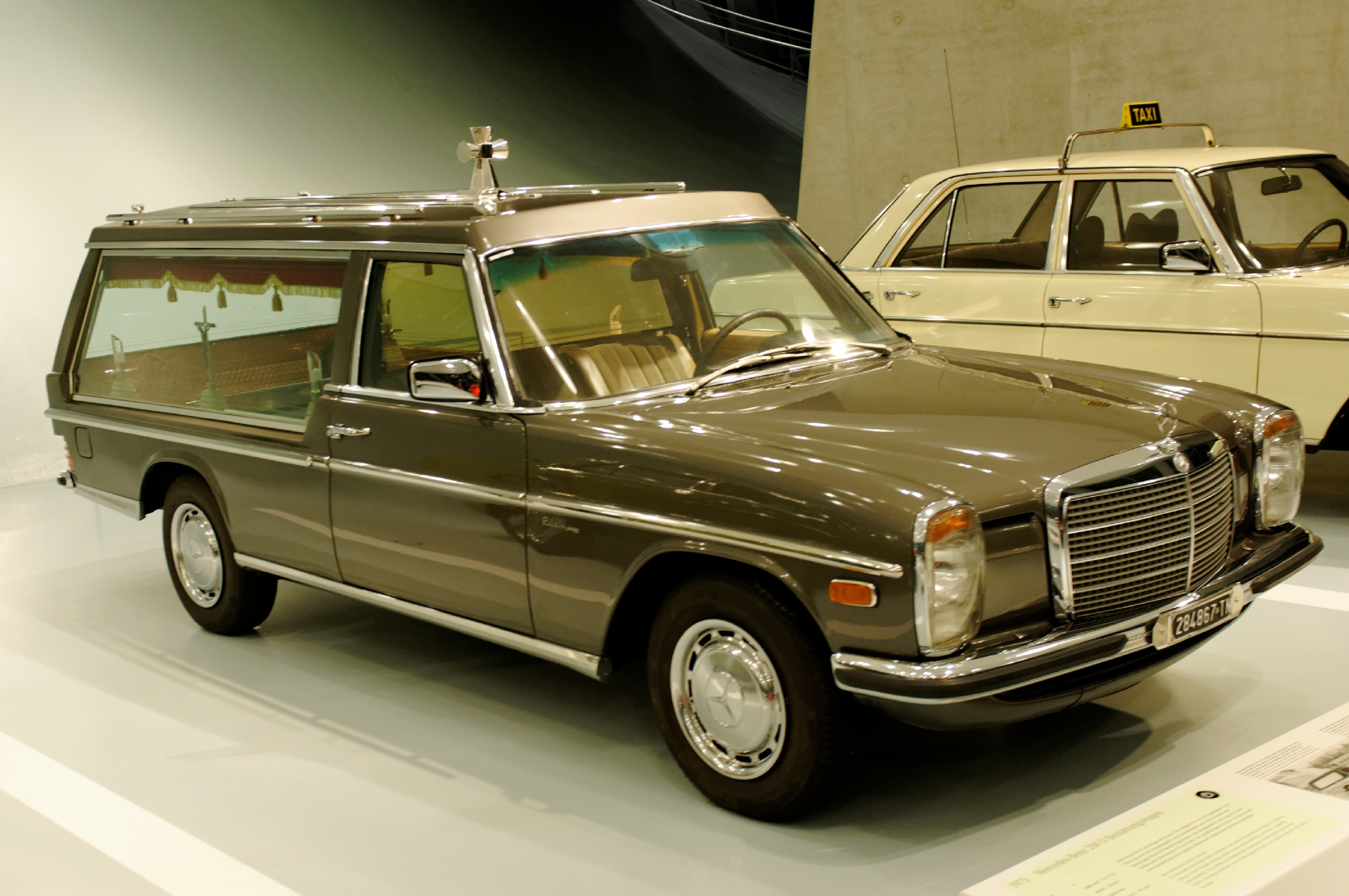
Karawan marki Mercedes-Benz podobny do widocznego w odcinku na lotnisku Okęcie

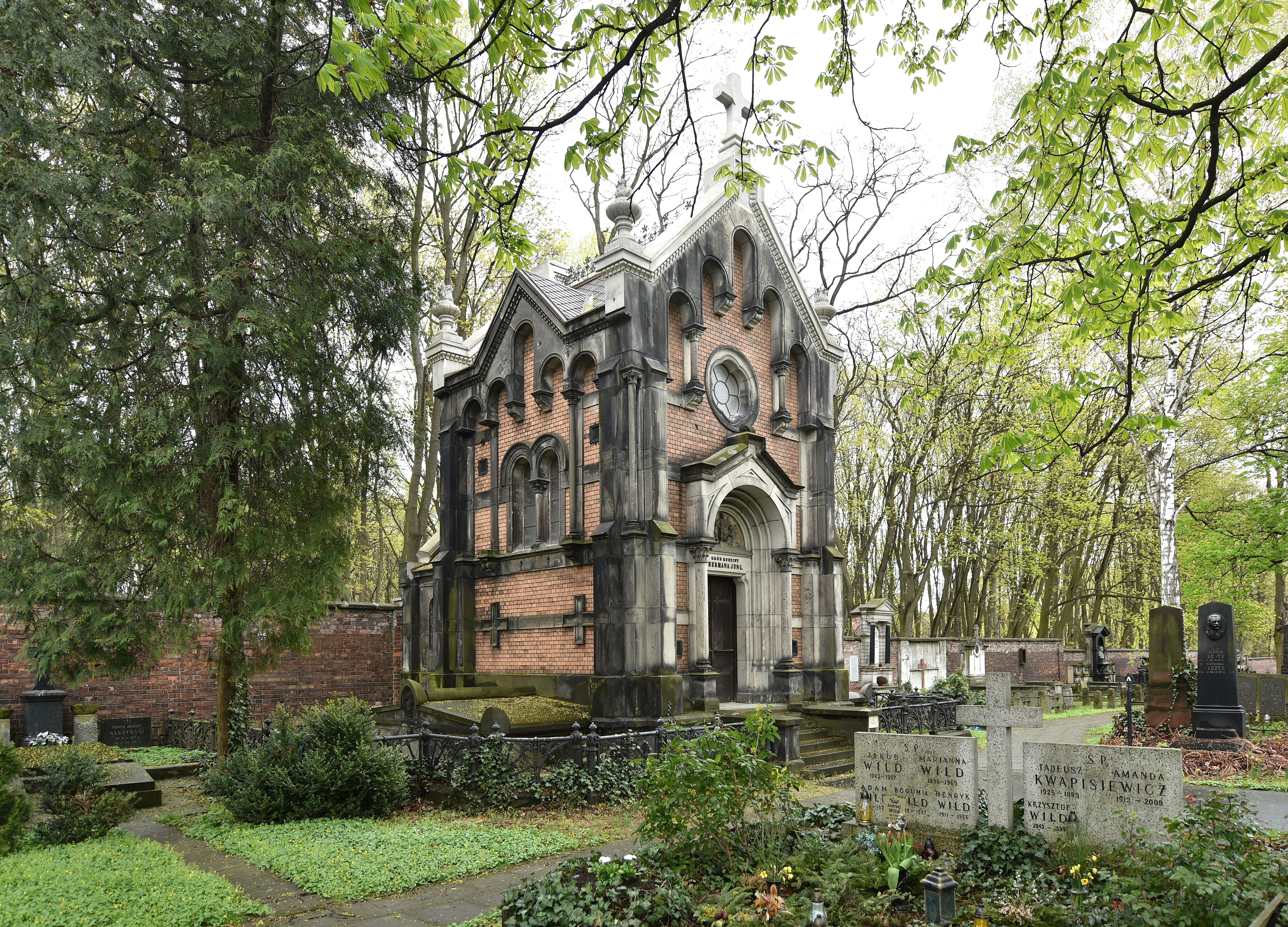
Kaplica grobowa rodziny Hermana Junga na cmentarzu ewangelicko-augsburskim w Warszawie – w serialu grobowiec rodziny von Rausch

- pierwowzór – opowiadanie „Grobowiec rodziny von Rausch” z serii Ewa wzywa 07 Jerzego Gierałtowskiego
- reżyseria – Krzysztof Szmagier
- czas trwania – 75 minut
- premiera – 28 października 1982
- obsada:
  - Bronisław Cieślak – porucznik Sławomir Borewicz
  - Zdzisław Kozień – porucznik Antoni Zubek
  - Zdzisław Tobiasz – major Wołczyk
  - Ewa Kuzyk-Florczak – sierżant Ewa Olszańska
  - Katarzyna Walter – sekretarka majora Wołczyka
  - Mariusz Pilawski – Zawada, kapral MO
  - Krzysztof Świętochowski – grabarz Piotrowski
  - Krystyna Tkacz – Lusia Piotrowska, żona grabarza
  - Andrzej Szenajch – celnik na Okęciu
  - Barbara Ludwiżanka – wdowa Izabella Wrońska z Czajkowskich
  - Małgorzata Gebel – Barbara, ekscentryczna wnuczka Izabelli Wrońskiej
  - Krzysztof Machowski – milicjant rozmawiający z Izabelą Wrońską
  - Lech Ordon – proboszcz w Warce
  - Zdzisław Klucznik – Karol Rausch
  - Eugenia Herman – była żona Rauscha
  - Krzysztof Kołbasiuk – kochanek Rauschowej, oficjalnie jej kierowca
  - Joanna Żółkowska – Magdalena Cieplik, adoptowana córka Rauschów
  - Tatiana Sosna-Sarno – ekspertka MO
  - Nina Gocławska – stewardesa Małgorzata Czarnecka zagadnięta przez Borewicza w samolocie; w napisach podano imię: Janina
  - Tadeusz Jastrzębowski – pilot LOT-u
  - Urszula Hałacińska – Maria, gospodyni Magdaleny Cieplik
  - Henryk Machalica – John Cieplik (wcześniej Jan Cieplik)
  - Ryszard Gajewski – Jacek
  - Anna Skowron – recepcjonistka w hotelu „Victoria”
  - Elżbieta Jasińska
  - Marian Krawczyk – ksiądz w grobowcu

Porucznicy Borewicz i Zubek dostają sygnały o powtarzających się włamaniach do grobowców i trumien, w których spoczywają zwłoki sprowadzane z Anglii. Ostatni przypadek to włamanie do grobowca starej niemieckiej rodziny von Rausch w Wądowcu, gdzie niedawno po sprowadzeniu ciała z Anglii pochowany został jeden z jej przedstawicieli. Podczas tego zdarzenia kapral MO Zawada, który zainteresowany nocą hałasem na cmentarzu wszedł do grobowca, zostaje ciężko ranny w głowę i umiera w szpitalu. Badając podobne przypadki, Borewicz ustala, że wszystkie przesyłki są realizowane w Anglii przez to samo przedsiębiorstwo pogrzebowe „Funeral Home” z Londynu. Przeglądając zdjęcia z pogrzebu von Rauscha, Borewicz ustala, że była na nim młoda kobieta nieznana nikomu z rodziny. Wkrótce po przesłuchaniu ginie brat von Rauscha, Karol, a przy jego zwłokach są złote dwudziestodolarówki. Jego eks-żona rozpoznaje kobietę ze zdjęcia: to ich adoptowana córka, 32-letnia Magdalena Cieplik, która dawno odeszła z domu i była zakałą rodziny (m.in. denuncjowała ją). W ten sposób Borewicz wpada na trop Magdy Cieplik i jej wspólnika z Londynu, którzy w trumnach ze zwłokami przemycali do Polski 150–200 złotych monet, kupionych w Londynie i sprzedawanych w Polsce za dolary. Jak się okazuje, monety są fałszywe.

### 11.Wagon pocztowy

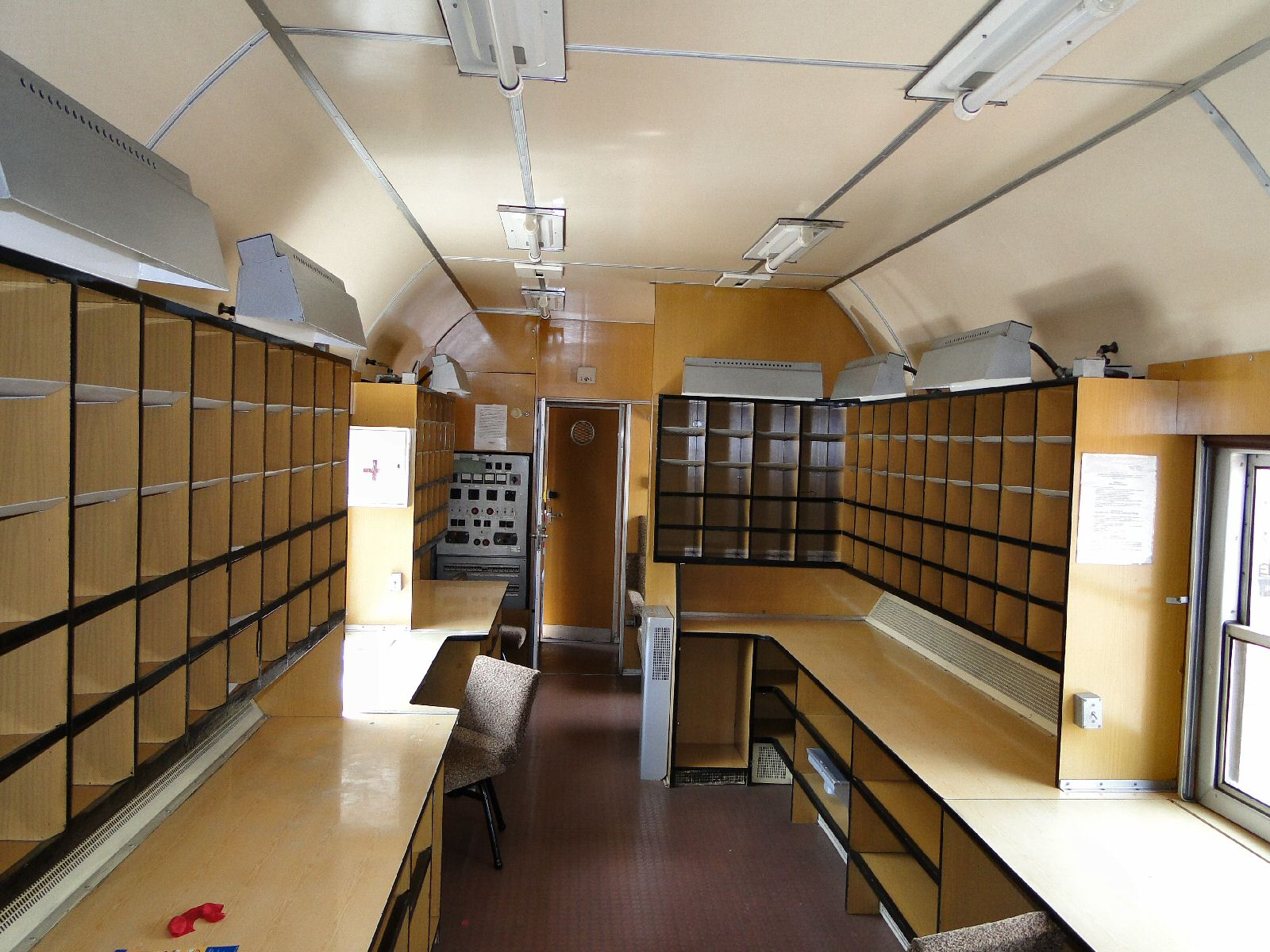
Wnętrze wagonu pocztowego Poczty Polskiej

- pierwowzór – powieść Wagon pocztowy GM 38552 Jerzego Edigeya (w napisach błędnie: Edygeya)
- reżyseria – Krzysztof Szmagier
- czas trwania – 60 minut
- premiera – 4 listopada 1982
- obsada:
  - Bronisław Cieślak – porucznik Sławomir Borewicz
  - Zdzisław Kozień – porucznik Antoni Zubek
  - Zdzisław Tobiasz – major Wołczyk
  - Ewa Kuzyk-Florczak – sierżant Ewa Olszańska
  - Katarzyna Walter – sekretarka majora Wołczyka
  - Nina Gocławska – stewardesa Małgorzata Czarnecka
  - Zygmunt Fok – zawiadowca stacji
  - Tadeusz Hanusek – kierownik składu „Chopina” (w napisach odcinka podano nazwisko Hanausek)
  - Aleksandra Koncewicz – lekarka, pasażerka pociągu
  - Jan Ciecierski – elektryk Gałecki
  - Józef Korzeniowski – Kazimierz Bagiński, kierownik wagonu pocztowego
  - Artur Barciś – Aleksander Olczak, członek załogi wagonu pocztowego
  - Marcin Rudziński – listonosz Stanisław Mazurek
  - Magdalena Szmagier – lekarka w szpitalu opiekująca się kolejarzami
  - Stanisław Michalik – steward Jakubowski
  - Zbigniew Stawarz – kolejarz
  - Stanisław Pąk – wózkarz Waldemar „Jędruś” Banaszek
  - Ryszard Gajewski – milicjant
  - Ewa Szewczyk – prostytutka „Mirafiori” (poznana przez Borewicza w odc. 7)
  - Juliusz Lubicz-Lisowski – urzędnik Urzędu Pocztowego
  - Mieczysław Wilczek – partner tenisowy Borewicza
- obsada dubbingu:
  - Mariusz Gorczyński – kierownik składu „Chopina” (rola Tadeusza Hanuska)
- wykorzystano utwór muzyczny „Sing-sing” Maryli Rodowicz z albumu Sing-Sing (muz. J. Mikuła, sł. Agnieszka Osiecka) jako tło muzyczne; utwór był wykonywany przez innych wykonawców

Pracownicy stacji kolejowej, podczas postoju pociągu „Chopin” relacji Warszawa Gdańska-Wiedeń, odkrywają, że w wagonie pocztowym leżą nieruchomo trzej przebywający tam pracownicy poczty. Ustalono, że z wagonu zginęły dwa listy wartościowe z zawartością 250 tys. oraz 160 tys. złotych. Okazuje się, że wszyscy trzej (dwóch konwojentów i podróżujący z nimi grzecznościowo listonosz) w ambulansie zostali uśpieni środkiem nasennym dodanym do piwa. Wydaje się, że sprawcą tego mógł być jeden z nich, a w zmowie z nim byliby wózkarz, który piwo przywiózł, oraz steward, który zaniósł je do wagonu. Decydujący jest rodzaj piwa – w pociągu było dostępne tylko piwo marki „Okocim”, a środek podano w „Żywcu”. Do wagonu wchodził też elektryk. Wreszcie wychodzi na jaw, że jeden z konwojentów, Aleksander Olczak, najpierw wypił piwo niezatrute, ukradł pieniądze i schował je pod podłogą, a potem wypił piwo zatrute. Borewicz zastawia pułapkę i nocą aresztuje sprawcę, który zakrada się do pozostawionego na bocznicy wagonu z zamiarem zabrania ukrytych tam pieniędzy.
Motyw zamiany gatunku piwa został w filmie zagmatwany i występują sprzeczności. Wszyscy twierdzą, że pili „Okocim”, ale pozostały opróżnione butelki po „Żywcu”, a trudno zakładać, że konsument mógłby nie pamiętać co pił. W scenie na torach zaszła sprzeczność – por. Zubek mówi, że poszkodowani twierdzili, jakoby pili „Żywiec”. Ten motyw w sensie dowodowym jest nietrafiony, bo w każdym przypadku Olczak powinien wyrzucić przez okno wszystkie butelki i milicja nie miałaby żadnych dowodów, a wszystkie podejrzenia skupiłyby się na wózkarzu i stewardzie. Ostatnią sprzecznością jest sposób ukrycia pieniędzy. Olczak ukrył je pod wykładziną, na której później leżał Mazurek ze złamaną ręką, a tuż obok stało krzesło, na którym siedział Bagiński – Olczak musiałby ich odciągnąć w inne miejsce, ukryć pieniądze pod odwiniętą wykładziną, a następnie z powrotem położyć nieprzytomnych w tych samych miejscach. Sprzeczności te nie występują w powieści, na której oparty został scenariusz odcinka.

### 12.Ścigany przez samego siebie

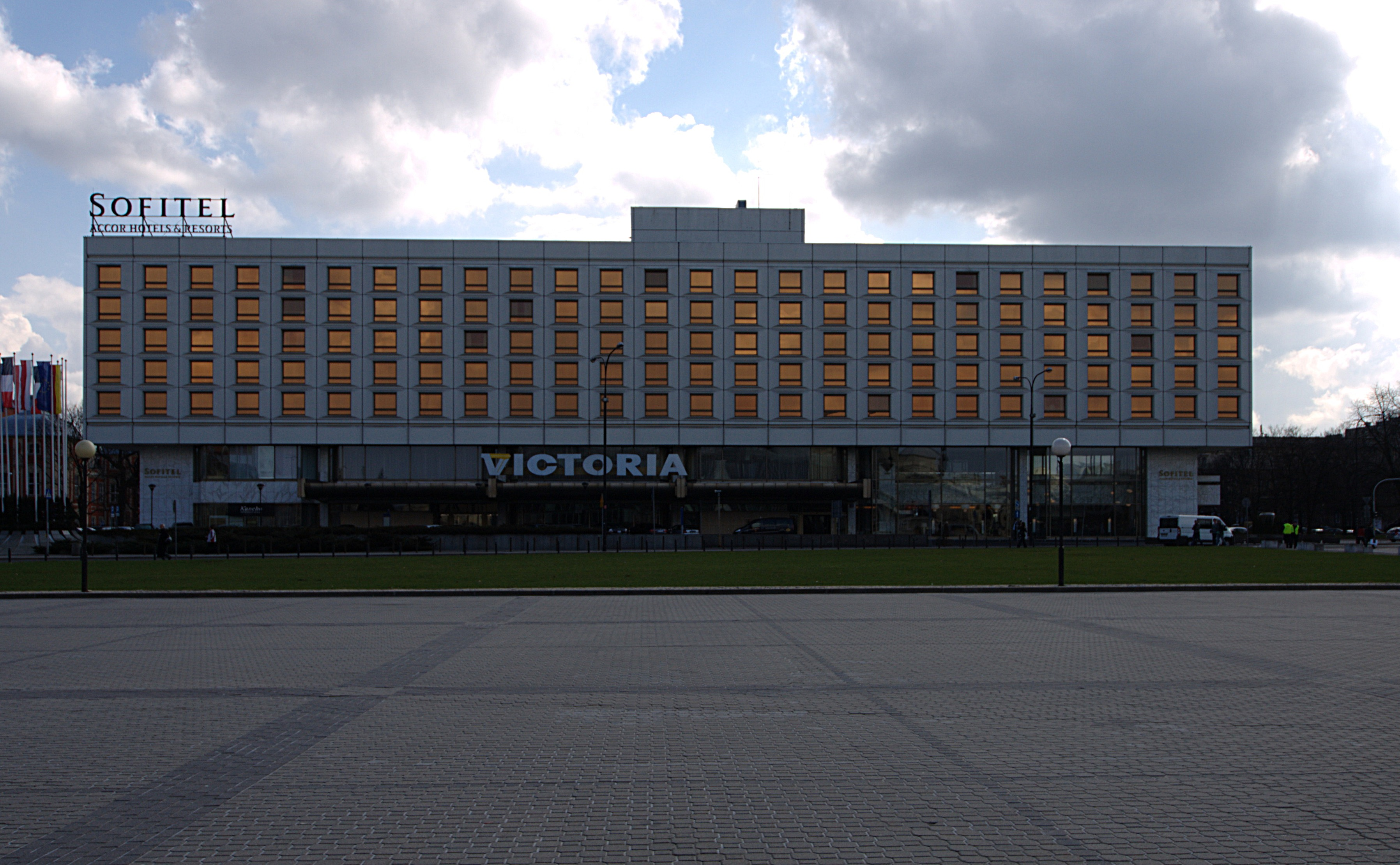
Hotel „Victoria” – miejsce spotkania Borewicza z byłą żoną

- pierwowzór – powieść Sidła strachu (1972) Brunona Zbyszewskiego (pseudonim Ewy Ostrowskiej)
- reżyseria – Krzysztof Szmagier
- czas trwania – 69 minut
- premiera – 11 listopada 1982
- obsada:
  - Bronisław Cieślak – porucznik Sławomir Borewicz
  - Zdzisław Kozień – porucznik Antoni Zubek
  - Zdzisław Tobiasz – major Wołczyk
  - Ewa Kuzyk-Florczak – sierżant Ewa Olszańska
  - Bożena Krzyżanowska – Maria Jagodzińska
  - Helena Kowalczykowa – starsza sąsiadka Jagodzińskich
  - Gustaw Kron – Henryk Jagodziński
  - Irena Kownas – Hanyszowa, sąsiadka Jagodzińskich wzywająca pogotowie
  - Maria Homerska – Eliza Hoffman, sąsiadka Jagodzińskich
  - Grażyna Dyląg – Klementyna Nawrocka, siostra Jagodzińskiej
  - Izabela Trojanowska – Joanna Borewicz, była żona porucznika
  - Anna Skowron – recepcjonistka w hotelu „Victoria”
  - Czesław Mroczek – portier w hotelu „Victoria”
  - Wojciech Sztockinger – daktyloskopista Janek
  - Elżbieta Kijowska – prokurator Zofia Ołdakowska
  - Antonina Girycz – Kępińska, sąsiadka Nawrockiej
  - Maciej Dzienisiewicz – Zdzisław Kępiński, sąsiad Nawrockiej
  - Marek Bargiełowski – Franciszek Bronowicz, kochanek Nawrockiej, dyrektor
  - Bożena Walter – dziennikarka tv prowadząca program o napadzie pod bankiem podczas zimy stulecia
  - Jerzy Lipiński – major MO w programie telewizyjnym o napadzie pod bankiem podczas zimy stulecia
  - Jerzy Prażmowski – Jerzy Wolik, świadek napadu na bank występujący w programie telewizyjnym
  - Ryszard Gajewski – milicjant
- wykorzystano fragment tekstu (dwie zwrotki) utworu muzycznego „Gaj” Marka Grechuty (sł. Agnieszka Osiecka)

W jednej z warszawskich kamienic dochodzi do tragedii – podczas mycia okna z trzeciego piętra wypada na dziedziniec Maria Jagodzińska, na co dzień opiekująca się chorym mężem Henrykiem. Porusza się on na wózku i rzekomo choruje na sclerosis multiplex, a w chwili wypadku na chwilę opuszcza mieszkanie mając zamiar udać się do sklepu. Mimo że zdarzenie wygląda na samobójstwo, to zeznania sąsiadów wskazują na dziwne okoliczności: zgaszone światło w mieszkaniu po wypadnięciu ofiary, długa nieobecność męża, buty na jego nogach, podczas gdy normalnie miał kapcie. Sekcja zwłok wskazuje na udar serca ofiary. Okazuje się, że siostra ofiary, Klementyna, kochała Henryka, on jednak wybrał Marię. Następnie Klementyna Nawrocka zostaje zamordowana podczas kąpieli w wannie. Podwójnym mordercą okazuje się Jagodziński, który zgładził obie ofiary, gdyż mogły ujawnić szczegóły z przeszłości, jako że był także sprawcą napadu pod bankiem podczas zimy stulecia 1978/1979. Morderca ucieka z mieszkania, ale zostaje zastrzelony przy próbie nielegalnego przekroczenia granicy w Chyżnem.
W odcinku zarysowany jest również wątek osobisty Borewicza, podane są fakty z jego przeszłości, informacje o związkach uczuciowych porucznika oraz przedstawione jest spotkanie z byłą żoną – obecnie zamężną z obywatelem Libanu – która w przeszłości rzekomo miała być w ciąży z Borewiczem.
Borewicz cytuje w odcinku tekst piosenki pt. „Gaj” (sł. Agnieszka Osiecka, wyk. Marek Grechuta), którą miała uwielbiać jego żona Joanna. W scenie, w której Borewicz i Ewa Olszańska wychodzą z gmachu, po projekcji programu telewizyjnego, w oknach budynku widać plakaty ze znakiem NSZZ „Solidarność”.

### 13.Strzał na dancingu

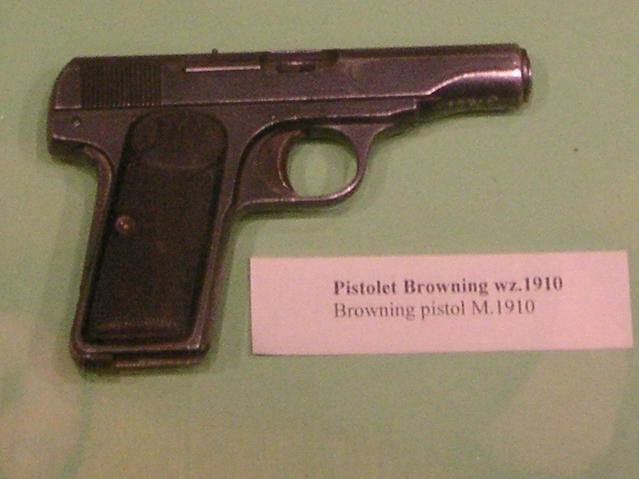
Pistolet Browning M1910 – narzędzie zbrodni

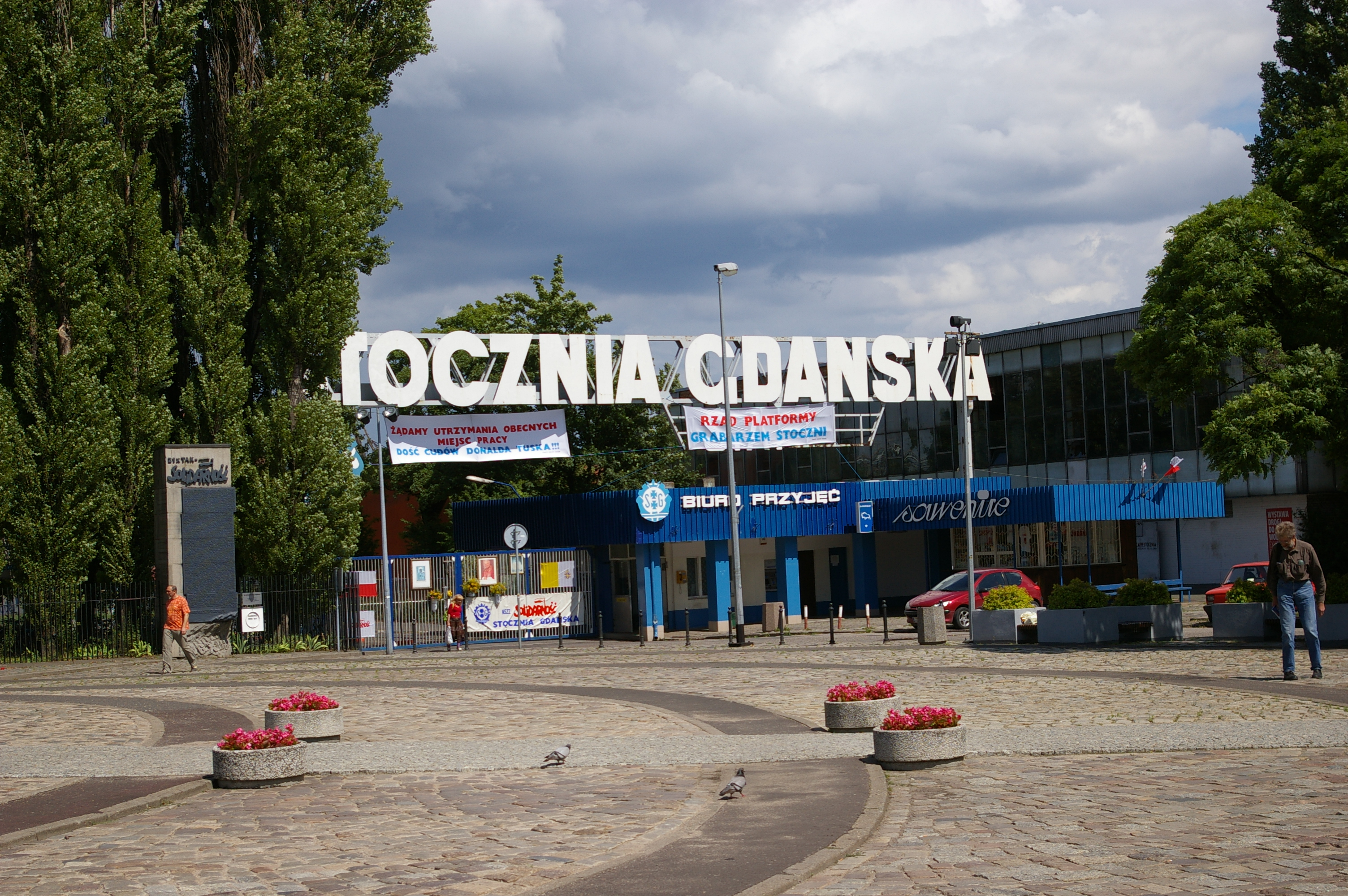
Dziedziniec przed bramą Stoczni Gdańskiej, gdzie parkuje Borewicz z Zubkiem

- pierwowzór – powieść Strzał na dancingu Jerzego Edigeya
- reżyseria – Kazimierz Tarnas
- czas trwania – 85 minut
- premiera – 18 listopada 1982
- obsada:
  - Bronisław Cieślak – porucznik Sławomir Borewicz
  - Zdzisław Kozień – porucznik Antoni Zubek
  - Zdzisław Tobiasz – major Wołczyk
  - Ewa Kuzyk-Florczak – sierżant Ewa Olszańska
  - Grażyna Barszczewska – dentystka Hanna, znajoma Borewicza
  - Lidia Wetta – Maria „Maria Anna” Kowalewicz, szansonistka, piosenkarka w lokalu, była prostytutka
  - Zofia Czerwińska – pani Dzidzia, barmanka w lokalu
  - Wiesław Drzewicz – kierownik lokalu
  - Czesław Lasota – szatniarz w lokalu
  - Zbigniew Buczkowski – „prezes” Konorek
  - Zdzisław Topolski – Mieczysław Romski
  - Monika Stefanowicz – Ewa Romska, siostra zabitego Mieczysława Romskiego
  - Elżbieta Kijowska – prokurator Zofia Ołdakowska
  - Marek Kępiński – pracownik biura ogłoszeń
  - Mieczysław Voit – mecenas Stolarski, szef nielegalnego kasyna
  - Ewa Szykulska – dyrektor Tarnawska, szefowa „Fot Artu”
  - Mariusz Gorczyński – Edward Gabor, były kieszonkowiec, szef nielegalnego kasyna Stolarskiego
  - Ryszard Straszewski – krupier w nielegalnym kasynie Stolarskiego
  - Małgorzata Drozd – kasjerka w nielegalnym kasynie Stolarskiego
  - Ignacy Machowski – Romski, ojciec Ewy i Mieczysława
  - Kazimierz Iwor – archiwista w sądzie gdańskim
  - Elżbieta Goetel – kapitan z wydziału zabójstw w komendzie MO w Gdańsku
  - Halina Golanko – „Lalka”, prostytutka w gdyńskim „Maximie”
  - Aleksander Gawroński – milicjant w lokalu
  - Jerzy Moes – mężczyzna tańczący w lokalu
- obsada dubbingu:
  - Mariusz Gorczyński – barman w sopockim „Grand Hotelu”
- wykorzystano utwór muzyczny „Przed nocą i mgłą” w wykonaniu Alicji Majewskiej (sł. Zbigniew Stawecki); utwór wykonuje Lidia Wetta wcielająca się w rolę piosenkarki

Po wizycie u znajomej dentystki Borewicz umawia się z nią na wieczór w restauracji. Zanim dociera na miejsce, dochodzi tam do zabójstwa – podczas dancingu w tańcu zostaje zastrzelony jeden z gości, Mieczysław Romski, przy którym znaleziono znaczną sumę pieniędzy. Na miejscu milicja odnajduje pistolet Browning, a następnie dochodzi do włamania do mieszkania zamordowanego, które zostaje splądrowane w poszukiwaniu „żółtej teczki”, zawierającej tajemnicze materiały. W trakcie śledztwa wielu przesłuchiwanych zeznaje, że zawierała ona dane obciążające szereg znanych osób, które najprawdopodobniej były szantażowane przez zamordowanego. Milicja otrzymuje anonim informujący o zadowoleniu w półświatku ze śmierci Romskiego, który szantażował majętne osoby. Podczas śledztwa Borewicz wraz z sierżant Olszańską, udając parę, odwiedzają nielegalne kasyno prowadzone przez mecenasa Stolarskiego, czym naraża się wysoko postawionym osobom. Śledztwo zatacza coraz szersze kręgi. Porucznik Borewicz odkrywa zupełnie niespodziewane aspekty sprawy. Szantażowani, obawiając się oskarżenia o zabójstwo, są skłonni ujawnić przypuszczalnego sprawcę morderstwa. W trakcie śledztwa podejmowane są próby przekupienia Borewicza, aby zrezygnował lub umorzył śledztwo. Morderczynią okazuje się piosenkarka Maria Kowalewicz, z domu Rozłucka, występująca na scenie pod pseudonimem „Maria Anna”. Przed laty, jako Marta Łucka była w Trójmieście prostytutką związaną z Romskim. Po aresztowaniu Romskiego uciekła i zmieniła nazwisko, jednak Romski ją odnalazł i szantażując, próbował zmusić do powrotu do „zawodu”.

### 14.Hieny

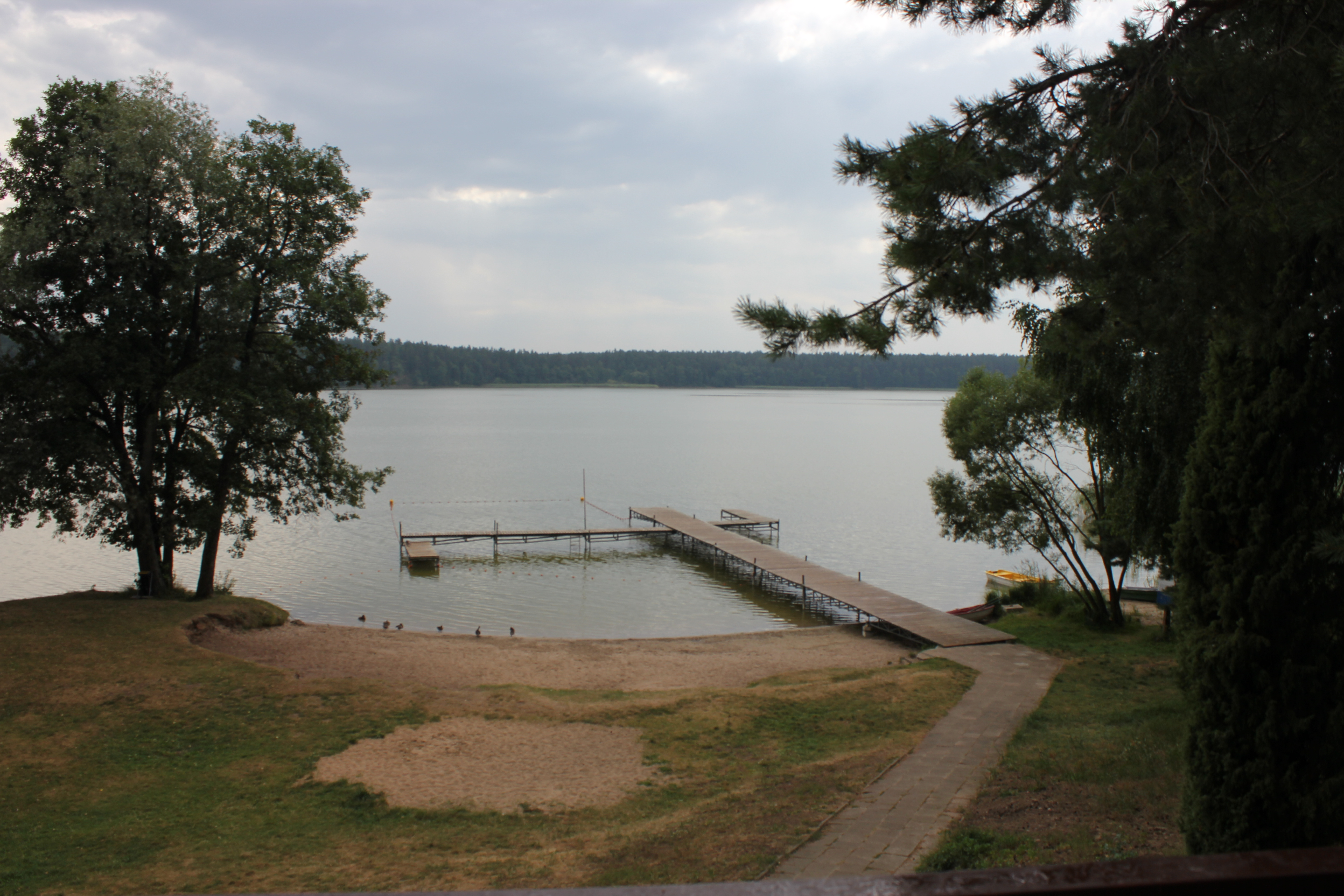
Pomost nad jeziorem Sajno, gdzie nagrywano zdjęcia

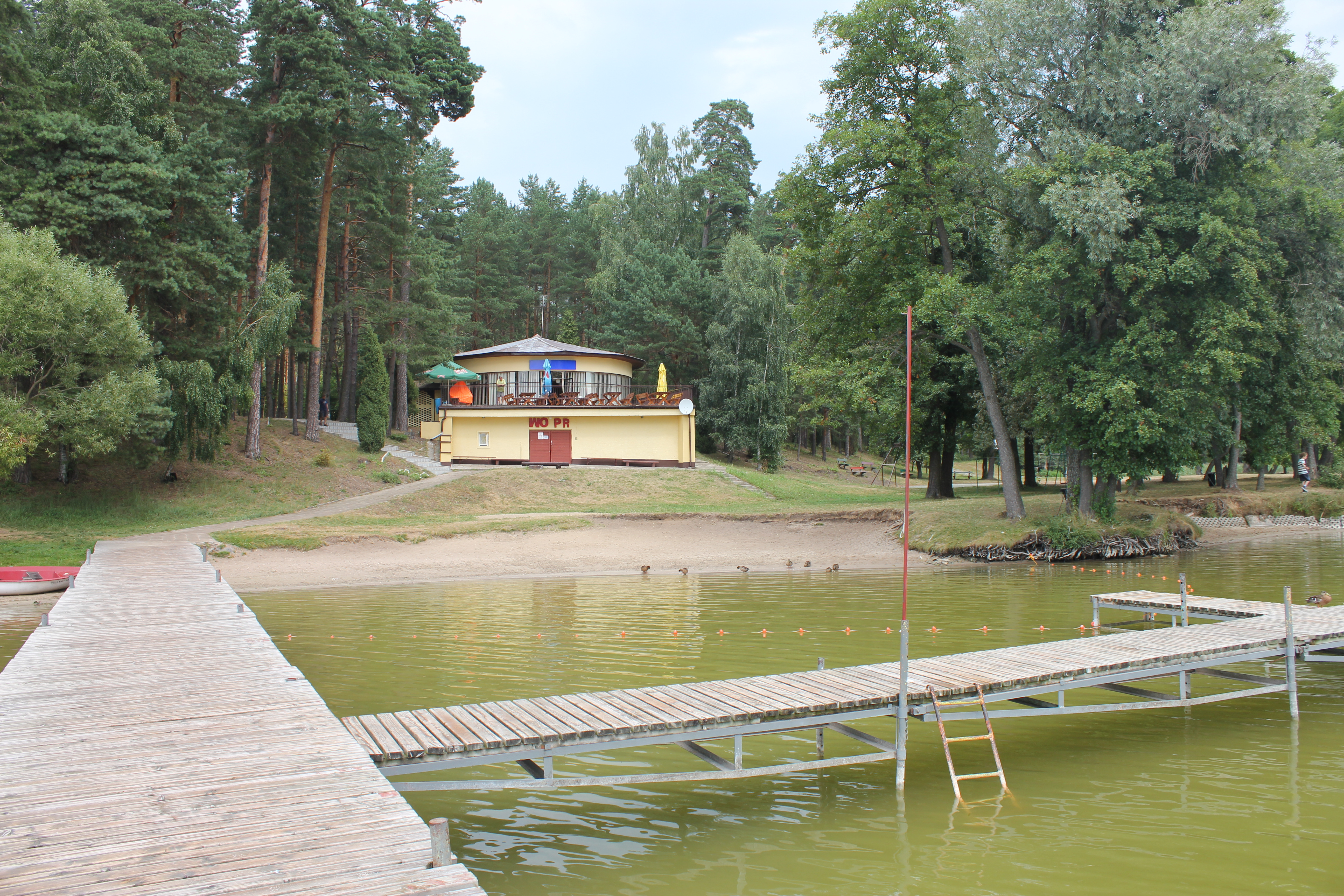
Kawiarnia nad jeziorem Sajno – filmowy „Night club”

- pierwowzór – opowiadanie Stabilne życie Roberta K. autorstwa Andrzeja Gerłowskiego
- reżyseria – Krzysztof Szmagier
- czas trwania – 89 minut
- premiera – 25 listopada 1982
- obsada:
  - Bronisław Cieślak – porucznik Sławomir Borewicz
  - Zdzisław Kozień – porucznik Antoni Zubek
  - Zdzisław Tobiasz – major Wołczyk
  - Piotr Fronczewski – sutener Robert Walasek, kierownik ośrodka nad jeziorem
  - Grażyna Szapołowska – prostytutka Lidia Dorecka, wspólniczka Ławreckich
  - Laura Łącz – prostytutka Elżbieta Żywulska
  - Dorota Kamińska – Beata, recepcjonistka w ośrodku
  - Andrzej Tomecki – Kazimierz Zwoliński
  - Wojciech Machnicki – sierżant Olszówka z miejscowej komendy MO
  - Mirosław Kulesza – milicjant
  - Ewa Sałacka – prostytutka na pogrzebie Zwolińskiego
  - Zygmunt Fok – prywaciarz Wrzosek
  - Elżbieta Kociszewska – bibliotekarka
  - Joanna Pacuła – prostytutka pracująca dla Walaska
  - Bolesław Idziak – Olszewski, pracownik Walaska
  - Tomasz Grochoczyński – „człowiek” Ławreckich
  - Andrzej Żółkiewski – „człowiek” Ławreckich
  - Liliana Głąbczyńska – Ławrecka
  - Jerzy Złotnicki – Ławrecki
  - Roman Kosierkiewicz – pijak w komendzie MO
  - Joanna Borkowska – piosenkarka na dancingu
  - Czesław Mroczek – ormowiec nad jeziorem
- obsada dubbingu:
  - Mariusz Gorczyński – „człowiek” Ławreckich (rola Tomasza Grochoczyńskiego; tylko w pierwszych dwóch scenach z udziałem aktora słychać głos M. Gorczyńskiego, później Tomasz Grochoczyński mówi już swoim własnym głosem)
- wykorzystano utwór muzyczny „Jeszcze się tam żagiel bieli” w wykonaniu Joanny Borkowskiej (muz. Włodzimierz Korcz, sł. Wojciech Młynarski)

Porucznik Borewicz zostaje oddelegowany do ośrodka kempingowego na Mazurach, aby na miejscu incognito sprawdzić informacje o działającej tam grupie przestępczej. Na miejscu przedstawia się jako Sławek Markiewicz i podejmuje pracę ratownika wodnego, a zatrudnia go kierownik ośrodka nad jeziorem Robert Walasek. Jednej nocy po kłótni z dziewczyną, Lidką Dorecką, wyjeżdża z ośrodka Kazio, kolega Walaska. Jest śledzony przed dwóch osobników i zepchnięty w aucie z drogi, w wyniku czego ginie. Po tym zdarzeniu do ośrodka zostaje wysłany drogą oficjalną porucznik Zubek. Po tym fakcie w domkach ośrodka zostają zaatakowane i związane dwie stręczone przez Walaska prostytutki, jednakże nic im nie ginie. Okazuje się, że to sprawa małżeństwa Ławreckich, którzy chcą zastraszyć Walaska i umieścić w jego ośrodku swoje prostytutki. Kemping staje się terenem ścierania grup trudniących się sutenerstwem. Ławreccy proponują Walaskowi „spółkę” na tej zasadzie, że ma oddawać im 50 tys. zł miesięcznie. Walasek nie chce się na to zgodzić i jest gotowy na rok zrezygnować z nielegalnego interesu (czerpania korzyści z nierządu), jednak Ławreccy są w posiadaniu laski, którą został dobity Zwoliński po wypadku. Ostatecznie szantażowany Walasek ulega Ławreckim, jednak postanawia zwolnić na pewien czas prostytutki i wtedy zadenuncjować Ławreckich na milicję za rzekomy handel fałszywymi dolarami, które sam im je podrzuca. Walasek domyśla się, że Dorecka była informatorką Ławreckich i knuła z nimi przeciw Zwolińskiemu, a teraz także jest ich „wtyczką”, działając przeciw niemu. Tym samym rozgryza ich proceder – zastraszanie osób prowadzących nielegalne interesy i donoszenie na nich. Nazywa ich tytułowymi „hienami”. Teraz to Walasek przejmuje inicjatywę, m.in. szantażując Lidkę. Gdy zostaje zamordowany, Borewicz rezygnuje z kamuflażu i podejmuje oficjalne śledztwo. Śledczy aresztują Dorecką pod zarzutem zabójstwa, jednak faktyczną sprawczynią okazuje się inna prostytutka, Elżbieta Żywulska.

### 15.Skok śmierci

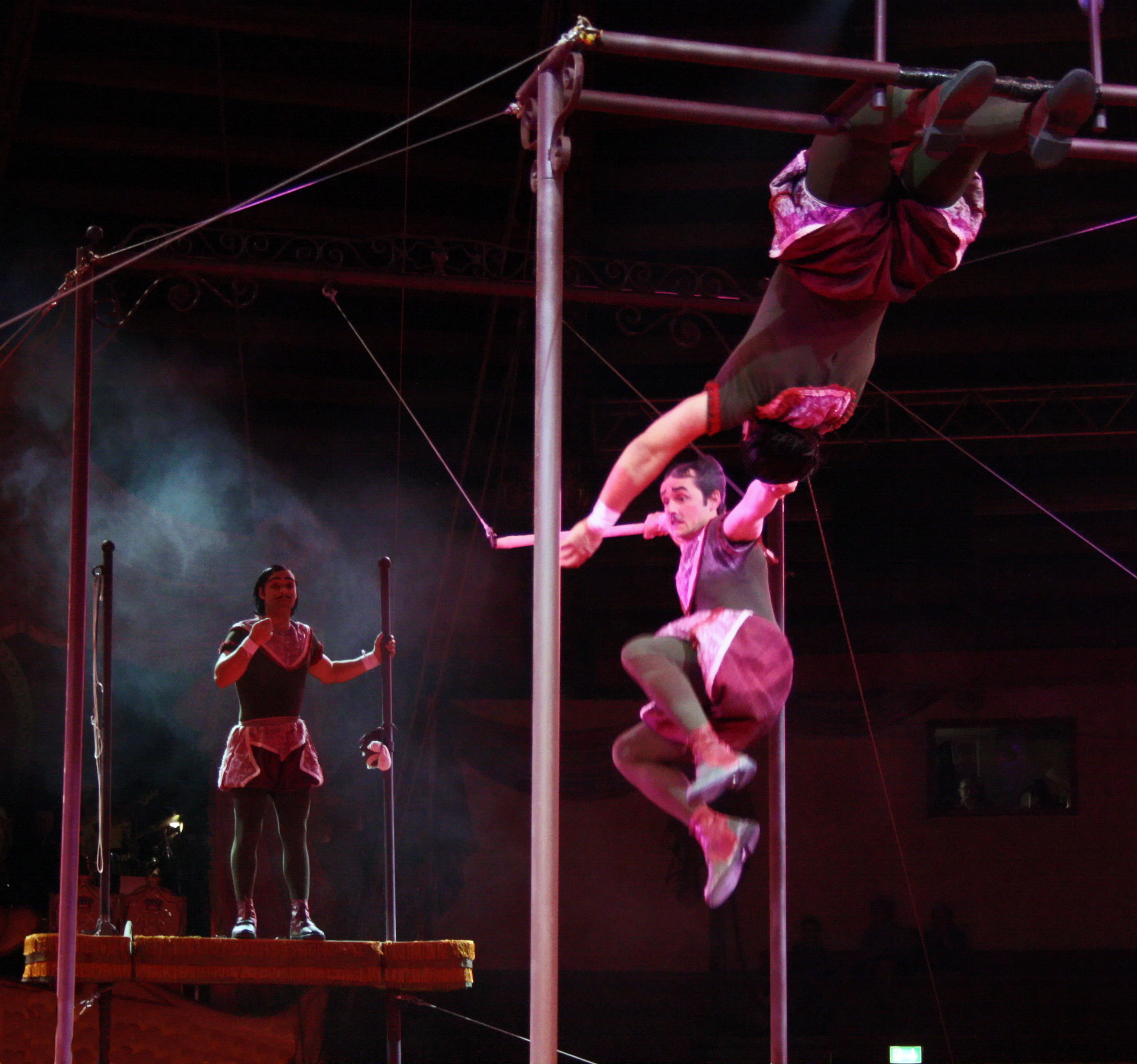
Ewolucje cyrkowe na trapezie – podobne wykonywała Katarzyna Melion

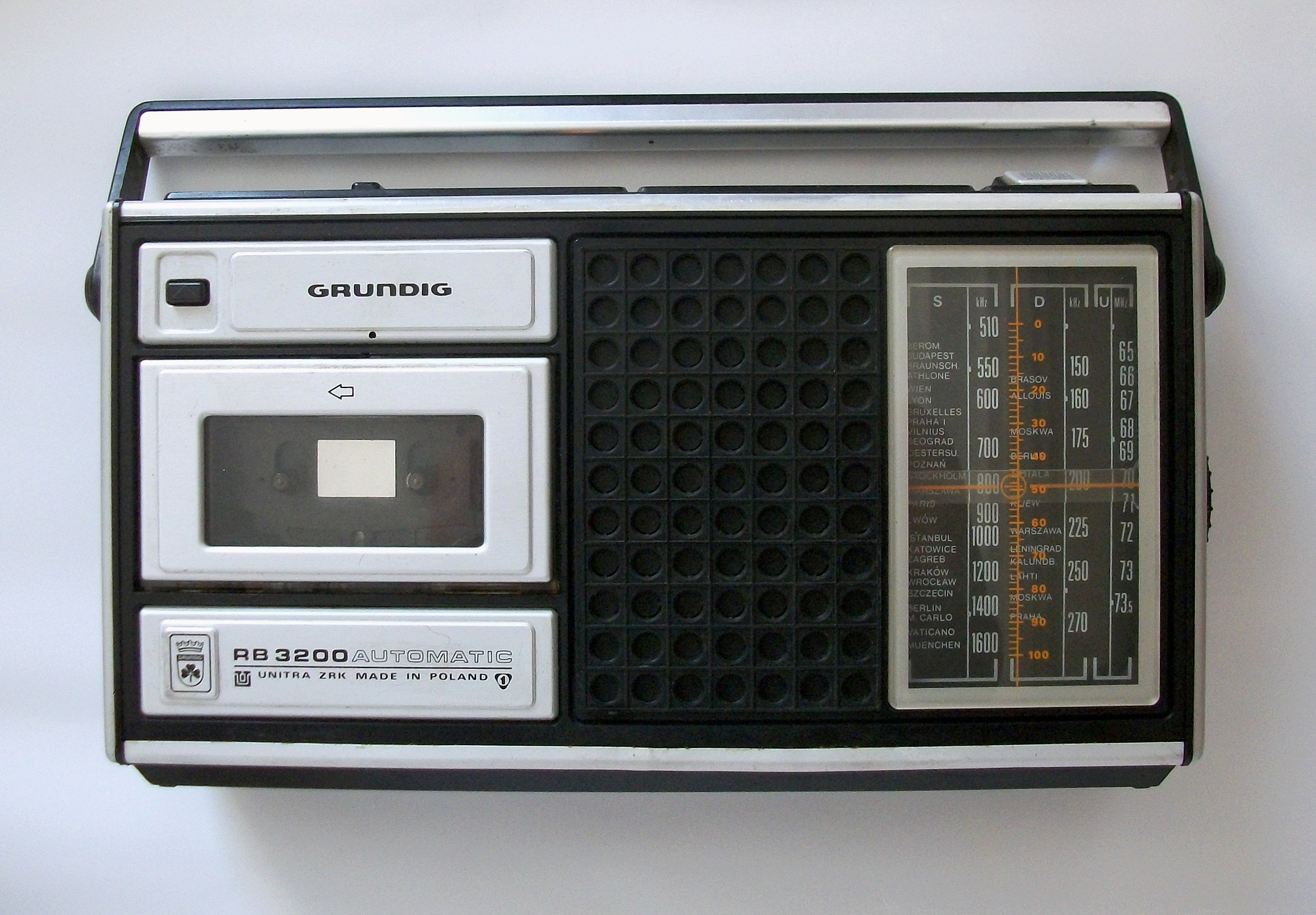
Radiomagnetofon marki Grundig – z podobnego w cyrku nadano komunikat MO

- pierwowzór – komiksy z serii Kapitan Żbik – „Wąż z rubinowym oczkiem”, „Salto Śmierci” (Władysław Krupka/Bogusław Polch)
- reżyseria – Krzysztof Szmagier
- czas trwania – 69 minut
- premiera – 19 września 1985
- obsada:
  - Bronisław Cieślak – porucznik Sławomir Borewicz
  - Jerzy Rogalski – porucznik Waldemar Jaszczuk, siostrzeniec porucznika Zubka
  - Zdzisław Tobiasz – major Wołczyk
  - Ewa Kuzyk-Florczak – sierżant Ewa Olszańska
  - Karol Strasburger – cyrkowiec Adam Kunce vel inżynier Turczyn
  - Ewa Wencel – Katarzyna Melion, artystka cyrkowa
  - Jerzy Łapiński – lekarz Jerzy Marczewski, znajomy jubilera, sprzedawca japońskich kolczyków
  - Aleksander Błaszyk – okradziony proboszcz na plebanii w Ostrołęce
  - Jacek Polaczek – Konstanty Szczerbic ps. „Kostek”, były cyrkowiec, paser, dawny kochanek Katarzyny Melion
  - Ryszarda Hanin – gospodyni proboszcza z Ostrołęki
  - Bohdan Krzywicki – znajomy Borewicza spotkany w restauracji, artysta sceniczny
  - Danuta Kowalska – przyjaciółka znajomego Borewicza
  - Tadeusz Wojtych – „Wujcio”, pracownik cyrku
  - Barbara Burska – dziennikarka, znajoma Borewicza
  - Jan Prochyra – Dudziak, szwagier Szczerbica
  - Andrzej Szaciłło – jubiler Jan, ofiara napadu
  - Ewa Konstanciak – torturowana przez bandytów żona jubilera
  - Mariusz Gorczyński – złodziej Soroka przesłuchiwany przez Borewicza
  - Elżbieta Zającówna – żona porucznika Jaszczuka
  - Paweł Dłużewski – cyrkowiec Jan Nowicki, wspólnik Adama
  - Marcin Rogoziński – doktor Florczak
  - Piotr Fronczewski – mężczyzna przy stoliku w „Klubie Aktora”
  - Bożena Walter – kobieta przy stoliku w „Klubie Aktora”
  - Józef Korzeniowski – barman w „Posejdonie”
  - Roman Bartosiewicz – ekspert ds. kryminalistyki
  - Ewa Dąbrowska – cyrkówka
  - Dorota Fijałkowska – prostytutka przesłuchiwana przez Borewicza

Przełożeni śledczych są zirytowani niewykrytymi jedenastoma napadami w ciągu ostatnich 10 miesięcy. Wartość zrabowanych przedmiotów przekracza 17 mln zł. Na terenie trzech województw dokonano serii skoków na zamożnych ludzi, np. lekarzy czy jubilerów. Borewicz nie ma punktów zaczepienia w dochodzeniu, które prowadzi z nowym partnerem, porucznikiem Waldemarem Jaszczukiem (siostrzeńcem porucznika Zubka, który przeszedł na emeryturę). Milicja może jedynie pomnożyć patrole nocne. Tymczasem dochodzi do następnego napadu na małżeństwo. Nad morzem pewna para artystów cyrku „Salto” (Katarzyna Melion i Adam Kunce podający się za inżyniera o nazwisku Turczyn) kupuje kolczyki u lekarza Marczewskiego, który handluje artykułami luksusowymi przywiezionymi z zagranicy. W czasie finalizacji transakcji z udziałem całej trójki w lokalu, zasoby handlarza w jego domu zostają zrabowane. Następnie dochodzi do napadu na plebanię w Ostrołęce, w wyniku którego skradziono 6 tys. dolarów. Melion domyśla się, że jej obecny partner Adam dokonuje napadów. Ujawnia to jej dawny kochanek – „Kostek”, którego następnie Adam zabija. Milicjanci wpadają na trop, który wiedzie do cyrkowców, tj. dwóch mężczyzn i kobiety uprawiających akrobacje na trapezie. Postacią odgrywającą decydującą rolę jest starszy pracownik cyrku – „Wujcio”, od dawna obserwujący i rozszyfrowujący działania sprawców. Tytułowy skok śmierci to trudna ewolucja akrobatyczna wykonywana przez Melion. Podczas finałowego występu nie zostaje ona uchwycona w locie przez Kuncego i upada na oczach widowni.
Treść tego odcinka została wykorzystana w czterech kolejnych zeszytach komiksowych serii Kapitan Żbik („Nocna wizyta”, „Wąż z rubinowym oczkiem”, „Pogoń za lwem”, „Salto śmierci”), do których scenariusz napisał Władysław Krupka.

### 16.Ślad rękawiczki

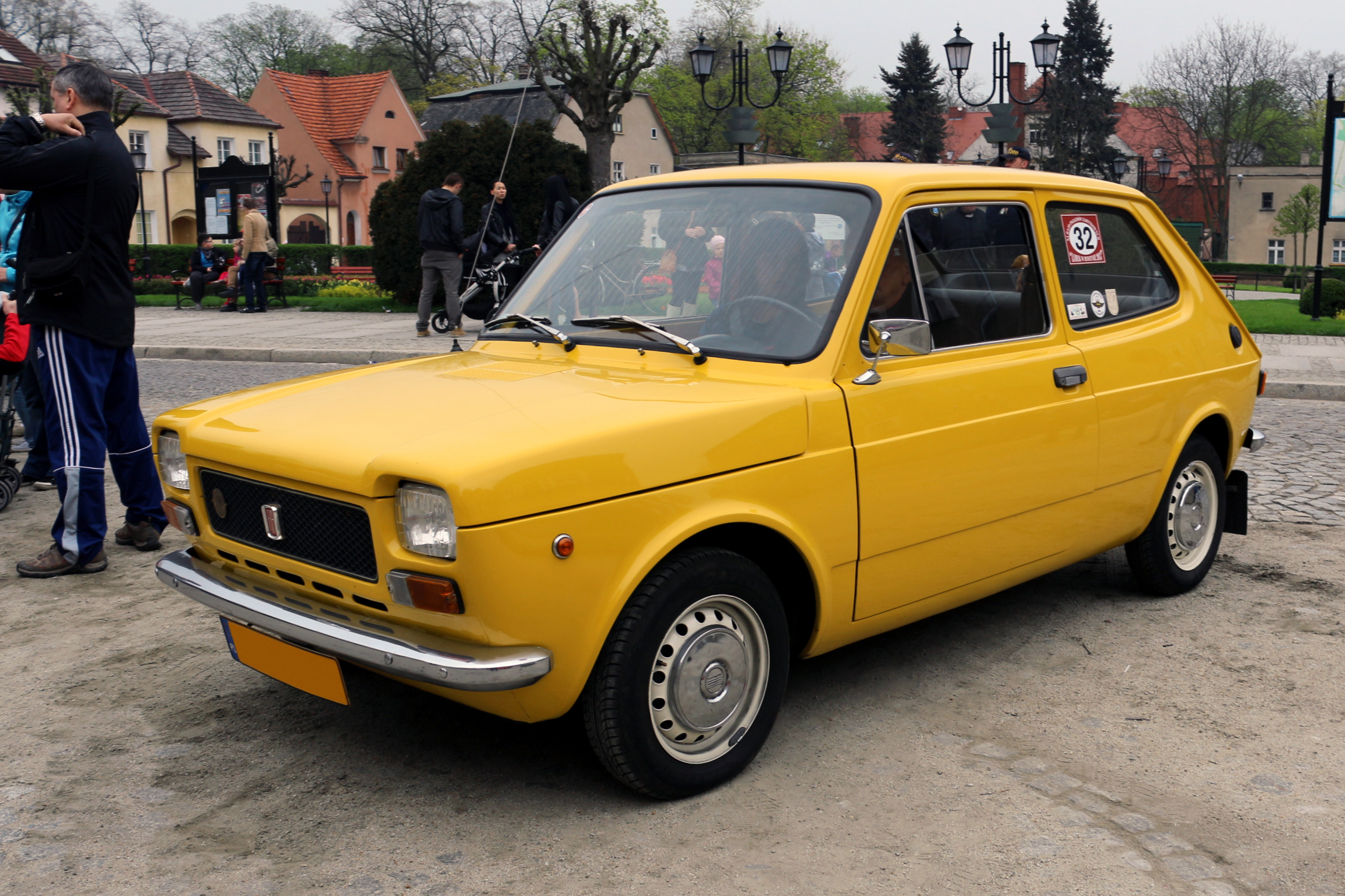
Żółty Fiat 127p – podobnym, należącym do Gołębiowskiej, uciekali sprawcy napadu

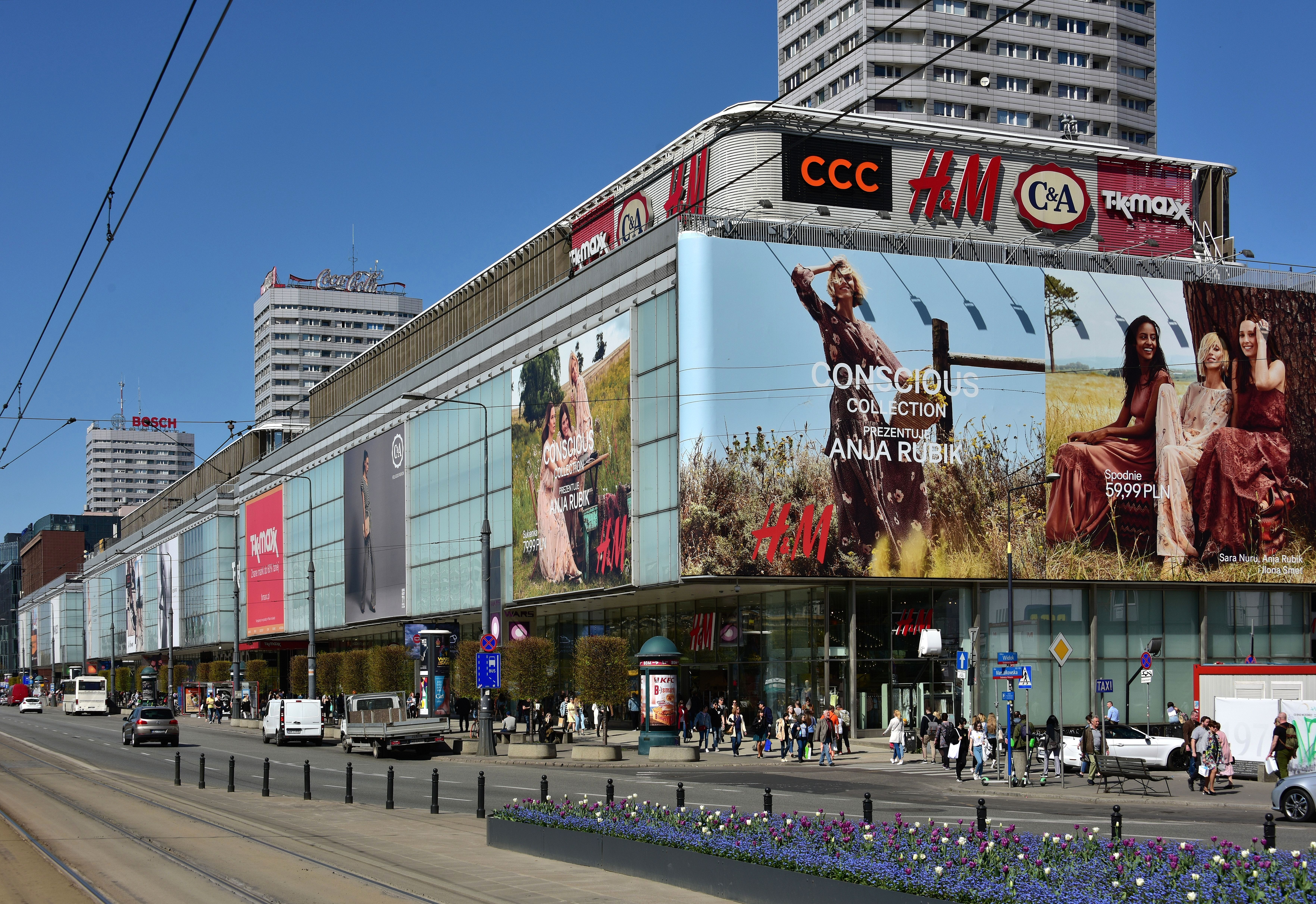
Dawne Domy Towarowe Centrum przy ul. Marszałkowskiej w Warszawie – gdzie był ścigany Wasyluk

- pierwowzór – powieść „Ślad rękawiczki” z serii Ewa wzywa 07 Heleny Sekuły
- reżyseria – Krzysztof Szmagier
- czas trwania – 70 minut
- premiera – 26 września 1985
- obsada:
  - Bronisław Cieślak – porucznik Sławomir Borewicz
  - Jerzy Rogalski – porucznik Waldemar Jaszczuk, siostrzeniec porucznika Zubka
  - Zdzisław Tobiasz – major Wołczyk
  - Ewa Kuzyk-Florczak – sierżant Ewa Olszańska
  - Mieczysław Janowski – Mieczysław Rafał Wasyluk, szef szajki fałszerzy monet
  - Henryk Gęsikowski – Kazimierz Dyciak, wspólnik Wasyluka
  - Roman Kosierkiewicz – mężczyzna w restauracji w Kosowie
  - Andrzej Szenajch – zabity milicjant Waldek
  - Andrzej Chrzanowski – doktor Adam Miłosz
  - Magdalena Chilmon – modelka Iza Zawadzka
  - Małgorzata Kaczmarska – żona milicjanta próbującego zatrzymać Wasyluka.
  - Hanna Stankówna – Elżbieta, żona doktora Miłosza
  - Marcin Rogoziński – doktor Florczak w Zakładzie Medycyny Sądowej UW
  - Roman Bartosiewicz – ekspert ds. kryminalistyki
  - Zygmunt Fok – sierżant Jachucki przynoszący Borewiczowi koszyk z psem jamnikiem
  - Janusz Cywiński – kapitan MO przy wydobywanym z jeziora fiacie 127
  - Krzysztof Świętochowski – dozorca w domu Wasyluka na Mokotowskiej
  - Danuta Kowalska – znajoma Borewicza przebywająca z Borewiczem w Płotnicy
  - Irena Kownas – właścicielka pensjonatu „Viola” w Płotnicy
  - Mariusz Leszczyński – kanalarz obok domów towarowych „Wars i Sawa”
  - Marlena Miarczyńska – Justyna, córka doktora Miłosza
  - Andrzej Szaciłło – znajomy Gołębiowskiej
  - Jerzy Rojek - mężczyzna w restauracji w Kosowie, także gość w pensjonacie "Pod Różami";
  - Włodzimierz Saar - mężczyzna w restauracji w Kosowie;
  - Barbara Szymanowska - organizatorka pokazu futer w Pałacu Kultury i Nauki;
  - Sylwia Noran - Mariola, gość w pensjonacie "Pod Różami";
  - Janusz Dziubiński - milicjant aresztujący Dyciaka i właścicielkę pensjonatu „Viola”;
  - Jacek Bielenia - milicjant w kanale ściekowym;
  - Jacek Ryniewicz - milicjant zabity przez Wasyluka
  - Alicja Wolska - milicyjna ekspertka od monet
  - Ewa Sudakiewicz - Marylka, recepcjonistka w pensjonacie "Pod Różami"
- obsada dubbingu:
  - Mariusz Gorczyński w dwóch rolach: – uczestnik bójki na dworcu oraz milicjant każący wsiadać do radiowozu Dyciakowi i Wasylukowi

Dwóch mężczyzn oddala się z podwarszawskiego pensjonatu „Pod Różami”, zostawiając zwłoki właścicielki, Gołębiowskiej. Uciekają samochodem Fiat 127p denatki, który następnie porzucają. Mężczyźni planują podróż pociągiem. Aby utrudnić pościg, niezależnie od siebie, na stacji kolejowej kupują po dwa bilety w dwóch różnych kierunkach. Podczas obiadu w restauracji na stacji Kosowo przypadkowo biorą udział w bójce i zostają zatrzymani przez milicję. Konwojowani pojazdem MO jeden ze sprawców strzela do kierującego milicjanta, powodując wypadek radiowozu, w wyniku czego milicjanci giną na miejscu. Obaj sprawcy zbiegają. W pensjonacie dwóch mężczyzn miało wynajęte na stałe pokoje, gdzie sprowadzali swoje kochanki. Zarówno właścicielka, jak i bywalcy pensjonatu, od kilku miesięcy otrzymywali anonimy, w których grożono im śmiercią. Na właściwy ślad naprowadza fakt, że w rozbitym radiowozie zostaje znaleziona moneta z 1904 zgubiona przez sprawców. Prowadzący śledztwo porucznik Borewicz wpada na trop: w piwnicy pensjonatu produkowano stare monety. Po weryfikacji nazwisk osób uprzednio meldowanych w pensjonacie, okazuje się, że jeden z wytypowanych, Rafał Wasyluk, zamieszkiwał dawniej w innym pensjonacie, tj. „Viola” w niedalekiej Płotnicy nad jeziorem. Borewicz udaje się tam incognito (wraz ze znajomą kobietą, jej 4-letnią córką Kasią oraz psem jamnikiem). Na miejscu odkrywa, że w piwnicy pensjonatu ukrywa się Kazimierz Dyciak, który wystraszony przyznaje się. Tymczasem jego wspólnika Wasyluka rozpoznaje milicjant w cywilu na terenie domów towarowych „Wars i Sawa” w Warszawie, jednak przy próbie aresztowania sprawca strzela do niego i ucieka. Następnie osaczony schodzi do kanałów sieci kanalizacji deszczowej. Zostaje ujęty przez Borewicza przy zakratowanym wlocie ścieków do Wisły. Okazuje się jednak, że to nie oni zabili Gołębiowską, gdyż uczyniła to zazdrosna żona doktora Miłosza (mającego stały pokój w pensjonacie), która również pisała wcześniej anonimy.

### 17.Morderca działa nocą

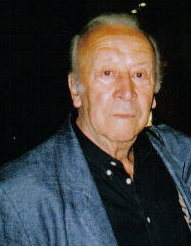
Aktor Leon Niemczyk – serialowy Skotnicki

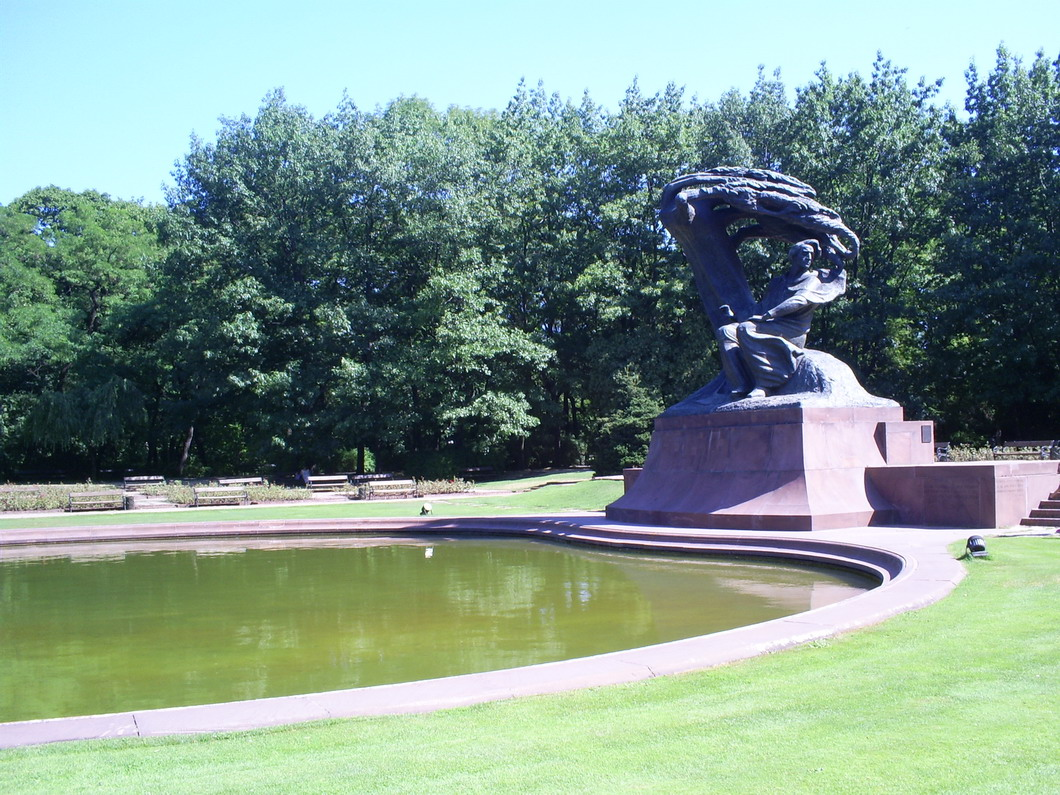
Pomnik Fryderyka Chopina w Warszawie, przy którym spacerował Skotnicki z modelką, drugą ofiarą

- pierwowzór – powieść Nie bój się nocy Anny Kłodzińskiej
- reżyseria – Krzysztof Szmagier
- czas trwania – 73 minuty
- premiera – 3 października 1985
- obsada:
  - Bronisław Cieślak – porucznik Sławomir Borewicz
  - Jerzy Rogalski – porucznik Waldemar Jaszczuk, siostrzeniec porucznika Zubka
  - Zdzisław Tobiasz – major Wołczyk
  - Ewa Kuzyk-Florczak – sierżant Ewa Olszańska
  - Jolanta Wołłejko – doktor Iwona Lubowicka z porodówki, podwożona przez Borewicza w wigilię na cmentarz
  - Anna Milewska – lekarka na porodówce
  - Maria Probosz – pielęgniarka na porodówce, kolejna „znajoma” Borewicza
  - Wiesław Drzewicz – „Rudzielec”, pijaczek znaleziony na miejscu zabójstwa Krystyny Barcz
  - Leon Niemczyk – Leon Skotnicki, dyrektor „Elbawu”
  - Anna Ostrowska – Krystyna Barcz, modelka z „Elbawu”, pierwsza zamordowana[10]
  - Elżbieta Słoboda – modelka z „Elbawu”, druga zamordowana
  - Karina Szafrańska – modelka w „Elbawie”
  - Zdzisław Szymański – Kałacki, pracownik „Elbawu”
  - Eleonora Wallner – Kałacka, była kochanka Skotnickiego
  - Dorota Fijałkowska – sekretarka dyrektora Skotnickiego
  - Jolanta Wesołowska – Zofia Niedzielska, projektantka w „Elbawie"
  - Małgorzata Kaczmarska – milicjanta dzwoniąca do żony dyrektora Skotnickiego.
  - Elżbieta Kijowska – prokurator Zofia Ołdakowska
  - Anna Szulc – redaktor Kolska, dziennikarka prowadząca w tv program ze Skotnickim, trzecia ofiara
  - Józef Pieracki – profesor Tokarzewski, psychiatra
  - Izabella Olejnik – Monika Tokarzewska, lekarz psychiatra, poderwana przez Borewicza
  - Ludwik Pak – pacjent szpitala psychiatrycznego
  - Marcin Rogoziński – doktor Florczak
  - Andrzej Żółkiewski – milicjant
  - Aleksander Gawroński – milicjant na miejscu zabójstwa
  - Krzysztof Leszczyński – szantażysta Woźniak
  - Sylwester Maciejewski – wywiadowca obserwujący Olszańską i Skotnickiego w „Victorii”
  - Wiesław Nowosielski - dzielnicowy na miejscu zabójstwa Krystyny Barcz;

W wigilijny wieczór Borewicz ma dyżur. Podwozi na cmentarz przypadkowo spotkaną kobietę, która składa stroik na grobie rodziców (zmarli w ostatnim roku). Następnie zaprasza milicjanta do dyżurki w porodówce, gdzie pracuje. Borewicz ląduje w łóżku z młodą pielęgniarką, która potem oznajmia mu, że było to tylko na jeden raz. 1 stycznia w lesie znalezione zostają zwłoki młodej kobiety, Krystyny Barcz. Śledczy nie znajdują motywu – wykluczony zostaje gwałt i rabunek. Nieopodal leży pijak w stanie głębokiego upojenia, który nie przyznaje się do zabójstwa (nie ma pojęcia, co robiła przy nim zakrwawiona koszula). Trop, jakim jest metka z pralni, wiedzie do Zakładu Przemysłu Odzieżowego „Elbaw”, którego dyrektorem jest Leon Skotnicki. Okazuje się, że Barcz była tam modelką. Następnie w windzie znalezione zostają zwłoki kolejnej modelki z tej firmy, która wcześniej usiłowała zachęcić do prywatnego spotkania swojego szefa Skotnickiego. Po programie telewizyjnym przedstawiającym wyroby „Elbawu” zabita zostaje redaktorka prowadząca tę audycję. Wszystkie kobiety są młode i giną wracając późnym wieczorem do domów, zaś łączył ich „Elbaw” oraz to, że były blondynkami. Tymczasem znaleziona zostaje czwarta ofiara, która w żaden sposób nie była związana ze Skotnickim. Śledczy podejrzewają jednak dyrektora o popełnianie morderstw. Następnie napadnięty zostaje sam Skotnicki, jak twierdzi, w celu rabunkowym. Milicja podejmuje prowokację – w tym celu sierżant Ewa Olszańska zostaje zatrudniona w „Elbawie” jako maszynistka pod nazwiskiem Ewa Kos, co ma zachęcić do kolejnego zamachu. Mimo obstawy milicjantka zostaje zaatakowana, a na miejscu mundurowi zatrzymują Skotnickiego. Po napadzie na Olszańską dochodzi do konfrontacji, jako że użyto substancji ARI-23L, którą po kontakcie z Olszańską sprawca musiał mieć na sobie. Ślady posiada Skotnicki, który dotknął Ewę już po napadzie, oraz Kałacka, która okazuje się sprawczynią i faktyczną morderczynią. Dawniej pracowała u Skotnickiego, zakochała się w nim chorobliwie i nienawidziła blondynek widywanych z nim. Tymczasem dzielna milicjantka zakochuje się w Skotnickim i w szpitalu otrzymuje od niego kwiaty.

### 18.Bilet do Frankfurtu

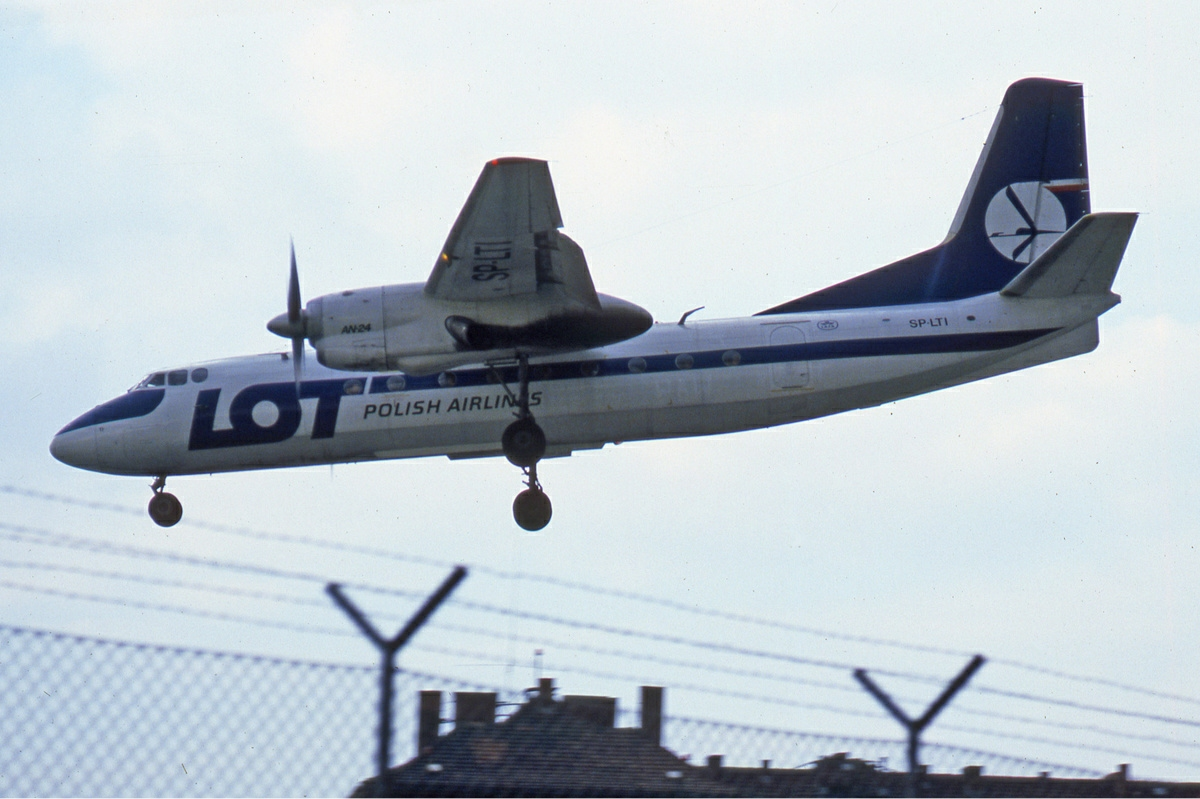
Samolot An-24, którym próbowali uciec sprawcy. Rejestracja SP-LTI (cn 67302506), jeden z dwóch wykorzystanych w filmie jako ten sam (drugi to SP-LTT).
Samolot o rejestracji SP-LTI był w rzeczywistości porwany i 21 lipca 1981 wylądował na Tempelhof (THF / EDDI) – na fotografii porwany podczas lądowania

- pierwowzór – opowiadanie Ryszarda Bugajskiego
- reżyseria – Krzysztof Szmagier
- czas trwania – 67 minut
- premiera – 10 października 1985
- obsada:
  - Bronisław Cieślak – porucznik Sławomir Borewicz
  - Jerzy Rogalski – porucznik Waldemar Jaszczuk, siostrzeniec porucznika Zubka
  - Ewa Kuzyk-Florczak – sierżant Ewa Olszańska
  - Jolanta Nowak – sekretarka Ewa, kochanka Kalkowskiego
  - Andrzej Precigs – naczelnik Krzysztof Kalkowski
  - Jerzy Moes – cudzoziemiec na spotkaniu u naczelnika Kalkowskiego
  - Paweł Unrug – pracownik stacji paliw Agip
  - Ewa Wrońska – Ewa Kalkowska, żona naczelnika Krzysztofa Kalkowskiego
  - Wiktor Sadecki – mecenas Kazimierz Sadecki, przyjaciel Kalkowskiego
  - Elwira Dzikowska(inne języki) – Beata, kochanka Sadeckiego
  - Zbigniew Buczkowski – menel w lesie
  - Lidia Korsakówna – Jolanta Czechowicz
  - Cezary Kapliński – Kazimierz Sitek, wspólnik Czechowiczowej
  - Elżbieta Kijowska – prokurator Zofia Ołdakowska, w tym odcinku pod imieniem Jolanta
  - Leon Niemczyk – Leon Skotnicki, dyrektor „Elbawu” umawiający się z Olszańską (tylko głos)
  - Maria Probosz – dziewczyna w łóżku Borewicza
  - Izabella Olejnik – Monika Tokarzewska, lekarz psychiatra, znajoma Borewicza
  - Helena Kowalczykowa – mieszkanka Zalesia przy budce telefonicznej
  - Tadeusz Somogi – dozorca w kamienicy Sitka
  - Juliusz Lubicz-Lisowski – pasażer autobusu na Okęciu
  - Tatiana Sosna-Sarno – stewardesa
  - Agata Rzeszewska – ranna stewardesa
  - Jerzy Dziewulski – porucznik Dziworski, dowódca brygady antyterrorystycznej na Okęciu
  - Jerzy Molga – kapitan Sobański, pilot LOT-u
  - Zbigniew Korepta – dyrektor „Polhotelu”
  - Zygmunt Wiaderny – pilot na Okęciu
  - Waldemar Walisiak – żołnierz Wojsk Ochrony Pogranicza na Okęciu
  - Wiesław Nowosielski – milicjant
  - Stanisław Pąk – milicjant na Zalesiu
  - Zdzisław Tobiasz - major Wołczyk
  - Krystyna Puchała - dziewczyna w lesie
  - Bogusław Augustyn - WOP-ista na Okęciu
  - Andrzej Baranowskim- mężczyzna w lesie
  - Janusz Cywiński - menel w lesie
  - Jerzy Kozłowski  - milicjant na Okęciu
  - Jan Orsza - mieszkaniec Zalesia przy budce telefonicznej
  - Marcin Rogoziński - doktor Florczak
  - Magdalena Szmagier - lekarka pogotowia w Zalesiu

Żona Krzysztofa Kalkowskiego, dyrektora przedsiębiorstwa handlu zagranicznego, opowiada mecenasowi Sadeckiemu o zaginięciu męża i prosi o pomoc. Podejrzewa, że przyczynili się do tego nieuczciwi współpracownicy – Kazimierz Sitek i Jolanta Czechowiczowa. Następnego dnia znaleziono w lesie auto Kalkowskiego z dziurą od kuli i śladami krwi. Pod zarzutem morderstwa zostaje aresztowany Sitek, jednak wkrótce Kalkowski odzywa się telefonicznie, ale rozmowa się urywa w dramatycznych okolicznościach. Okazuje się, że dzwonił z Zalesia z budki, gdzie następnie znaleziono ślady krwi oraz bilet lotniczy. Kalkowski ginie dopiero wtedy. Początkowo miała miejsce jedynie inscenizacja morderstwa w celu aresztowania kontrahentów Kalkowskiego. Gdy milicja odkrywa, kto jest zamieszany w tę sprawę, na Okęciu kończy się już odprawa na lot zagraniczny, którym mogą próbować uciec podejrzani. Sitek i Czechowiczowa próbują porwać samolot i uciec za granicę. Na lotnisku biorą jako zakładniczki stewardesy LOT-u, jedną z nich ranią. Do akcji wkracza brygada antyterrorystyczna, która przechwytuje samolot przy starcie. Sitek ginie trafiony strzałem w głowę przez por. Dziworskiego, a Czechowiczowa zostaje aresztowana.

### 19.Zamknąć za sobą drzwi

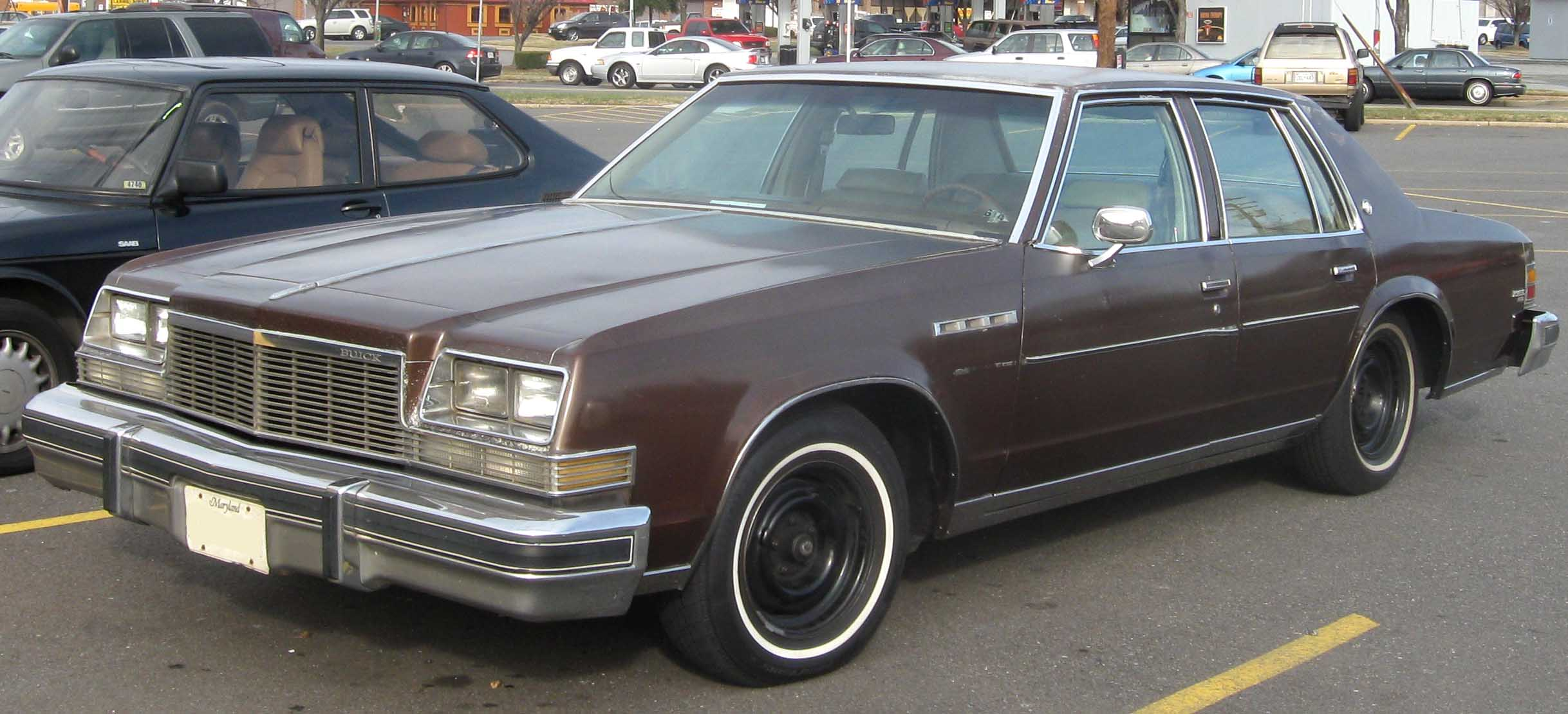
Model pojazdu Buick Electra, jakim podróżował Kopiński

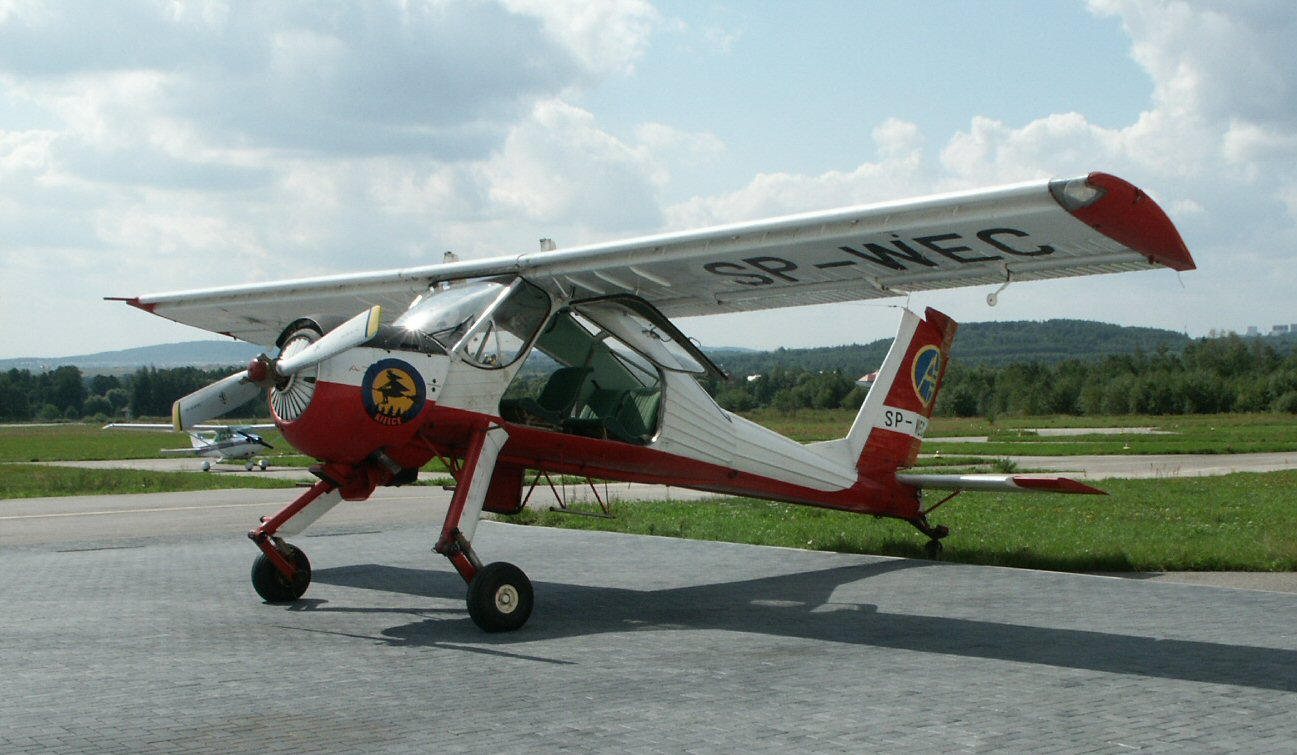
Samolot PZL-104 Wilga (o identycznych barwach jak w odcinku), jakim uciekali Kopiński i „Cappuccino”

- pierwowzór – powieść Biała karawana Juliusza Grodzińskiego
- reżyseria – Krzysztof Szmagier
- czas trwania – 85 minut
- premiera – 11 maja 1989
- obsada:
  - Bronisław Cieślak – porucznik Sławomir Borewicz
  - Jerzy Rogalski – porucznik Waldemar Jaszczuk, siostrzeniec porucznika Zubka
  - Zdzisław Tobiasz – major Wołczyk
  - Piotr Fronczewski – porucznik Paul (Paweł) Kopiński, „Kopi”
  - Hanna Dunowska – sierżant Anna Sikora, następczyni Ewy Olszańskiej
  - Jan Janga-Tomaszewski – Oscar Thomas „Cappuccino”
  - Robert Nowosadzki – Adolf Kranz, człowiek „Cappuccina”
  - Anna Mozolanka – pielęgniarka opatrująca rannego Kopińskiego
  - Andrzej Szaciłło – lekarz opatrujący rannego Kopińskiego
  - Lech Sołuba – dyżurny w „kontroli lotów”
  - Aleksander Mikołajczak – Olszewski, oficer w „kontroli lotów”
  - Marlena Miarczyńska – pilotka helikoptera milicyjnego, romansująca z Borewiczem podczas służby
  - Lidia Bartnik-Kubat – wywiadowczyni MO śledząca Kopińskiego
  - Andrzej Niemirski – wywiadowca MO na stacji benzynowej
  - Jacek Domański – pracownik CPN
  - Grażyna Wolszczak – Jovita Popovic, kapitan wydziału do walki z narkotykami policji jugosłowiańskiej
  - Tatiana Sosna-Sarno – Danka, gospodyni w leśniczówce „Bobrowisko” wynajmująca pokoje Jugosłowianom
  - Jerzy Molga – kochanek Danki
  - Agata Rzeszewska – prostytutka towarzysząca Jugosłowianom
  - Maciej Pietrzyk – Ivo Babic, współpracownik „Cappuccina”
  - Sławomir Jóźwik – Jugosłowianin, człowiek Babica
  - Aleksander Gawroński – pijany pracownik lądowiska
  - Mariusz Leszczyński – pijaczek, ochroniarz lądowiska
  - Jerzy Dziewulski – komandos aresztujący Jugosłowian
  - Andrzej Żółkiewski – milicjant
  - Danuta Borsuk – kobieta
  - Irena Szymczykiewicz - milicjantka dyżurna
  - Walenty Tieśluk - komandos
  - Andrzej Wojewódzki - pilot śmigłowca
  - Andrzej Witkowski - komandos
  - Jacek Długosiecki - komandos
  - Ireneusz Górecki - komandos
  - Piotr Barszczak - recepcjonista w hotelu "Forum";
  - Dorota Fijałkowska - milicjantka Głowacka
  - Włodzimierz Kubat -milicjant z psem tropiącym
  - Małgorzata Niemen - kobieta chcąca dojechać do Sajenka
  - Jacek Rąbiński - chłopiec pomagający w lesie Kopińskiemu
  - Magdalena Szmagier - kobieta z zepsutym samochodem
  - Andrzej Wiśniewski - informator w hotelu "Forum";
- obsada dubbingu:
  - Mariusz Gorczyński – komandos pomagający Borewiczowi na pokładzie śmigłowca
  - Marek Frąckowiak - lekarz opatrujący rannego Kopińskiego; rola Andrzeja Szaciłły

Paweł Kopiński, emerytowany nowojorski policjant pochodzenia polskiego z 26-letnim stażem jest jednym z asów do walki z narkotykami (handlarze narkotyków nazywają go „Wściekły Kojot”) i nienawidzi „białego proszku”. Przed 10 laty w niewyjaśnionych okolicznościach została zabita jego wówczas 28-letnia żona Lucy (on sam twierdzi, że zrobił to gang handlarzy opium). Obecnie policjant jest na rencie (w praktyce na emeryturze) na podstawie orzeczenia komisji lekarskiej (rak trzustki wywołujący ataki, które chory uśmierza zastrzykami z morfiny). Postanawia udać się do Polski na urlop Zbliżając się do granicy, za miejscowością Treplin (NRD) spotyka znanych sobie amerykańskich gangsterów, „Cappuccino” i Kranza. Ci śledzą go i już w Polsce atakują go w lesie i ranią, a następnie krępują w pojeździe, ustawiając bombę zegarową i odjeżdżają. Z opresji ratuje go miejscowy chłopiec, Jacek Pawłowski. Po opatrzeniu ran policjanta zatrzymuje milicja, a przesłuchuje go Borewicz. Kopiński dzieli się z nim ważnymi informacjami (m.in. o przyszłej transakcji handlarzy). Zostaje zwolniony, przy czym Borewicz pozwala mu śledzić gangsterów, natomiast milicja stara się obserwować jego dalszą podróż. W tym czasie Borewicz zyskuje nową współpracowniczkę – sierżant Annę Sikorę, która zastąpiła Ewę Olszańską. W leśniczówce Bobrowisko na Mazurach na handlarzy czeka grupa jugosłowiańskich i tureckich przemytników, którzy korzystają z dobrze zorganizowanego szlaku przerzutu narkotyków ukrytych w łodzi. Do kryjówki gangsterów wkracza Kopiński, który zatapia łódź i niszczy samochody przemytników. Razem z brygadą antyterrorystyczną Borewicz aresztuje Jugosłowian z leśniczówki. Adolf Kranz ginie z ręki Kopińskiego, natomiast „Cappuccino” ratuje się ucieczką. Kopiński spotyka go w lesie i proponuje mu wspólną ucieczkę do Szwecji przywłaszczonym samolotem rolniczym. Następnie kradną samolot i uciekają nad Morzem Bałtyckim. Jednak Kopiński ma swój plan, bowiem w akcie zemsty za śmierć żony zamierza rozbić samolot. W czasie lotu kontaktuje się jeszcze z Borewiczem i prosi o wstrzymanie pościgu, gdyż ostatnią rundę walki z gangsterem chce rozegrać po swojemu i tym samym „zamknąć za sobą drzwi”.
Odcinek 19 serialu pod tym samym tytułem został skierowany do rozpowszechniania na ekranach kin.

### 20.Złocisty

Logo Coca-Coli, które na prawej dłoni miał wytatuowane zamordowany Waldemar Kociński

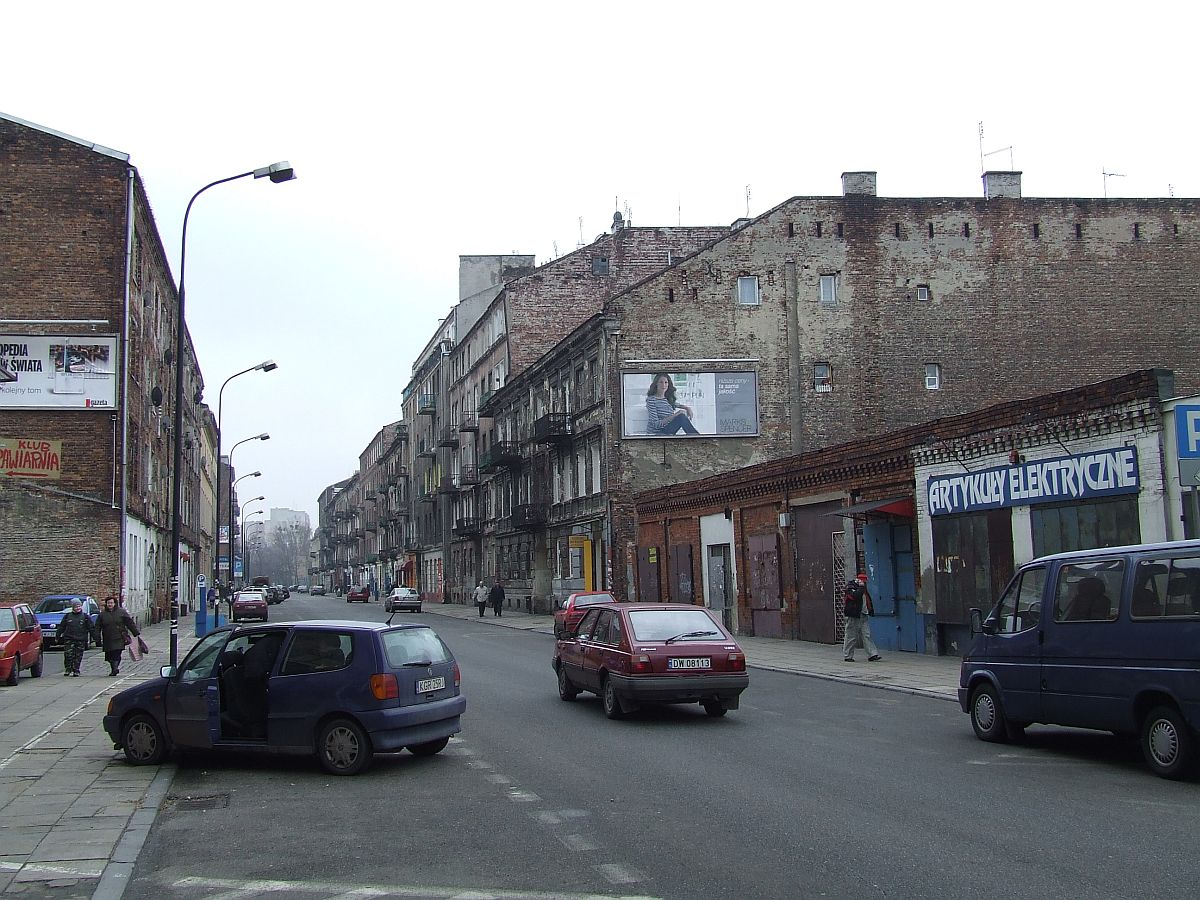
Ulica Brzeska w Warszawie, gdzie działa półświatek z odcinka

- pierwowzór – powieść Anny Kłodzińskiej „Złocisty przegrywa”
- reżyseria – Krzysztof Szmagier
- czas trwania – 90 minut
- premiera – 18 maja 1989
- obsada:
  - Bronisław Cieślak – porucznik Sławomir Borewicz
  - Jerzy Rogalski – porucznik Waldemar Jaszczuk, siostrzeniec porucznika Zubka
  - Zdzisław Tobiasz – major Wołczyk
  - Hanna Dunowska – sierżant Anna Sikora
  - Marek Frąckowiak – Krzysztof Kozioł „Literat”, człowiek „Złocistego”
  - Stanisław Pąk – Waldemar Kociński „Coca Cola” (w odc. 11 wózkarz Waldemar Banaszek)
  - Monika Borys – dziewczyna w towarzystwie „Literata”
  - Zbigniew Buczkowski – „Portier”, goryl pana Emila
  - Józef Konieczny – pan Leon, współszef gangu „Złocistego”
  - Jerzy Bielecki – Emil Nawrocki, współszef gangu „Złocistego”
  - Aleksander Gawroński – menel nad Wisłą
  - Zdzisław Rychter – facet na bazarze grający w „trzy karty”
  - Bożena Dykiel – Bożenka, barmanka w knajpie
  - Mariusz Leszczyński – mężczyzna grający w trzy karty na bazarze
  - Mariusz Gorczyński – menel na bazarze
  - Tomasz Marzecki – informator Borewicza z bazaru
  - Krzysztof Nowik – porucznik Edward Kozłowski
  - Ewa Wawrzoń – badylarka Marlena Brodzka, siostra zabitego Kazimierza
  - Piotr Siejka – lekarz przy ekshumacji zwłok Kazimierza Brodzkiego
  - Grażyna Dyląg-Mikołajczak – była żona Kazimierza Brodzkiego
  - Marzena Manteska – żona sekretarza gminy w Czarnkowie, kochanka Brodzkiego
  - Lucyna Brusikiewicz – Beata, była dziewczyna „Coca Coli”
  - Artur Barciś – Józef Kuźmak „Strażak”, człowiek pana Emila
  - Maria Probosz – Irena Gryzik, dziewczyna przetrzymywana w leśniczówce
  - Jerzy Dziewulski – on sam, dowódca oddziału komandosów
  - Andrzej Wojewódzki - pilot śmigłowca
  - Walenty Tieśluk - komandos
  - Lidia Lenarczyk - urzędniczka w Pułtusku
  - Teresa Sokołowska - menelka nad Wisłą
  - Krystyna Liskowacka - menelka nad Wisłą
  - Andrzej Witkowski - komandos
  - Jacek Długosiecki - komandos
  - Ireneusz Górecki - komandos
  - Wojciech Turowski - niewidomy akordeonista na bazarze
  - Jacek Bielenia - milicjant
  - Dorota Borkowska - milicjantka Głowacka
  - Danuta Borsuk - Lidka, koleżanka Beaty
  - Irena Szymczykiewicz - milicjantka dyżurna
  - Robert Śliwowski - milicjant
  - Adam Trela - pracownik portu w Gdyni
- obsada dubbingu:
  - Mariusz Gorczyński w trzech rolach:
    - informator Borewicza na bazarze Różyckiego (rola Tomasza Marzeckiego)
    - głos Kędzierskiego, klienta „Złocistego”
    - milicjanta w miejscu zabójstwa porucznika Kozłowskiego

  - Marcin Troński jako Emil Nawrocki, współszef gangu „Złocistego”; rola Jerzego Bieleckiego
- wykorzystano utwór muzyczny „Daj mi tę noc” z 1985 w wykonaniu grupy Bolter

Śmierć bazarowego opryszka o pseudonimie „Coca-Cola” zmusza milicję do podjęcia energicznego śledztwa w sprawie gangu „Złocistego”, podejrzewanego o handel walutą i samochodami, fałszywym złotem i nielegalną produkcję czekolady. Trop wiedzie na Bazar Różyckiego przy ul. Brzeskiej w Warszawie. Do gangu przenika porucznik Kozłowski, udający kumpla „Coca-Coli”. Po anonimowym liście funkcjonariusze odkopują zwłoki niejakiego Brodzkiego, na posesji należącej do jego siostry, która nabywała złoto za pośrednictwem „Literata”. Kozłowski ustala, że świadkiem zbrodni była Irena Gryzik, która jest więziona w leśniczówce pod Pułtuskiem. Dziewczyna zostaje uwolniona i składa zeznania. Znalezione zostają zwłoki Kozłowskiego, zamordowanego przez gang. Leon i Emil – decydenci szajki – usiłują zakończyć swoją działalność. Okazuje się, że sam mityczny „Złocisty” faktycznie nie istnieje. W międzyczasie gangster „Literat” otrzymuje zlecenie zabicia Leona, co wykonuje i zostaje zatrzymany przez milicję niedługo później. Tymczasem zawiedziony likwidacją gangu ambitny „Portier” postanawia przejąć sprawy w swoje ręce. Likwiduje swojego szefa Emila i ucieka usiłującym go zatrzymać milicjantom. Następnie zostaje schwytany przez Borewicza. Okazuje się, że to on zabił „Coca-Colę”, zaś cała grupa miała szeroki zakres działania i wielkie zyski z nielegalnych źródeł.

### 21.Przerwany urlop

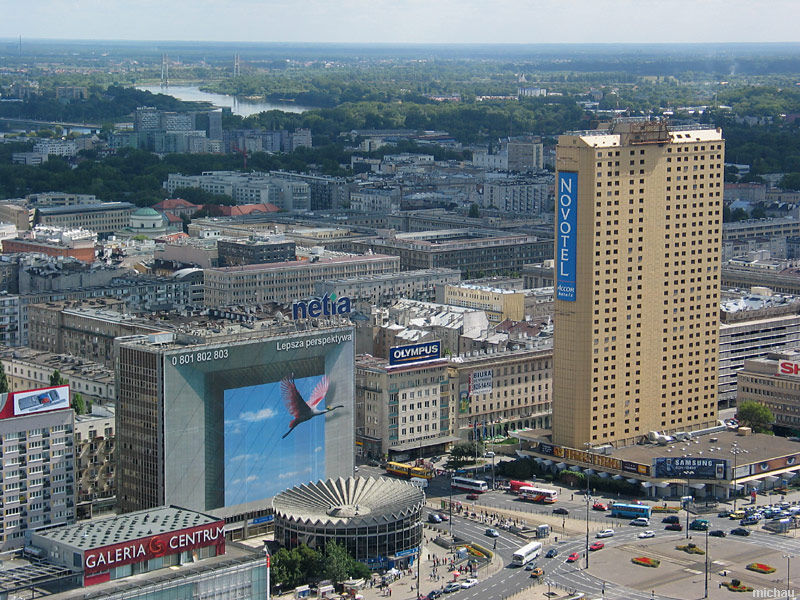
Hotel Novotel (dawniej Forum) w Warszawie (po prawej), w którym zamieszkuje Rolson

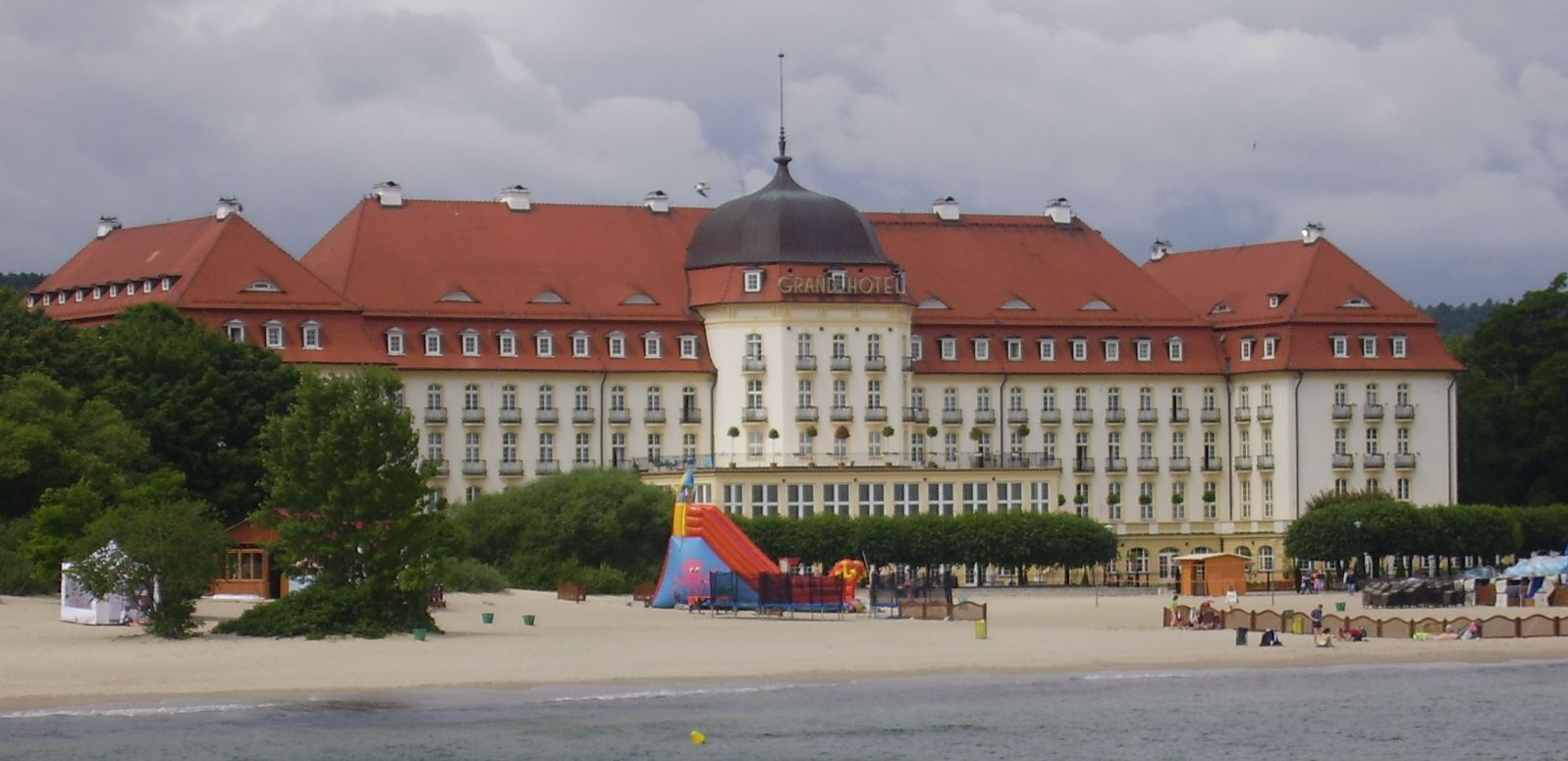
Grand Hotel w Sopocie, gdzie przybywają Rolson i Gambetti. W odcinku na jednym z balkonów widoczna jest Zofia wypatrująca Rolsona

- pierwowzór – powieść Bardzo dobry fachowiec Zygmunta Zeydlera-Zborowskiego
- reżyseria – Krzysztof Szmagier
- czas trwania – 102 minuty
- premiera – 25 maja 1989
- obsada:
  - Bronisław Cieślak – porucznik Sławomir Borewicz
  - Jerzy Rogalski – porucznik Waldemar Jaszczuk, siostrzeniec porucznika Zubka
  - Hanna Dunowska – sierżant Anna Sikora
  - Marcin Troński – Kurt Rolson, zawodowy morderca
  - Krzysztof Gordon – Henryk Moderski vel Robert Ponecki
  - Laura Łącz – Anna Moderska, siostra Henryka
  - Roman Bartosiewicz – Marsano, zleceniodawca „zlikwidowania” Moderskiego
  - Zdzisława Specht – prostytutka Monika Woźniak, poznana przez Rolsona
  - Cezary Domagała – kelner w „Victorii”
  - Małgorzata Kaczorowska – stażystka medyczna na miejscu zabójstwa Witeckiego
  - Andrzej Szenajch – kelner w „Victorii”
  - Mariusz Gorczyński – kelner w „Victorii” obsługujący Rolsona i Woźniak
  - Dorota Stalińska – w roli samej siebie, podczas ujęć do filmu nad jeziorem, poznana przez Borewicza
  - Rafał Rutowicz – chłopiec proszący Dorotę Stalińską o autograf
  - Wiesław Drzewicz – „Rudzielec”, złodziej okradający Rolsona
  - Piotr Barszczak – fałszywy Henryk Moderski
  - Monika Borys – partnerka fałszywego Henryka Moderskiego
  - Barbara Brylska – Zofia Gambetti
  - Aleksander Machalica – lekarz milicyjny badający zwłoki Moniki Woźniak
  - Andrzej Niemirski – milicjant przy zwłokach Moderskiego
  - Janusz Paluszkiewicz – listonosz przesłuchiwany w mieszkaniu Moniki Woźniak
  - Ewa Serwa – pracownica wypożyczalni samochodów „Orbisu”
  - Paweł Szczesny – Rysiek Witecki, morderca Moniki Woźniak
  - Lidia Bartnik-Kubat – milicjantka
  - Włodzimierz Kubat – milicjant
  - Jerzy Dziewulski – on sam (Jurek), dowódca oddziału komandosów na Okęciu
  - Adam Waszewski – komandos na Okęciu
  - Bogusław Augustyn – milicjant biorący udział w zatrzymaniu Rolsona
- obsada dubbingu:
  - Mariusz Gorczyński – milicjant podający Borewiczowi papierosa odnalezionego na miejscu zabójstwa Witeckiego

Międzynarodowy morderca Kurt Rolson otrzymuje we Włoszech zlecenie specjalne. Ma zabić w Polsce niejakiego Henryka Moderskiego, który ukradł dokumenty kompromitujące byłych chlebodawców i teraz ich szantażuje. Rolson targuje honorarium do 250 tys. dolarów. Wyrusza do Polski i w Sopocie odnajduje siostrę Moderskiego. W przebraniu, podając się za Christophera Thompsona, wypytuje ją o brata, jednak bez skutku. Następnie w Warszawie poznaje prostytutkę, która odnajduje dla niego Moderskiego. Okazuje się jednak, że jest to tylko osoba udająca poszukiwanego. Po tym prostytutka zostaje zamordowana, a Rolson napadnięty i okradziony. Równocześnie inne szantażowane przez Moderskiego osoby wysyłają do Polski w podobnym celu Polkę z włoskim obywatelstwem, Zofię Gambetti. Ona również poznaje w hotelu Forum fałszywego Moderskiego, lecz lądując z nim w łóżku, orientuje się, że nie jest to prawdziwy poszukiwany. Rolson zabija szantażystę – zabójcę prostytutki Woźniak. Po tym morderstwie na ślad sprawcy wpada Borewicz. Wreszcie Gambetti dociera do Rolsona, spotyka się z nim i proponuje mu współpracę. Zostają kochankami i odtąd działają razem. Przenoszą się do Sopotu i zamieszkują w Grand Hotelu. Tam napadają na Moderską i torturami zmuszają ją do ujawnienia, gdzie jest jej brat, okaleczając przy tym jej niepełnosprawną córkę. Następnie razem zamierzają wrócić do Rzymu, jednak tuż przed odlotem Rolson atakuje wspólniczkę i traktuje ją gazem, usiłując zabić, po czym opuszcza hotel Novotel. Jednak obserwująca go milicja z Borewiczem na czele aresztuje go w windzie. W czasie przesłuchania przestępca próbuje uciec, ale ostatecznie zostaje obezwładniony i przesłuchany. W tym czasie Gambetti odzyskuje świadomość w hotelu, a Rolson podczas przesłuchania ujawnia jej dane. Jednak w samolocie do Rzymu jej nie ma. Niespodziewanie Rolson podsuwa Borewiczowi ślad, informację o innym samolocie, o którym informację usłyszał w tle nagrania donoszącego na niego milicji przez telefon. Okazuje się, że to lot do Zurychu (Gambetti sprytnie przebukowała bilet). Po wylądowaniu na lotnisku Kloten zadowolona Gambetti sięga po gumę do żucia marki Wrigley's, jednak po chwili ginie, gdyż przekąsa zawierała cyjanek potasu, uprzednio dodany przez Rolsona. To zdarzenie kończy tragiczny łańcuch tej sprawy.
Historia z tego odcinka częściowo została oparta na kanwie prawdziwych wydarzeń. Zgodnie z relacją K. Szmagiera, w 1986 w restauracji hotelu „Victoria” doszło do strzelaniny, zaś sprawca zniknął.

## Plenery
- Serial w zdecydowanej większości był kręcony w Warszawie. Poza ulicami pojawiają się m.in. wielokrotnie Pałac Mostowskich – faktyczna siedziba Komendy Stołecznej Milicji, hotele: często „Victoria”, a ponadto „Forum” w odc. 21, kilkakrotnie lotnisko Okęcie i dworzec kolejowy Warszawa Centralna, Łazienki w odc. 17.
- Poza tym na miejsca zdjęciowe wybrano inne polskie miejscowości: Sopot (molo, „Grand Hotel”), Mazury (jeziora), dworzec Łódź Fabryczna, Gdynia (Molo w Gdyni Orłowie, Klif Orłowski), Gdańsk (okolice przed bramą Stoczni Gdańskiej).
- Poszczególne kluczowe sceny zrealizowano na akwenie Morza Bałtyckiego: rejs na promie MS Aallotar (odc. 6), lot i upadek samolotu PZL-104 Wilga w odc. 19.
- Niektóre sceny kręcono na polskich przejściach granicznych w: Chyżnem (odc. 6) i Świecku (odc. 19).
- Niektóre sceny wykonano poza granicami Polski: Times Square na Manhattanie w Nowym Jorku (USA) oraz tereny przygraniczne NRD (obecnie Niemcy) – Treplin w odc. 19, lotnisko Kloten w Zurychu (Szwajcaria) w odc. 21.
- Odcinek 9 – „Rozkład Jazdy” – realizowany był w nieistniejącym obecnie, ale charakterystycznym pod względem architektonicznym Hotelu Turystycznym w Łowiczu (okrąglak), a w 8 minucie filmu przejazd radiowozu następuje po obecnej ulicy Zduńskiej (ówcześnie Bieruta) w Łowiczu.
- Niektóre sceny odcinka 19 – „Zamknąć za sobą drzwi" były realizowane na drogowym odcinku lotniskowym „Kliniska" na drodze nr 142 pod Szczecinem.

## Odbiór
Serial był przychylnie przyjmowany przez widownię, także odcinki trzeciej serii z 1981, emitowane wkrótce po wprowadzeniu stanu wojennego. Po emisji pierwszej serii serialu (czterech odcinków z 1976) przeprowadzony przez Ośrodek Badania Opinii Publicznej i Studiów Programowych PR i TV sondaż wykazał, że 62% telewidzów uznało postać por. Borewicza za realistyczną, a 22% za nierealną.
Mimo zaprzeczeń twórców 07 zgłoś się, serial zyskał opinię nakręconego na zamówienie władz PRL w celu pozytywnego przedstawienia funkcjonariuszy MO w oczach opinii publicznej. Zdaniem osób wysuwających zarzuty serial miał sprawić, by Polacy polubili milicjantów. Wśród argumentów przemawiających na rzecz propagandowego charakteru filmu wymienia się wypowiadane na ekranie dowcipy o milicjantach, przedstawianie MO jako odpowiednika istniejącej w krajach Zachodu policji, pojawiające się w serialu osoby o „nieprawomyślnym” pochodzeniu (taksówkarz-kresowiak, profesor uniwersytetu w Wilnie, żołnierz PSZ na Zachodzie, sybiraczka, partyzant antykomunistycznego podziemia itp.) czy nawiązania do kościelnych sakramentów udzielanych mniej lub bardziej jawnie milicjantom. Pomimo przychylnego i propagandowego nastawienia serialu wobec PRL, w filmie pojawiają się nawiązania i symbole pochodzące ze świata zachodniego, widoczne w Polsce lat 70.: puszka Coca-Coli, porucznik Borewicz nosi amerykańską kurtkę wojskową M65 i używa kosmetyków „Old Spice”, a kobiety – perfum Niny Ricci.
Przedmiotem innego politycznego zarzutu jest tytuł serii, uważany za celowo dobrany tak, aby por. Borewicz (kryptonim „07”) przyćmił bohatera cyklu filmów o Jamesie Bondzie (kryptonim „007”), uważanych w PRL za antysocjalistyczne. Jednakże, jak stwierdził Bronisław Cieślak, tytuł produkcji nie był polską odpowiedzią na popularność filmów o agencie 007, a jedynie nawiązaniem do radiowego numeru wywoławczego dla operacyjnych jednostek Milicji Obywatelskiej stosowanego w miastach wojewódzkich.
Serial zyskał sobie wielkie grono fanów i nadal cieszy się dużą oglądalnością. Został wydany przez TVP na kasetach VHS w latach 90., a od 2007 także na 10 wydaniach DVD. 
Odcinki serialu w czasie przed premierą ostatniej serii zostały zakupione przez kilkanaście krajów. Serial był emitowany w krajach bloku wschodniego, np. w Chinach, gdzie został zdubbingowany oraz w Bułgarii, gdzie z racji niektórych scen był pokazywany w porze nocnej. Ponadto serial był emitowany w krajach zachodnich, np. we Włoszech.

## Plan kontynuacji
W 1983, gdy anonsowano emisję nowych pięciu odcinków serialu (nr 10–14), zapowiadano, że reżyser Krzysztof Szmagier planował napisanie kolejnych dwunastu.
W wywiadzie z 1988 ów reżyser udzielił informacji, że pisze scenariusz dalszych losów porucznika Borewicza. Miał to być film kinowy lub zupełnie nowa seria. Wzmiankował wtedy, że według jego zamysłu fabuły milicjant został uwikłany w prowokację, a po zagrożeniu zwolnieniem ze służby i oskarżeniem karnym, skierowany przez nadrzędnego majora na prowincję. Ukrywając się tam miał napotkać na sitwę oraz prowadzić śledztwo w sprawie rzekomego utonięcia.
W połowie lat 90. Szmagier nieco zmodyfikował swój scenariusz, zgodnie z nim Borewicz trafił do więzienia, w którym zaprzyjaźnił się z przebywającymi opozycjonistami. Zaprezentował go Bronisławowi Cieślakowi, który po jego przeczytaniu odmówił gry.

## Odniesienia
- Postać „porucznika Zubka” pojawiła się pierwotnie w serialu Przygody psa Cywila (1970), którego autorem scenariusza i reżyserem był również Krzysztof Szmagier[20].
- W końcowych scenach filmu dla młodzieży Latające machiny kontra Pan Samochodzik z 1991 pojawia się postać porucznika Borewicza, w którą wcielił się Bronisław Cieślak. Mija go idąca grupa więźniów, z których jeden rozpoznaje go i mówi: „Porucznik Borewicz”. Poprawia go prowadząca skazanych Zofia (Krystyna Feldman), oznajmiając: „Komisarz Borewicz. Został zweryfikowany.”
- W filmie Kariera Nikosia Dyzmy (2002) pojawia się postać majora Borewicza, byłego oficera SB, która poprzez nazwisko nawiązuje do bohatera serialu.
- Album polskiego rapera Tede pt. Kurt Rolson z 2014 został zatytułowany tak jak nazywał się bohater z ostatniego, 21. odcinka serialu[21][22].